# Lijst van vogels in Suriname
Suriname is bijzonder rijk aan vogelsoorten. Er zijn 731 bevestigde soorten. Daarvan is er een endemisch en een (de huismus) is geïntroduceerd. Er zijn nog 21 soorten waarvan meldingen zijn, maar geen bevestiging en er is een soort die plaatselijk uitgeroeid is. Deze lijst is gebaseerd op die van de SACC (de South American Classification Committee) van de American Ornithological Society.

## Tinamoes
Orde: Tinamiformes   Familie: Tinamidae
- Grote tinamoe, Tinamus major

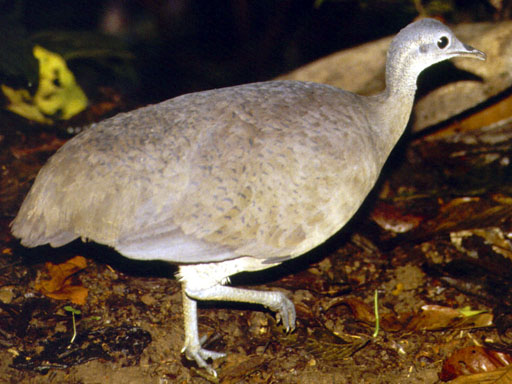
Grote tinamoe

- Grauwe tinamoe, Crypturellus cinereus
- Kleine tinamoe, Crypturellus soui
- Roodpoottinamoe, Crypturellus erythropus
- Bonte tinamoe, Crypturellus variegatus
- Rosse tinamoe, Crypturellus brevirostris

## Hoederkoeten
Orde: Anseriformes   Familie: Anhimidae
- Anioema, Anhima cornuta (uitgeroeid)

## Eendachtigen
Orde: Anseriformes   Familie Anatidae

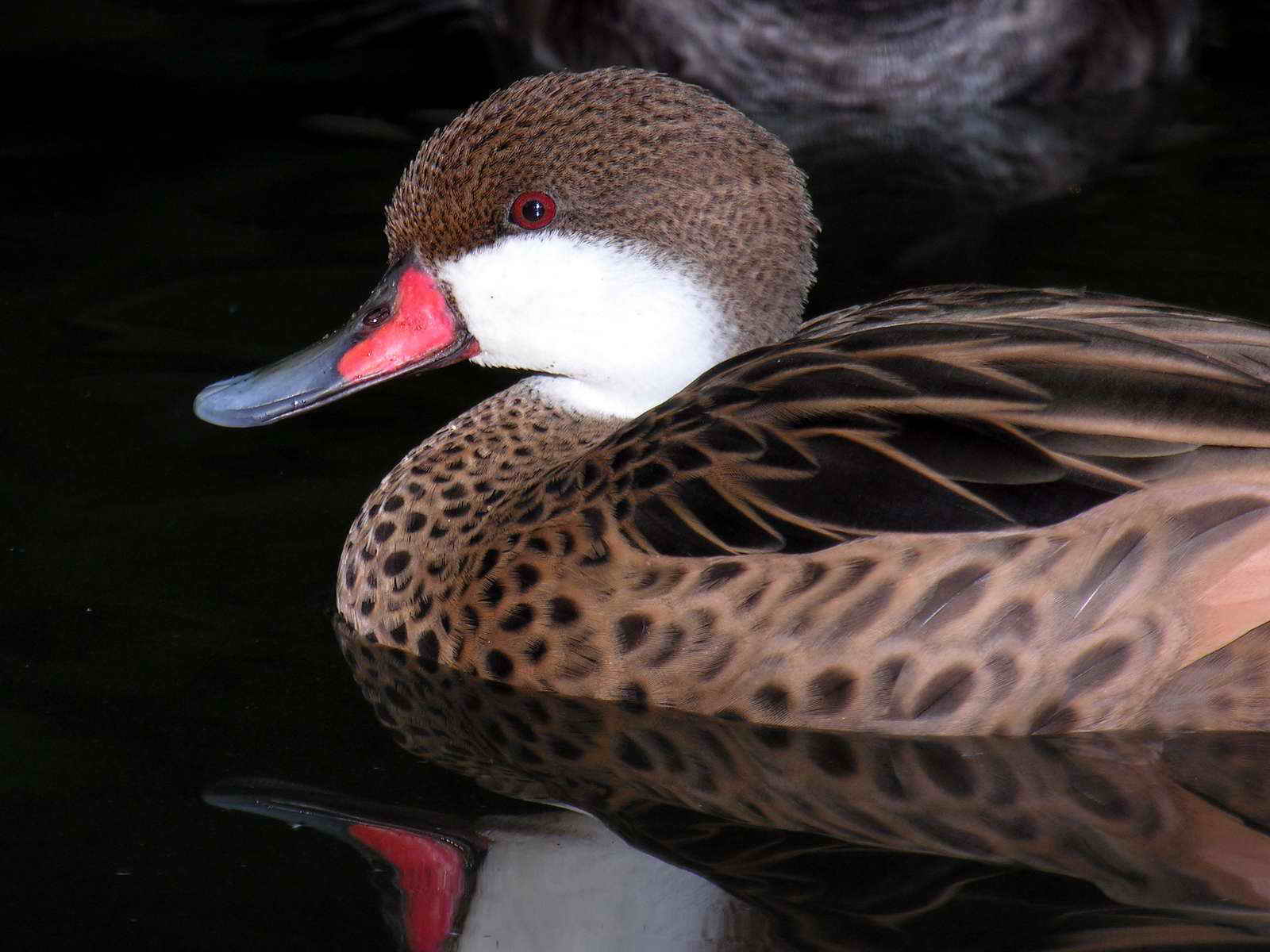
Bahamapijlstaart

- Rosse fluiteend, Dendrocygna bicolor
- Witwangfluiteend, Dendrocygna viduata
- Zwartbuikfluiteend, Dendrocygna autumnalis
- Muskuseend, Cairina moschata
- Blauwvleugeltaling, Spatula discors
- Amerikaanse smient, Mareca americana (dwaalgast)
- Bahamapijlstaart, Anas bahamensis
- Pijlstaart, Anas acuta (dwaalgast)
- Bruine krooneend, Netta erythrophthalma (dwaalgast)
- Ringsnaveleend, Aythya collaris (dwaalgast)
- Kleine topper, Aythya affinis (dwaalgast)
- Maskerstekelstaart, Nomonyx dominica

## Sjakohoenders en hokko's

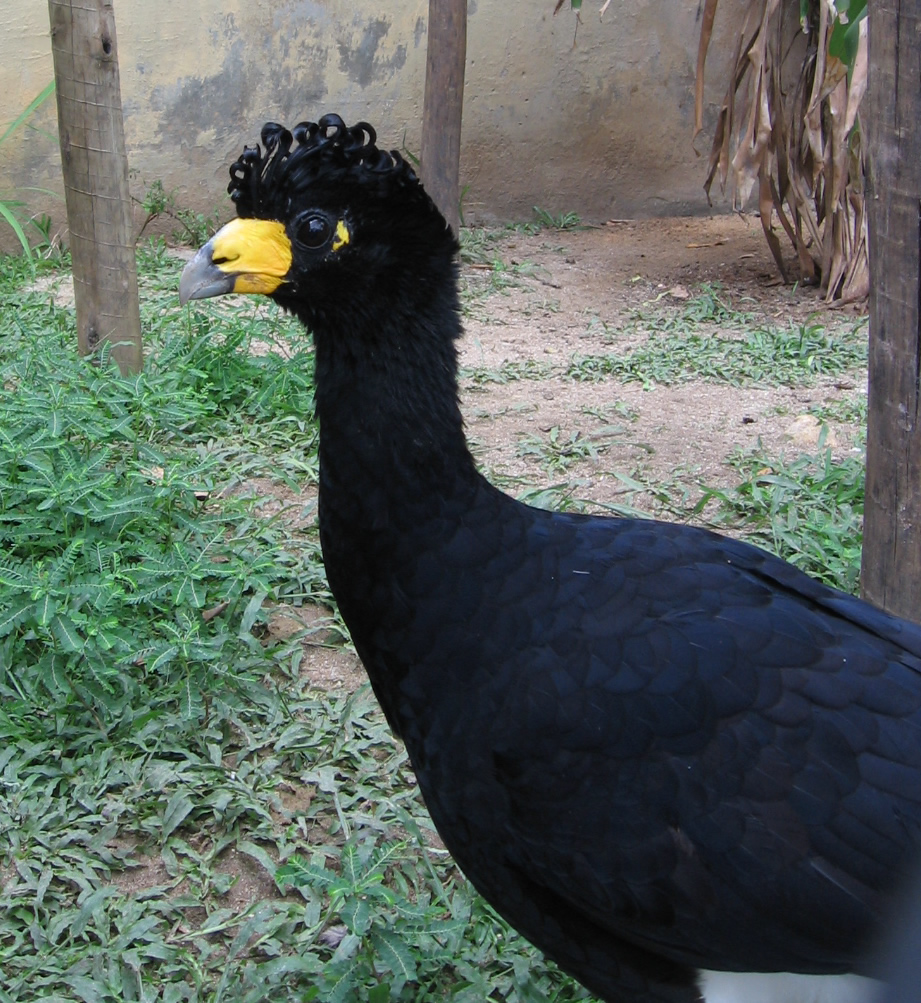
Zwarte hokko

Orde: Galliformes   Familie: Cracidae
- Marailsjakohoen, Penelope marail
- Spix' sjakohoen, Penelope jacquacu
- witkopgoean, Pipile cumanensis
- Kleine chachalaca, Ortalis motmot
- Zwarte hokko, Crax alector

## Amerikaanse kwartels
Orde: Galliformes   Familie: Odontophoridae
- Kuifbobwhite, Colinus cristatus
- Gemarmerde tandkwartel, Odontophorus gujanensis

## Flamingo's
Orde: Phoenicopteriformes   Familie: Phoenicopteridae
- Rode flamingo, Phoenicopterus ruber

## Futen
Orde: Podicipediformes    Podicipedidae.
- Amerikaanse dodaars, Tachybaptus dominicus
- Dikbekfuut, Podilymbus podiceps

## Duiven
Orde: Columbiformes   Familie: Columbidae

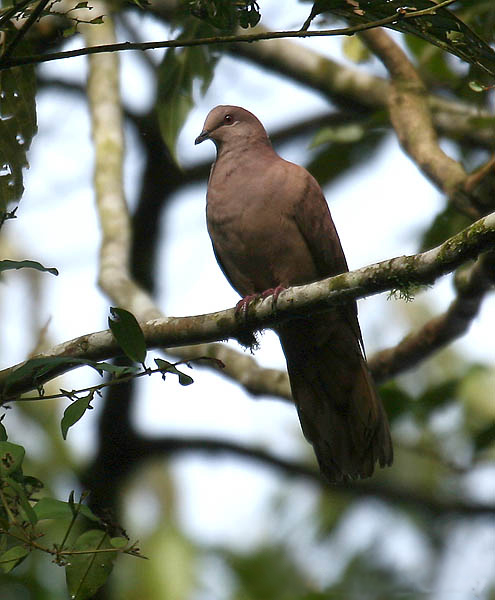
Purperduif

- Geschubde duif, Patagioenas speciosa
- Rosse duif, Patagioenas cayennensis
- Loodgrijze duif, Patagioenas plumbea
- Purperduif, Patagioenas subvinacea
- Bergkwartelduif, Geotrygon montana
- Bisschopskwartelduif, Geotrygon violacea
- Verreaux' duif, Leptotila verreauxi
- Grijskruinduif, Leptotila rufaxilla
- Geoorde treurduif, Zenaida auriculata
- Treurduif, Zenaida macroura (dwaalgast)
- Blauwe grondduif, Claravis pretiosa
- Musduif, Columbina passerina
- Dwergduif, Columbina minuta
- Steenduif, Columbina talpacoti

## Koekoeken
Orde: Cuculiformes   Familie: Cuculidae

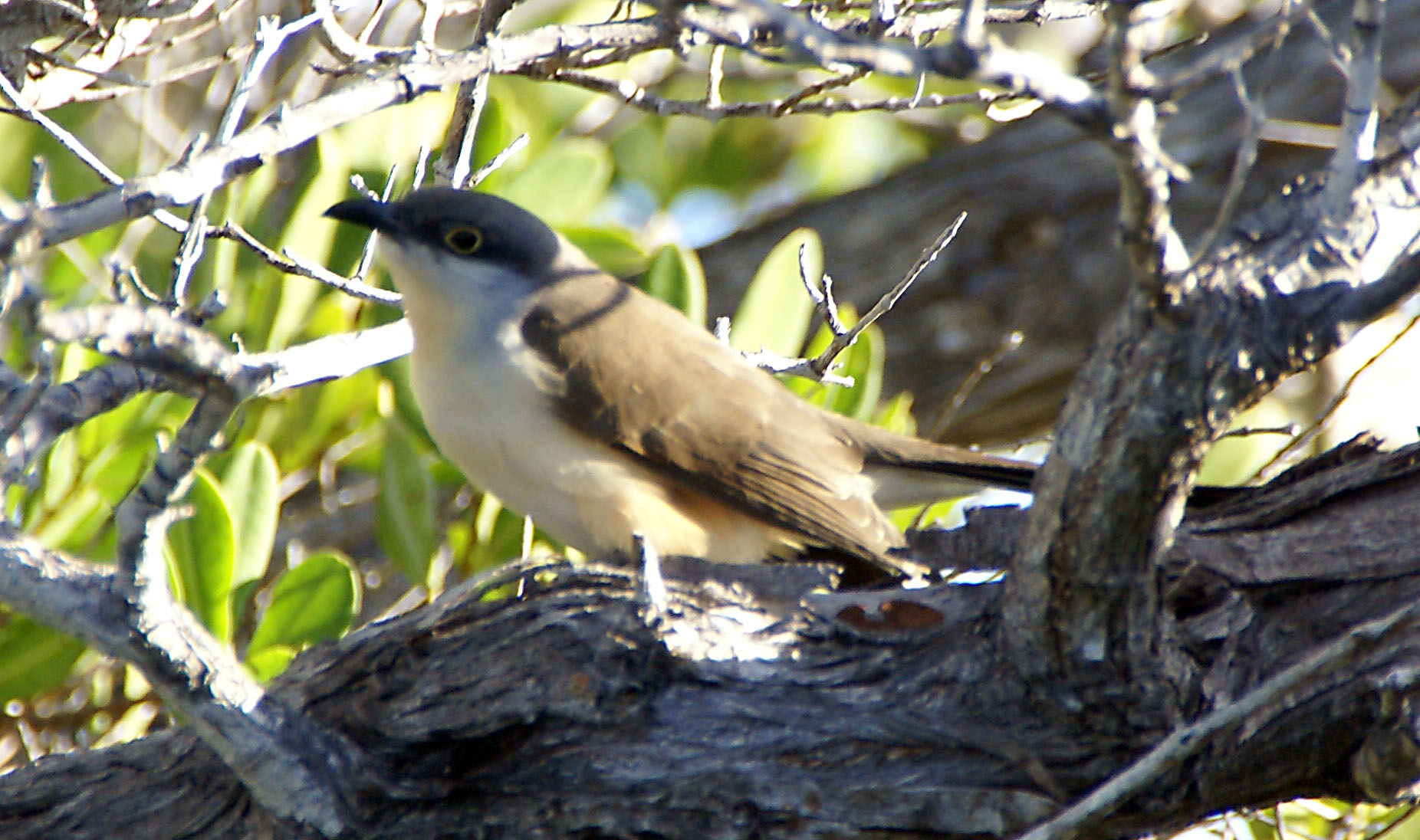
Kleine mangrovekoekoek

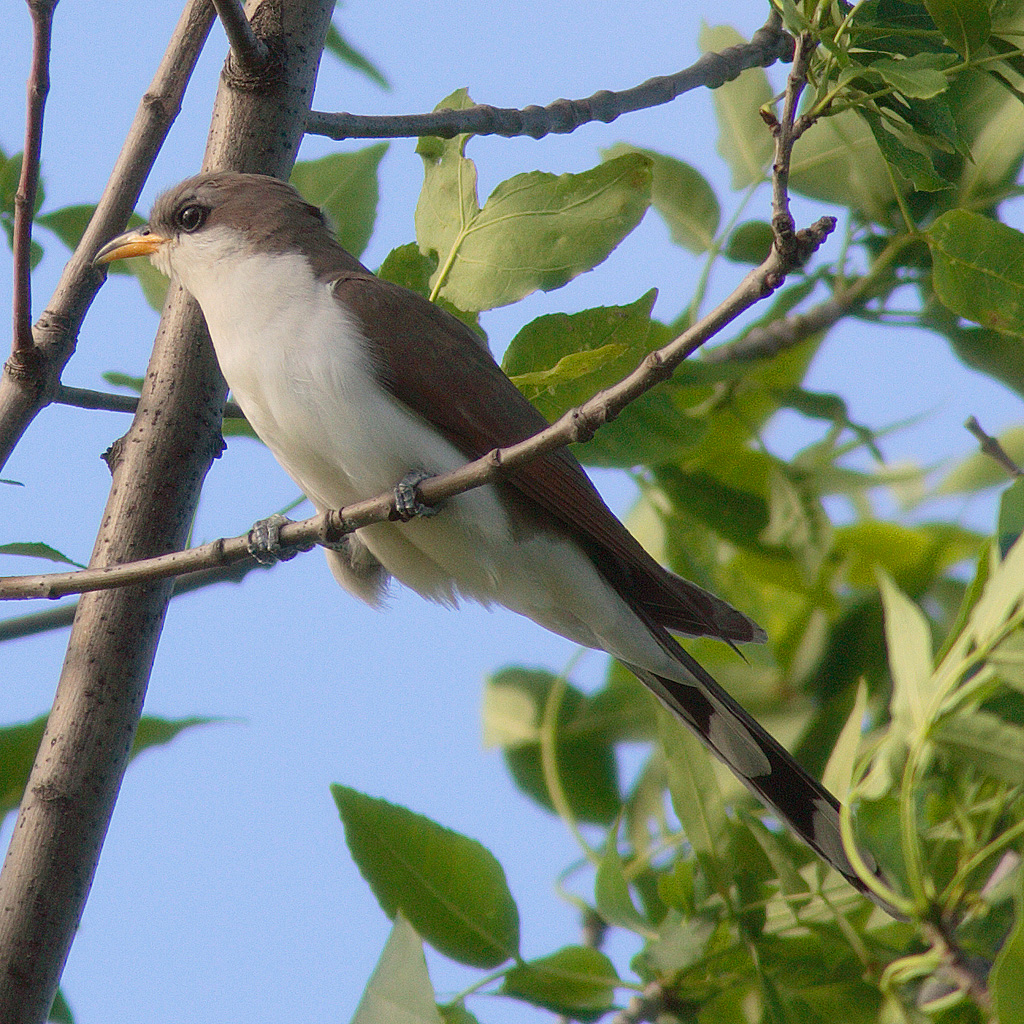
Geelsnavelkoekoek

Alleen de Pauwkoekoek is een broedparasiet.
- Grote ani, Crotophaga major
- Kleine ani, Crotophaga ani
- Gestreepte koekoek, Tapera naevia
- Pauwkoekoek, Dromococcyx pavoninus
- Kleine eekhoornkoekoek, Coccycua minuta
- Eekhoornkoekoek, Piaya cayana
- Zwartbuikkoekoek, Piaya melanogaster
- Kleine mangrovekoekoek, Coccyzus melacoryphus
- Geelsnavelkoekoek, Coccyzus americanus
- Witbuikkoekoek, Coccyzus euleri
- Mangrovekoekoek, Coccyzus minor

## Vetvogels
Orde: Caprimulgiformes   Familie: Steatornithidae
- Vetvogel, Steatornis caripensis (dwaalgast)

## Reuzennachtzwaluwen
Orde: Nyctibiiformes   Familie: Nyctibiidae
- Vale reuzennachtzwaluw, Nyctibius grandis
- Wigstaartreuzennachtzwaluw, Nyctibius aethereus
- Grijze reuzennachtzwaluw, Nyctibius griseus
- Witvleugelreuzennachtzwaluw, Nyctibius leucopterus

## Nachtzwaluwen

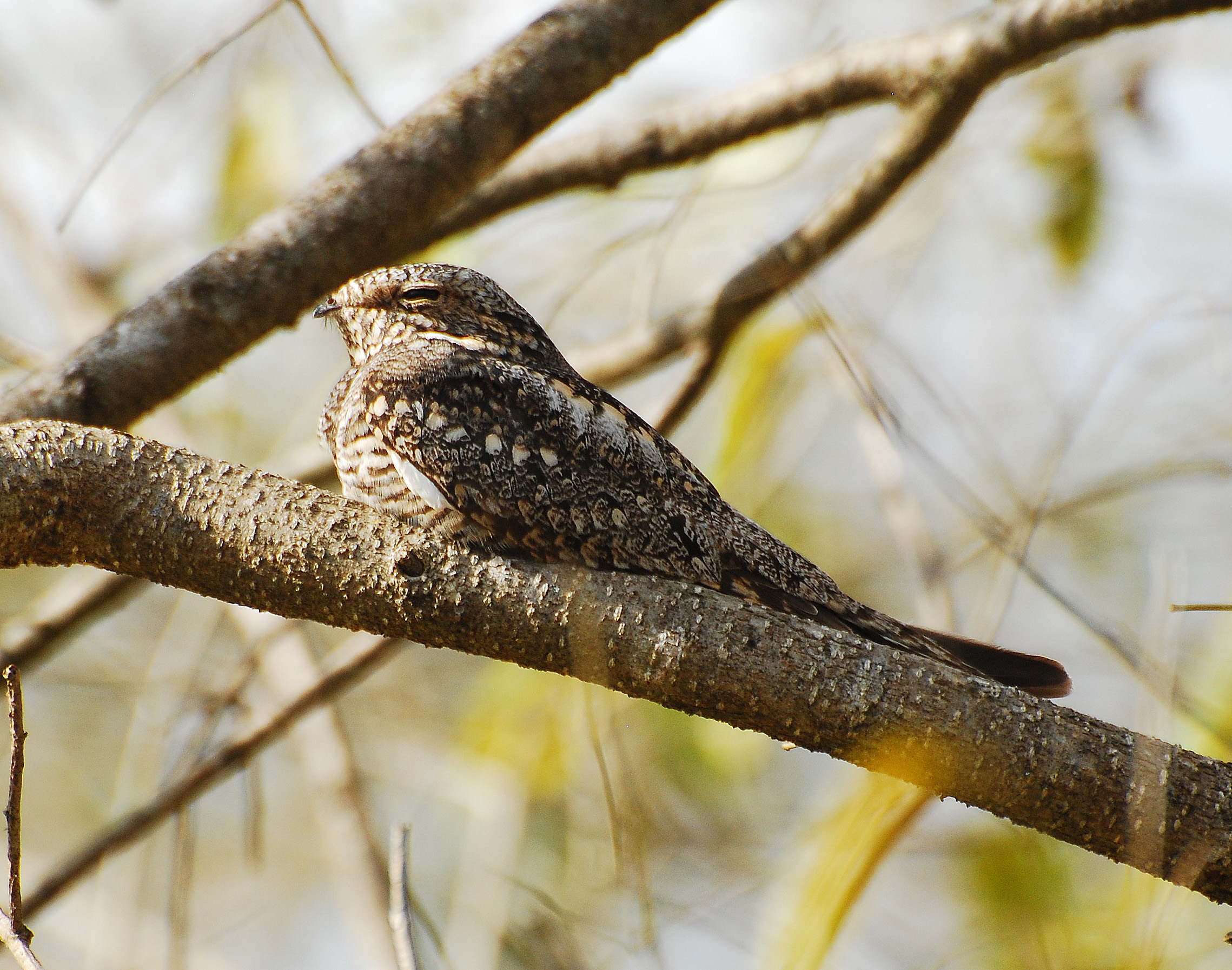
Texasnachtzwaluw

Orde: Caprimulgiformes   Familie: Caprimulgidae
- Nacundanachtzwaluw, Chordeiles nacunda
- Kleinste nachtzwaluw, Chordeiles pusillus
- Texasnachtzwaluw, Chordeiles acutipennis
- Kortstaartnachtzwaluw, Lurocalis semitorquatus
- Roetnachtzwaluw, Nyctipolus nigrescens
- Pauraque, Nyctidromus albicollis
- Witstaartnachtzwaluw, Hydropsalis cayennensis
- Vlekstaartnachtzwaluw, Hydropsalis maculicaudus
- Trapstaartnachtzwaluw, Hydropsalis climacocerca
- Spiesstaartnachtzwaluw, Hydropsalis torquata
- Rosse nachtzwaluw, Antrostomus rufus

## Gierzwaluwen
Orde: Apodiformes   Familie: Apodidae

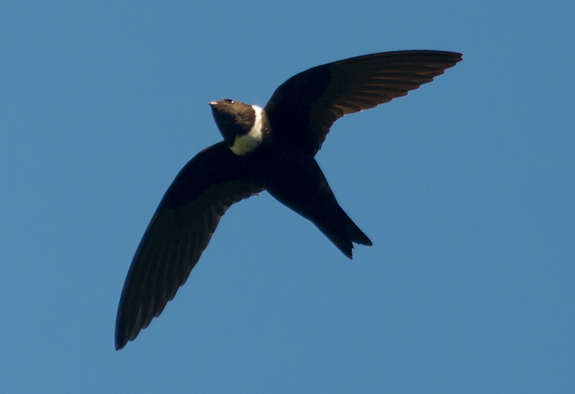
Witkraaggierzwaluw

- Witkingierzwaluw, Cypseloides cryptus
- Witkraaggierzwaluw, Streptoprocne zonaris
- Witbandgierzwaluw, Chaetura spinicaudus
- Chapmans gierzwaluw, Chaetura chapmani
- Sicks gierzwaluw, Chaetura meridionalis
- Kortstaartgierzwaluw, Chaetura brachyura
- Kleine Andesgierzwaluw, Aeronautes montivagus
- Braziliaanse palmgierzwaluw, Tachornis squamata
- Cayennegierzwaluw, Panyptila cayennensis
- Europese gierzwaluw, Apus apus (dwaalgast)

## Kolibries

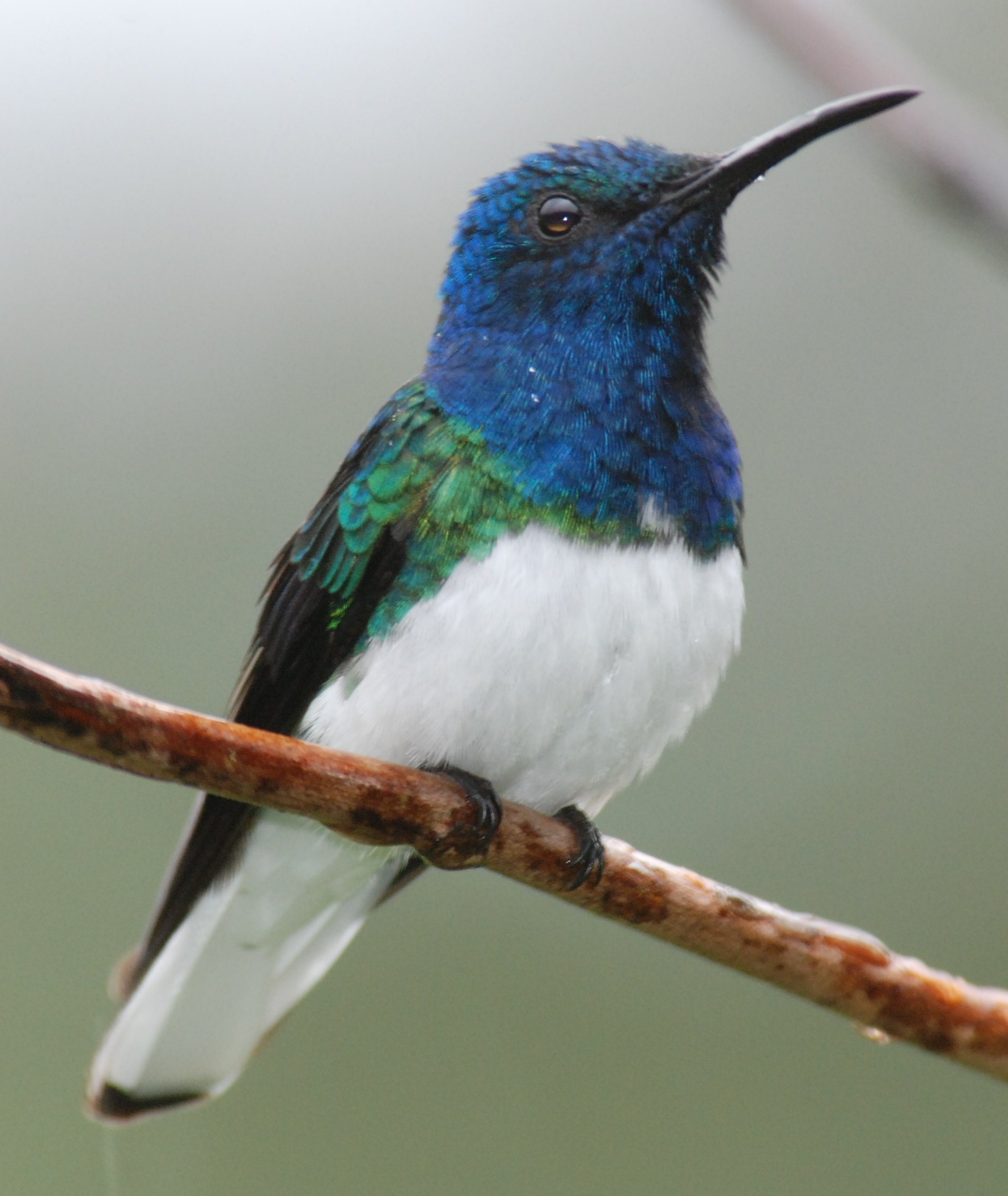
Witnekkolibrie

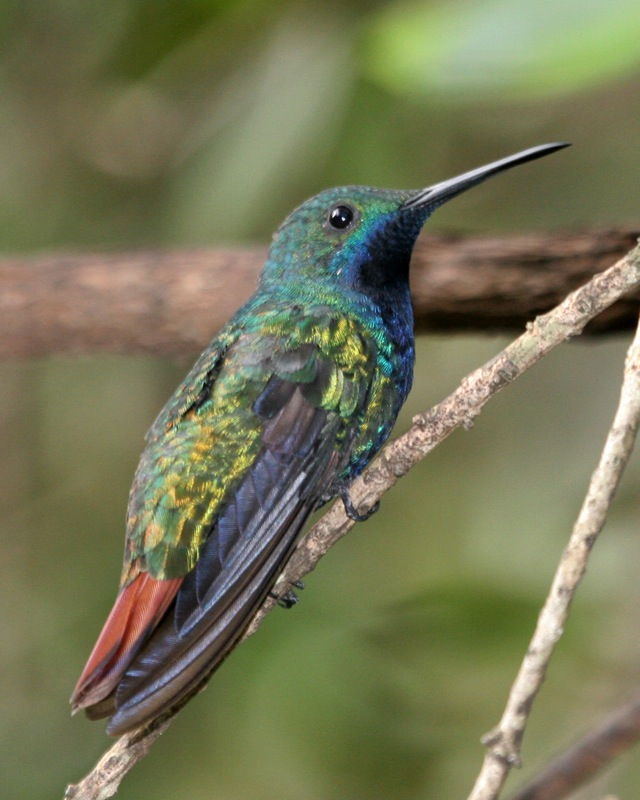
Zwartkeelmango

Orde: Apodiformes   Familie: Trochilidae
- Topaaskolibrie, Topaza pella
- Witnekkolibrie, Florisuga mellivora
- Roodborstheremietkolibrie, Glaucis hirsutus
- Zwartkeelbaardkolibrie, Threnetes leucurus
- Kleine heremietkolibrie, Phaethornis longuemareus
- Rode heremietkolibrie, Phaethornis ruber
- Bruinkapheremietkolibrie, Phaethornis augusti
- Priemsnavelheremietkolibrie, Phaethornis bourcieri
- Oostelijke langstaartheremietkolibrie, Phaethornis superciliosus
- Langsnavel-heremietkolibrie, Phaethornis malaris
- Bruine violetoorkolibrie, Colibri delphinae
- Zonnestraalkolibrie, Heliactin bilophus
- Zwartoorfeeënkolibrie, Heliothryx auritus
- Witstaartgoudkeelkolibrie, Polytmus guainumbi
- Groenstaartgoudkeelkolibrie, Polytmus theresiae
- Vuurstaartkluutkolibrie, Avocettula recurvirostris
- Muskietkolibrie, Chrysolampis mosquitus
- Groenkeelmango, Anthracothorax viridigula
- Zwartkeelmango, Anthracothorax nigricollis
- Vlagstaartkolibrie, Discosura longicaudus
- Gekuifde koketkolibrie, Lophornis ornatus
- Tepuibriljantkolibrie, Heliodoxa xanthogonys
- Langsnavelsterkeelkolibrie, Heliomaster longirostris
- Amethistboself, Calliphlox amethystina
- Blauwstaartsmaragdkolibrie, Chlorostilbon mellisugus
- Grijsborstsabelvleugel, Campylopterus largipennis
- Vorkstaartbosnimf, Thalurania furcata
- Zwaluwstaartkolibrie, Eupetomena macroura
- Roodkeelsaffierkolibrie, Hylocharis sapphirina
- Blauwkeelsaffierkolibrie, Chlorestes notata
- Groenbuikamazilia, Saucerottia viridigaster
- Witborstamazilia, Chrysuronia brevirostris
- Gmelins amazilia, Chrysuronia leucogaster
- Franje-amazilia, Chionomesa fimbriata
- Witkinsaffierkolibrie, Chlorestes cyanus

## Hoatzins

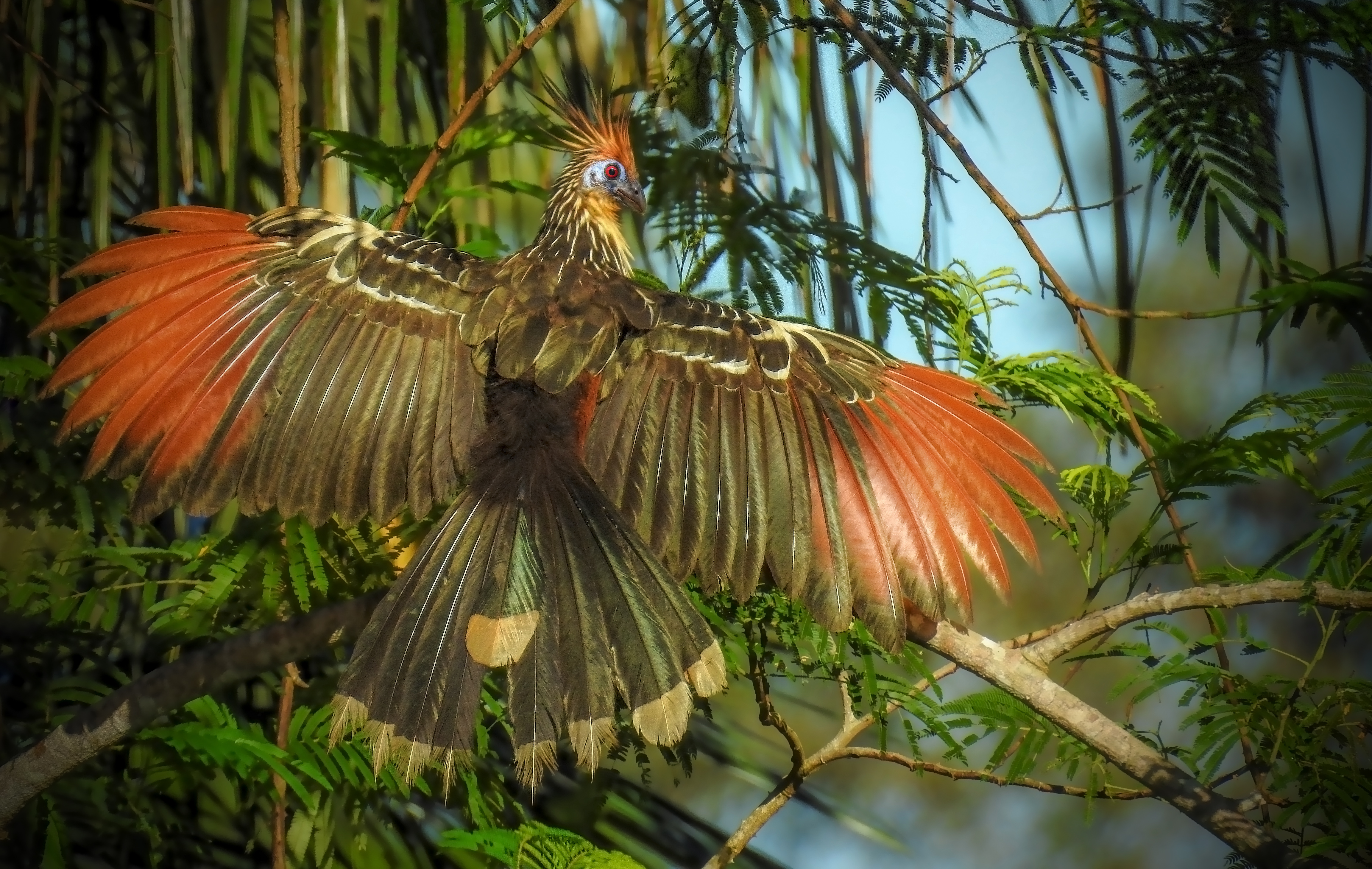
Stinkvogel

Orde: Opisthocomiformes   Familie: Opisthocomidae
- Stinkvogel, Opisthocomus hoazin

## Koerlans

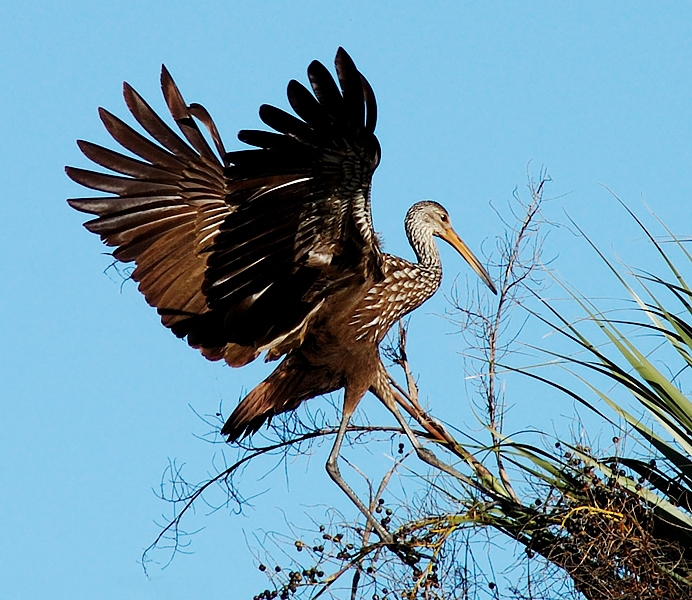
Koerlan

Orde: Gruiformes   Familie: Aramidae
- Koerlan, Aramus guarauna

## Trompetvogels
Orde: Gruiformes   Familie: Psophiidae
- Kamikami, Psophia crepitans

## Rallen
Orde: Gruiformes   Familie: Rallidae
- Grijze ral, Rallus longirostris

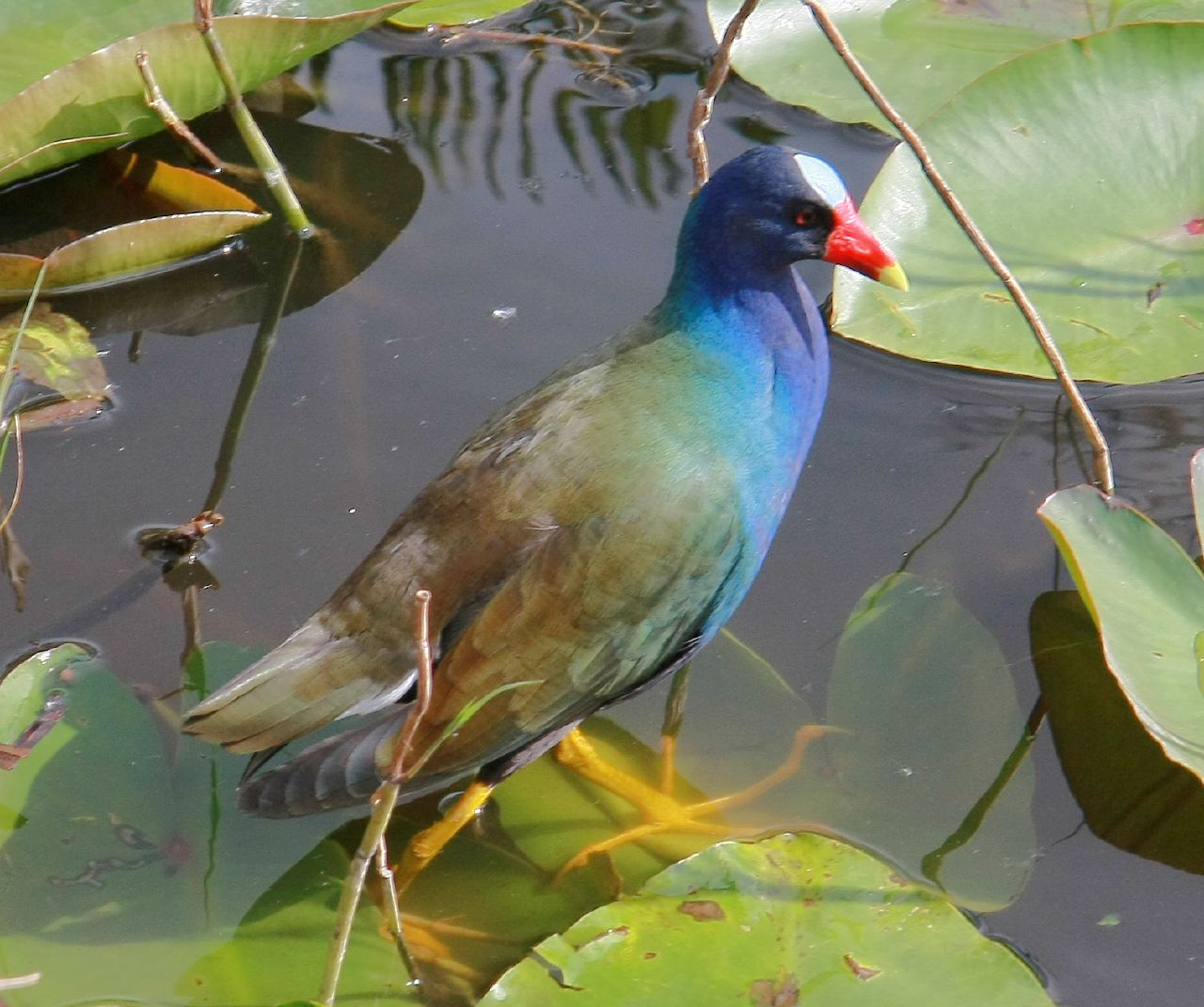
Amerikaans purperhoen

- Amerikaans purperhoen, Porphyrio martinica
- Azuurpurperhoen, Porphyrio flavirostris
- Roodkruinral, Anurolimnas viridis
- Braziliaanse dwergral, Laterallus melanophaius
- Amazonedwergral, Laterallus exilis
- Schomburgks ral, Micropygia schomburgkii
- Witkeelporseleinhoen, Mustelirallus albicollis
- Roodsnavelhoen, Mustelirallus erythrops
- Gevlekte ral, Pardirallus maculatus
- Cayennebosral, Aramides cajaneus
- Roodnekbosral, Aramides axillaris
- Effen bosral, Amaurolimnas concolor
- Geelbuikporseleinhoen, Hapalocrex flaviventer
- Amerikaans waterhoen, Gallinula galeata

## Fuutkoeten
Orde: Gruiformes   Familie: Heliornithidae
- Kleine fuutkoet, Heliornis fulica

## Plevieren

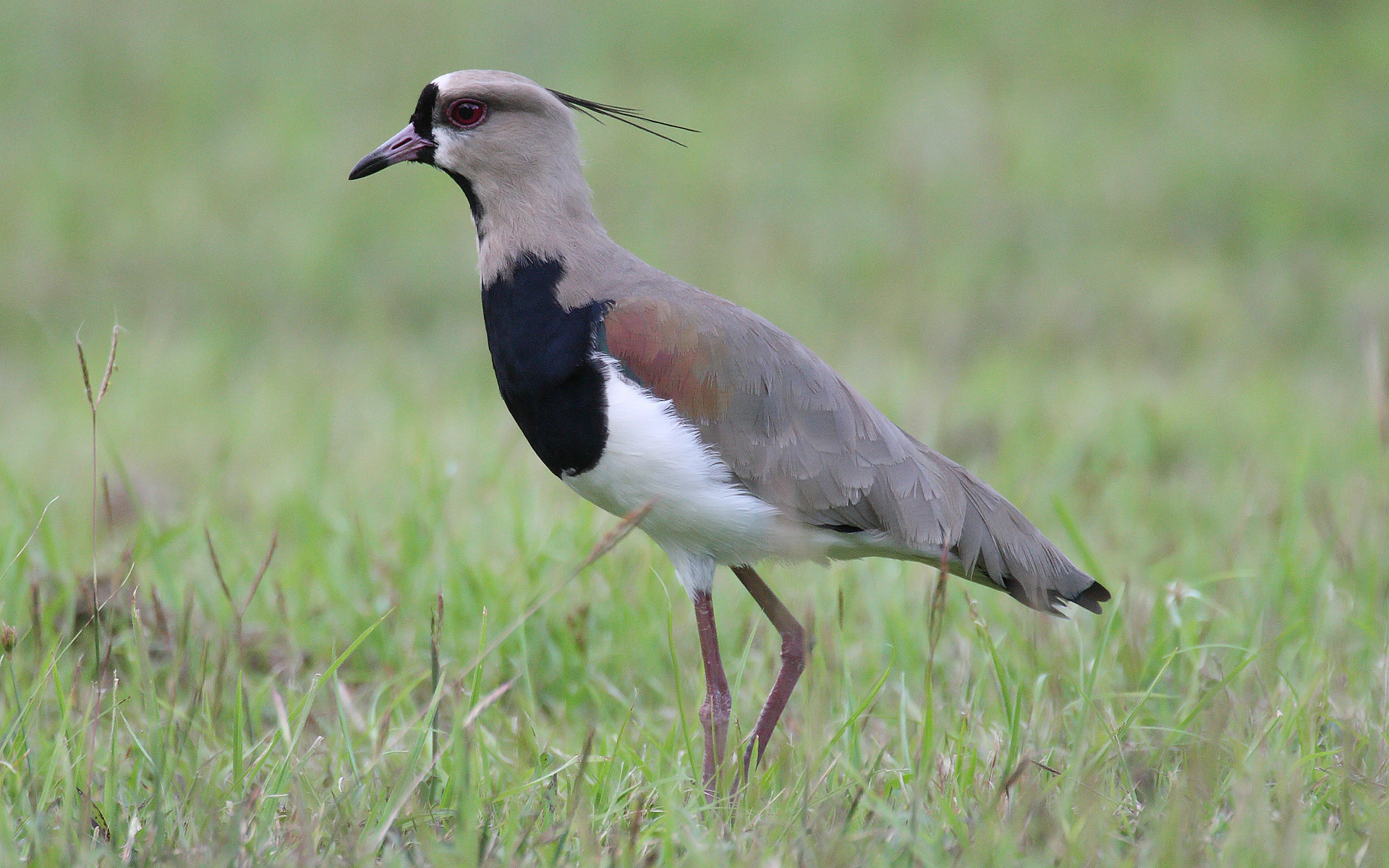
Chileense kievit

Orde: Charadriiformes   Familie: Charadriidae
- Amerikaanse goudplevier, Pluvialis dominica
- Zilverplevier, Pluvialis squatarola
- Cayenne-kievit, Vanellus cayanus
- Chileense kievit, Vanellus chilensis
- Amerikaanse bontbekplevier, Charadrius semipalmatus
- Dikbekplevier, Charadrius wilsonia
- Kraagplevier, Charadrius collaris

## Kluten
Orde: Charadriiformes   Familie: Recurvirostridae
- Amerikaanse steltkluut, Himantopus mexicanus

## Snippen

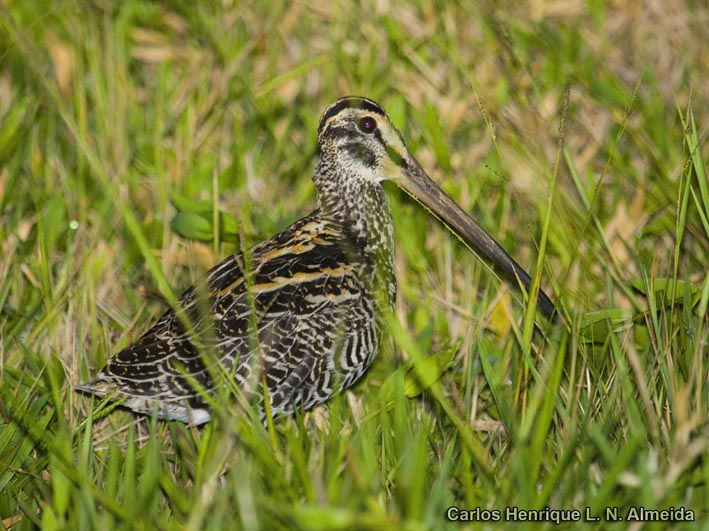
Reuzensnip

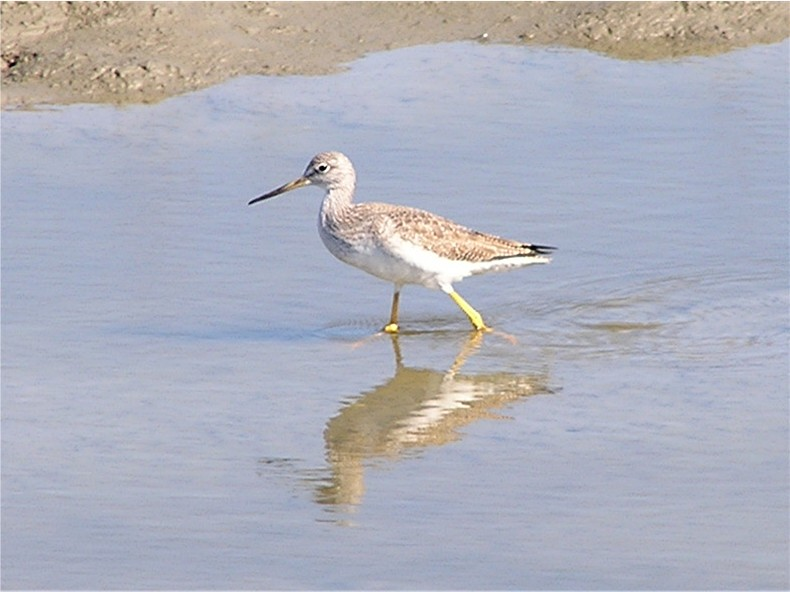
Grote geelpootruiter

Orde: Charadriiformes   Familie: Scolopacidae
- Bartrams ruiter, Bartramia longicauda
- Regenwulp, Numenius phaeopus
- Rode grutto, Limosa haemastica
- Steenloper, Arenaria interpres
- Kanoet, Calidris canutus
- Kemphaan, Calidris pugnax (dwaalgast)
- Steltstrandloper, Calidris himantopus
- Drieteenstrandloper, Calidris alba
- Bairds strandloper, Calidris bairdii (onbevestigd)
- Kleinste strandloper, Calidris minutilla
- Bonapartes strandloper, Calidris fuscicollis
- Blonde ruiter, Calidris subruficollis
- Gestreepte strandloper, Calidris melanotos
- Grijze strandloper, Calidris pusilla
- Alaskastrandloper, Calidris mauri
- Kleine grijze snip, Limnodromus griseus
- Reuzensnip, Gallinago undulata
- Amerikaanse watersnip, Gallinago delicata (dwaalgast)
- Zuid-Amerikaanse snip, Gallinago paraguaiae
- Grote franjepoot, Phalaropus tricolor (onbevestigd)
- Amerikaanse oeverloper, Actitis macularia
- Amerikaanse bosruiter, Tringa solitaria
- Grote geelpootruiter, Tringa melanoleuca
- Willet, Tringa semipalmata
- Kleine geelpootruiter, Tringa flavipes

## Jacana's

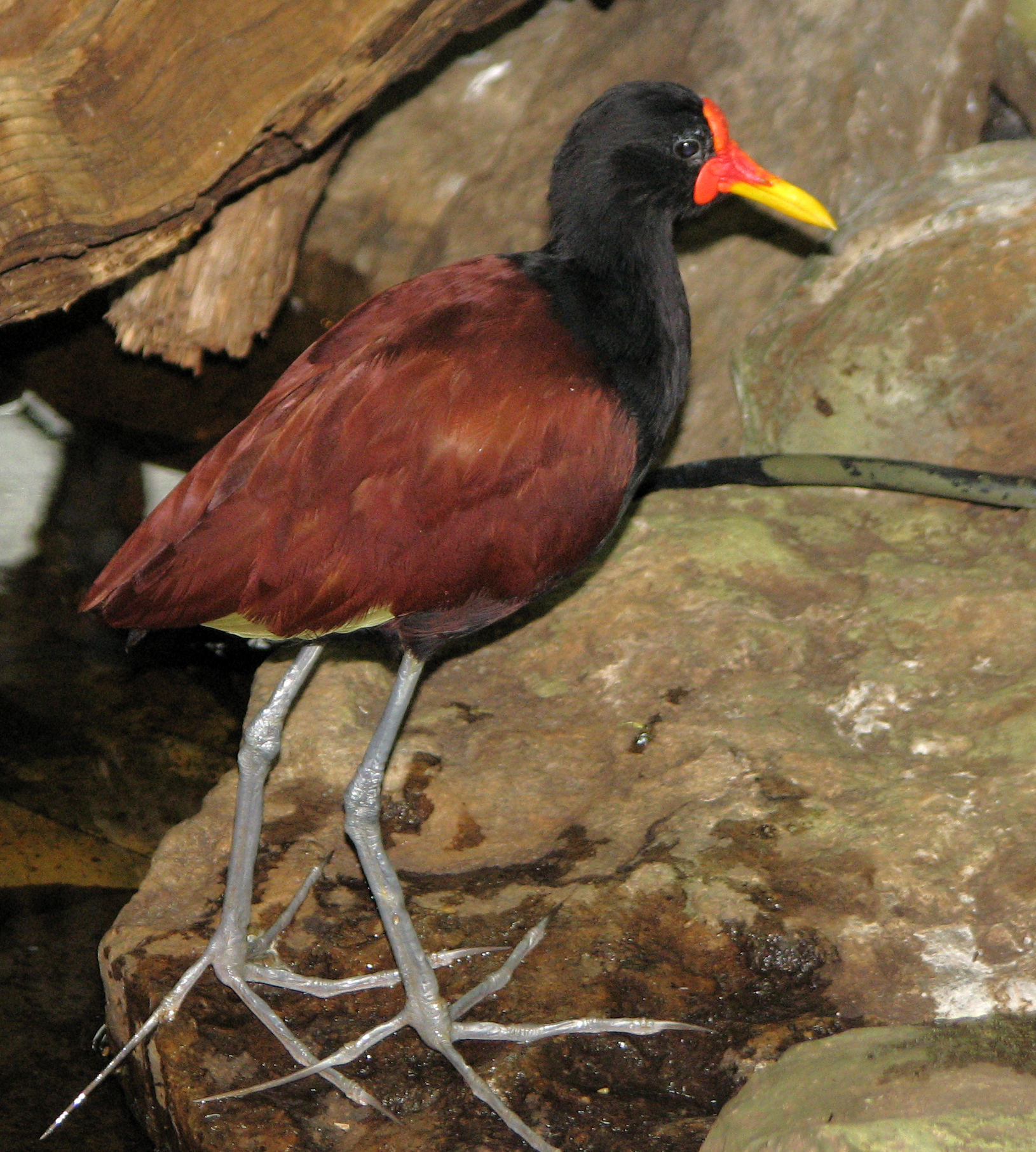
Leljacana

Orde: Charadriiformes   Familie: Jacanidae
- Leljacana, Jacana jacana

## Jagers
Orde: Charadriiformes   Familie: Stercorariidae
- Zuidpooljager, Stercorarius maccormicki (dwaalgast)
- Subantarctische grote jager, Stercorarius antarcticus (dwaalgast)
- Middelste jager, Stercorarius pomarinus
- Kleine jager, Stercorarius parasiticus
- Kleinste jager, Stercorarius longicaudus (dwaalgast)

## Schaarbekken
Orde: Charadriiformes   Familie: Rynchopidae
- Amerikaanse schaarbek, Rynchops niger

## Meeuwen en sterns
Orde: Charadriiformes   Familie: Laridae

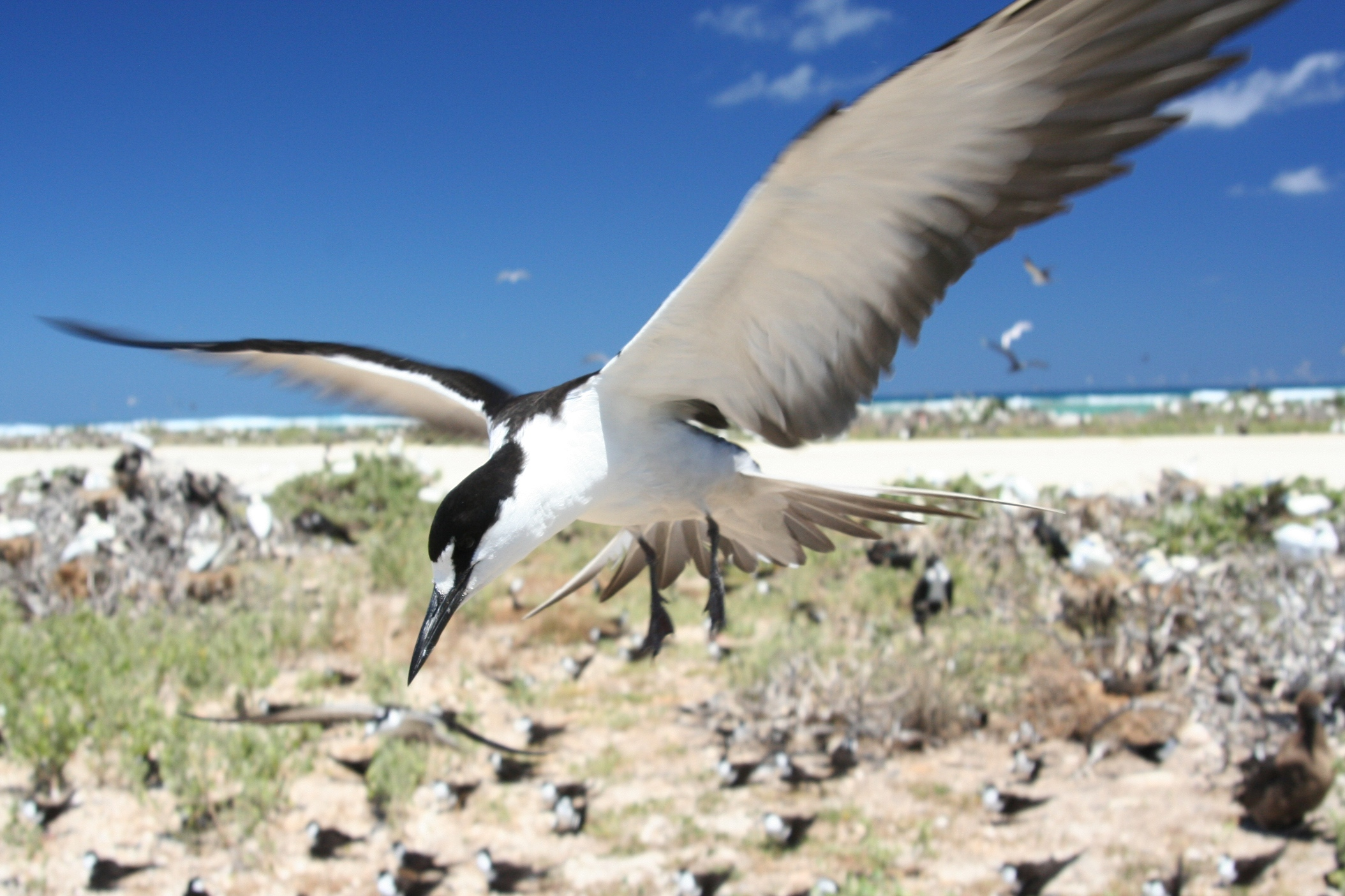
Bonte stern

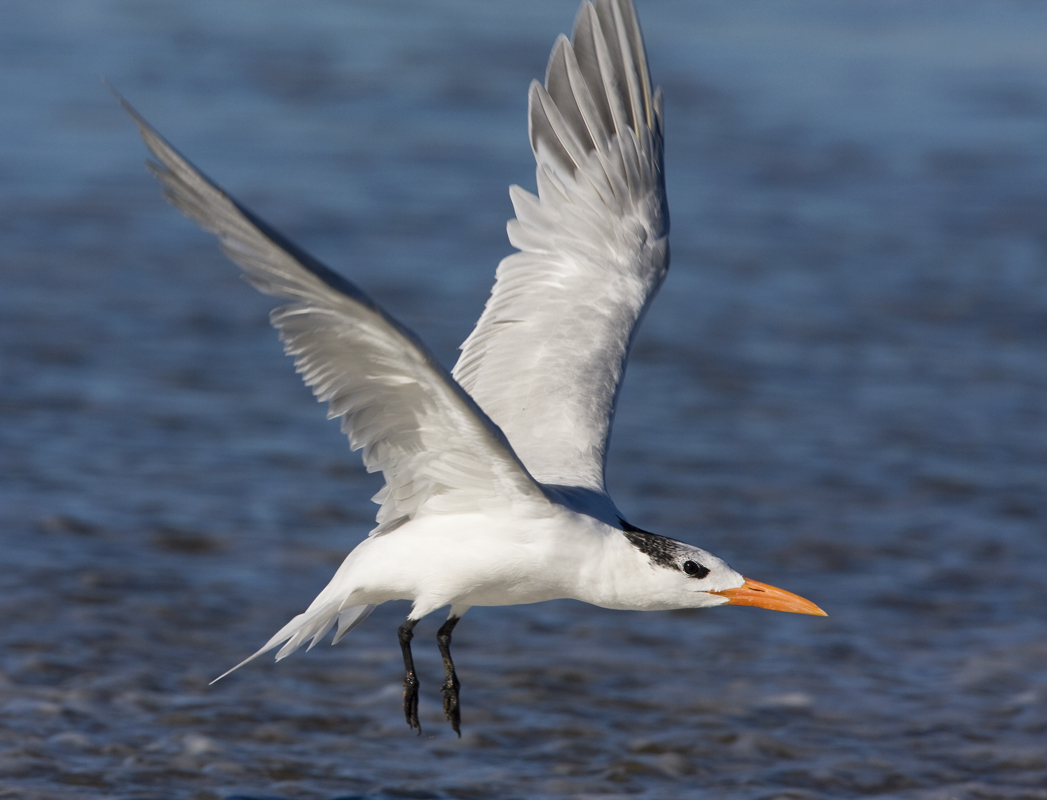
Koningsstern

- Drieteenmeeuw, Rissa tridactyla (onbevestigd)
- Kokmeeuw, Chroicocephalus ridibundus (dwaalgast)
- Lachmeeuw, Leucophaeus atricilla
- Audouins meeuw, Ichthyaetus audouinii (dwaalgast)
- Kleine mantelmeeuw, Larus fuscus (dwaalgast)
- Noddy, Anous stolidus
- Witkapnoddy, Anous minutus (dwaalgast)
- Bonte stern, Onychoprion fuscatus
- Brilstern, Onychoprion anaethetus (dwaalgast)
- Amerikaanse dwergstern, Sternula antillarum
- Amazonestern, Sternula superciliaris
- Grootsnavelstern, Phaetusa simplex
- Lachstern,  Gelochelidon nilotica
- Zwarte stern, Chlidonias niger
- Visdiefje, Sterna hirundo
- Dougalls stern, Sterna dougallii
- Grote stern, Thalasseus sandvicensis
- Koningsstern, Thalasseus maximus

## Zonnerallen

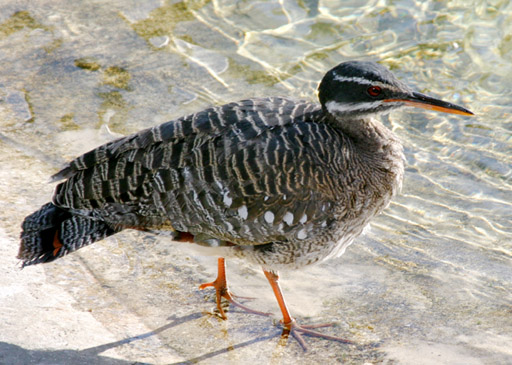
Zonneral

Orde: Eurypygiformes   Familie: Eurypygidae
- Zonneral, Eurypyga helias

## Keerkringvogels
Orde: Phaethontiformes   Familie: Phaethontidae
- Roodsnavelkeerkringvogel, Phaethon aethereus (dwaalgast)

## Albatrossen
Order: Procellariiformes   Familie: Diomedeidae
- Atlantische geelneusalbatros, Thalassarche chlororhynchos (dwaalgast)

## Zuidelijke stormvogeltjes

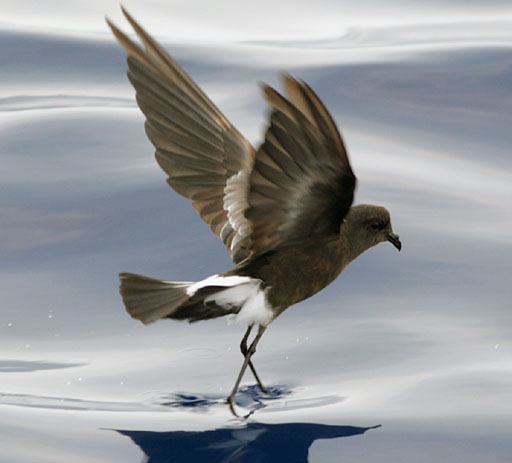
Wilsons stormvogeltje

Orde: Procellariiformes   Familie: Oceanitidae
- Wilsons stormvogeltje, Oceanites oceanicus

## Noordelijke stormvogeltjes
Orde: Procellariiformes   Familie: Hydrobatidae
- Madeirastormvogeltje, Hydrobates castro (dwaalgast)
- Guadalupestormvogeltje, Hydrobates leucorhoa (mogelijk uitgestorven)

## Stormvogels en pijlstormvogels
Order: Procellariiformes   Familie: Procellariidae
- Kaapverdische stormvogel, Pterodroma feae
- Bulwers stormvogel, Bulweria bulwerii (dwaalgast)
- Scopoli's pijlstormvogel, Calonectris diomedea
- Grote pijlstormvogel, Ardenna gravis
- Noordse pijlstormvogel, Puffinus puffinus
- Audubons pijlstormvogel, Puffinus lherminieri

## Ooievaars
Orde: Ciconiiformes   Familie: Ciconiidae
- Magoeari, Ciconia maguari
- Reuzenooievaar, Jabiru mycteria

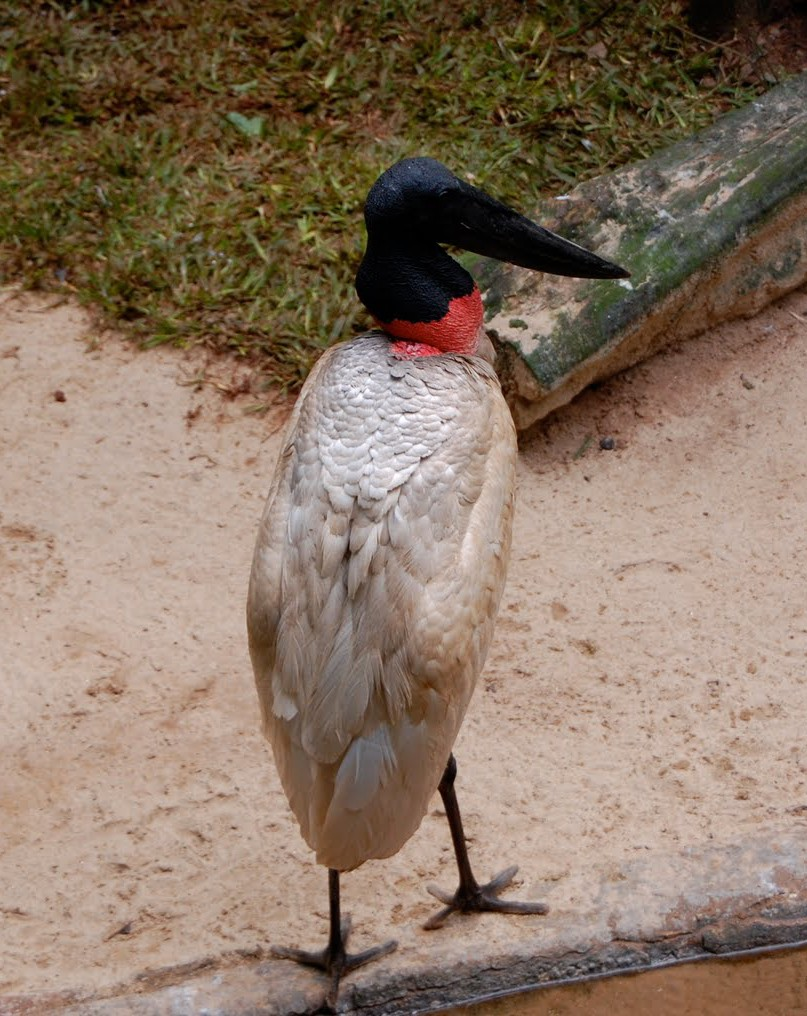
Reuzenooievaar

- Kaalkopooievaar, Mycteria americana

## Fregatvogels
Orde: Suliformes   Familie: Fregatidae
- Amerikaanse fregatvogel, Fregata magnificens

## Jan-van-Genten
Orde: Suliformes   Familie: Sulidae
- Maskergent, Sula dactylatra
- Roodpootgent, Sula sula
- Bruine gent, Sula leucogaster

## Slangenhalsvogels
Orde: Suliformes   Familie: Anhingidae

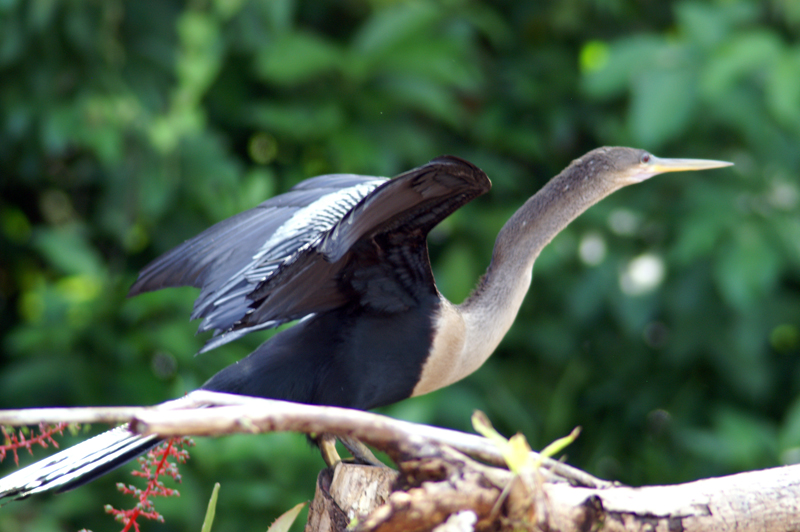
Amerikaanse slangenhalsvogel

- Amerikaanse slangenhalsvogel, Anhinga anhinga

## Aalscholvers
Orde: Suliformes   Familie: Phalacrocoracidae
- Duikelaar, Phalacrocorax brasilianus

## Pelikanen
Orde: Pelecaniformes   Familie: Pelecanidae
- Bruine pelikaan, Pelecanus occidentalis

## Reigers
Orde: Pelecaniformes   Familie: Ardeidae

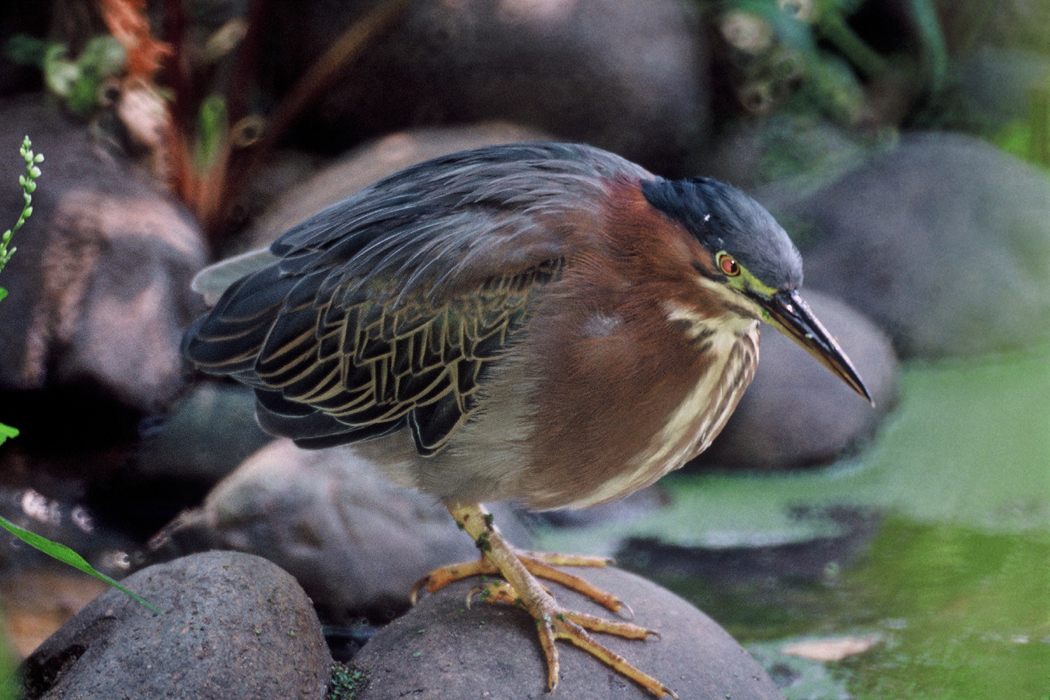
Mangrovereiger

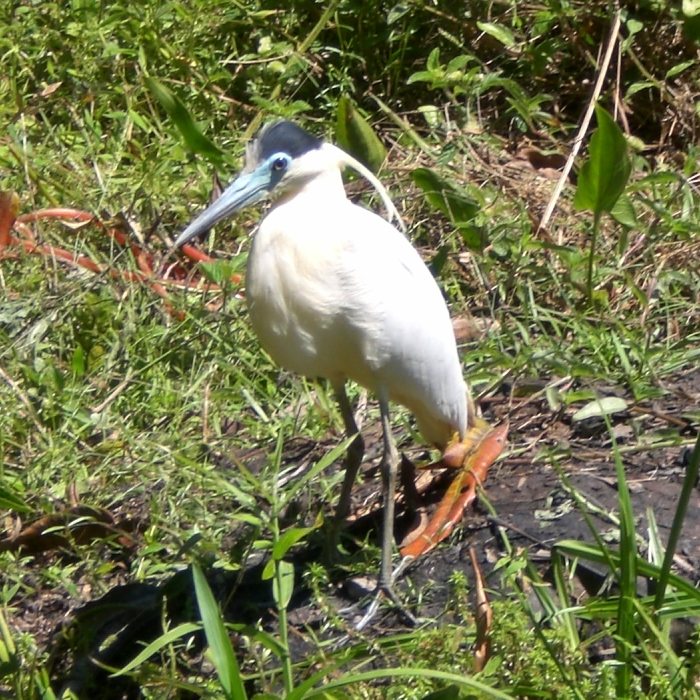
Kapreiger

- Rosse tijgerroerdomp, Tigrisoma lineatum
- Gestreepte tijgerroerdomp, Tigrisoma fasciatum
- Agamireiger, Agamia agami
- Schuitbekreiger, Cochlearius cochlearius
- Zigzagreiger, Zebrilus undulatus
- Zuid-Amerikaanse roerdomp, Botaurus pinnatus
- Amerikaans wouwaapje, Ixobrychus exilis
- Gestreept wouwaapje, Ixobrychus involucris
- Kwak, Nycticorax nycticorax
- Geelkruinkwak, Nyctanassa violacea
- Groene reiger, Butorides virescens (dwaalgast)
- Mangrovereiger, Butorides striata
- Koereiger, Bubulcus ibis
- Sokoireiger, Ardea cocoi
- Grote zilverreiger, Ardea alba
- Kapreiger, Pilherodius pileatus
- Witbuikreiger, Egretta tricolor
- Kleine zilverreiger, Egretta garzetta (dwaalgast)
- Amerikaanse kleine zilverreiger, Egretta thula
- Kleine blauwe reiger, Egretta caerulea

## Ibissen en lepelaars

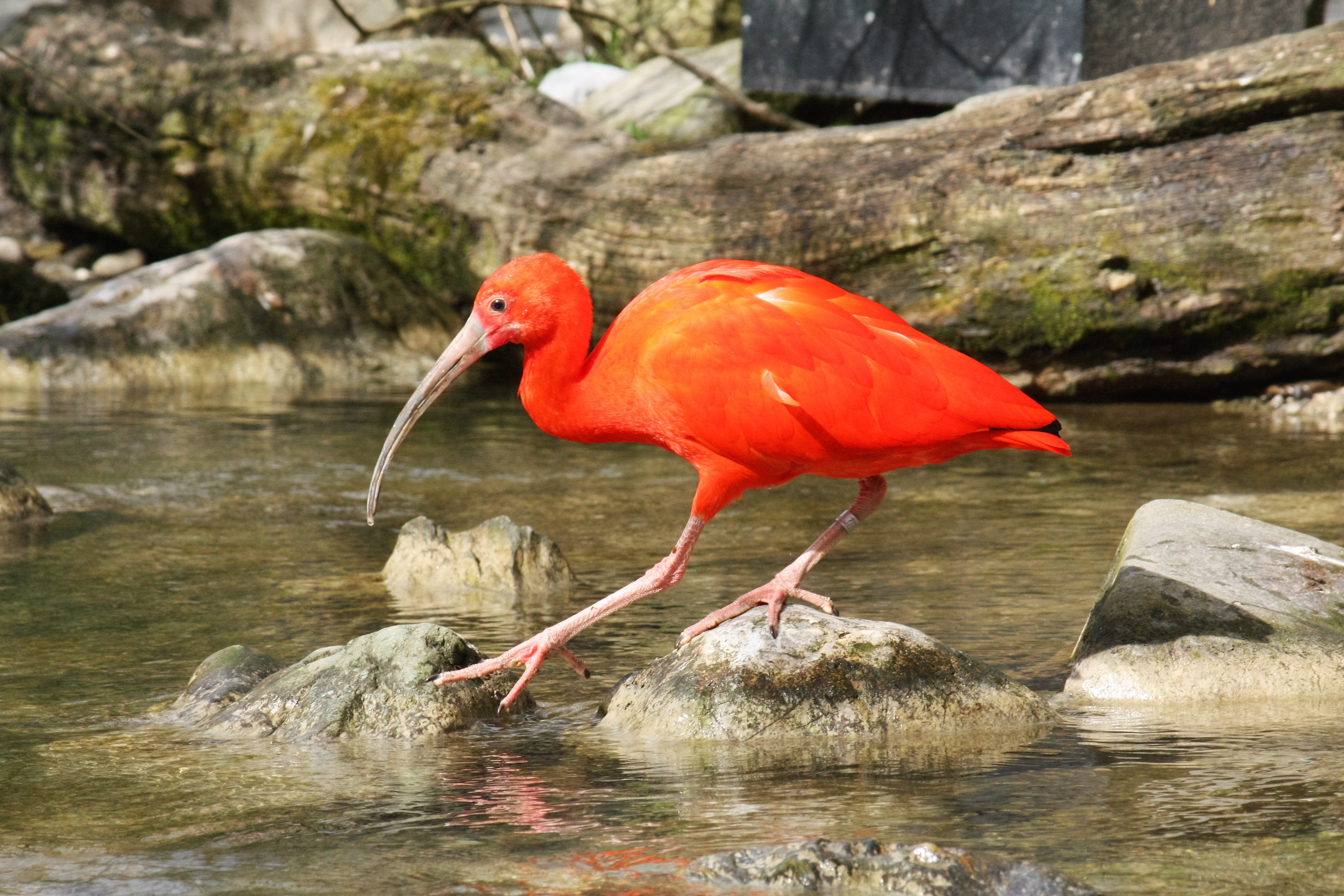
Rode ibis

Orde: Pelecaniformes   Familie: Threskiornithidae
- Witte ibis, Eudocimus albus (onbevestigd)
- Rode ibis, Eudocimus ruber
- Groene ibis, Mesembrinibis cayennensis
- Rode lepelaar, Platalea ajaja

## Gieren van de Nieuwe Wereld

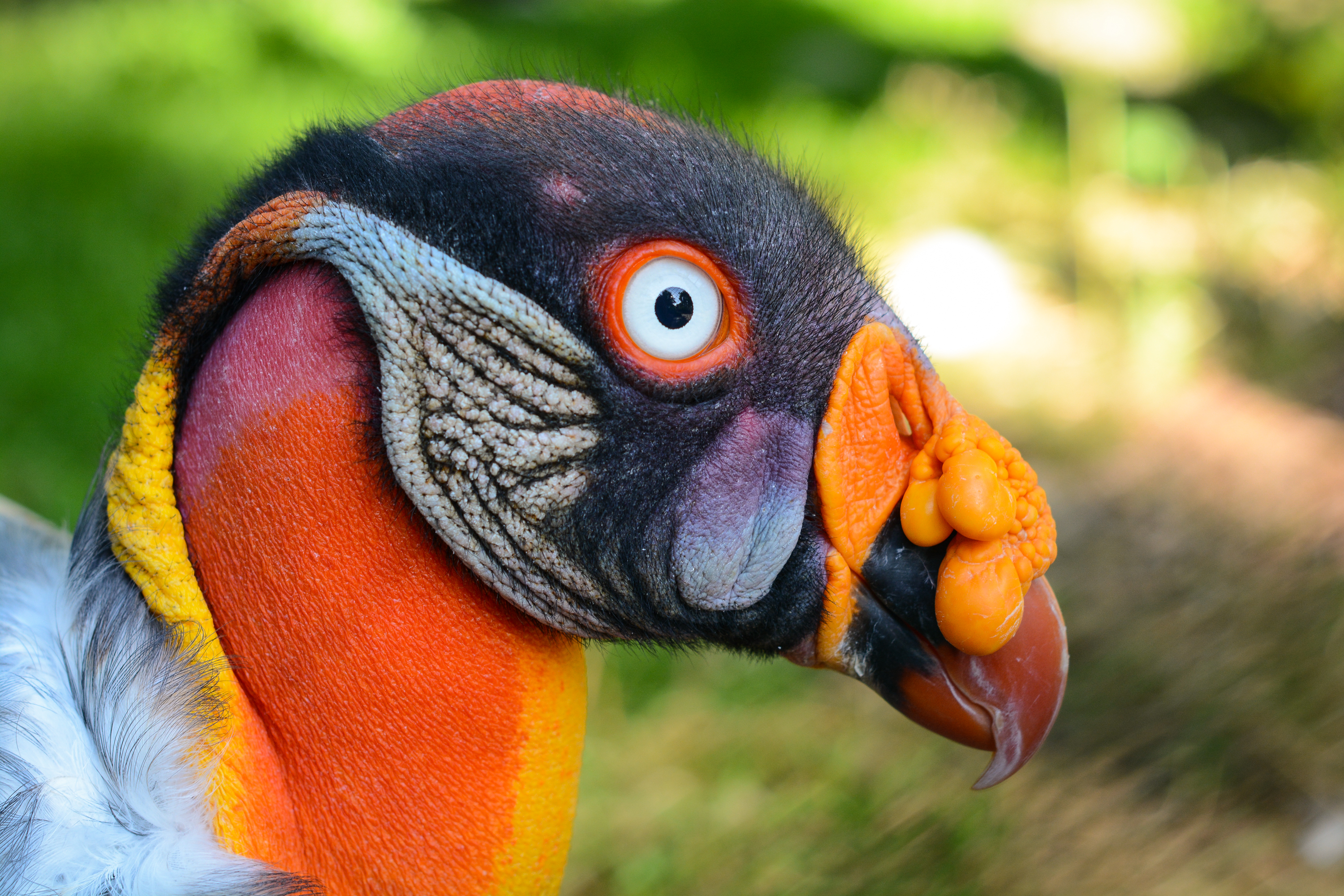
Koningsgier

Orde: Accipitriformes   Familie: Cathartidae
- Koningsgier, Sarcoramphus papa
- Zwarte gier, Coragyps atratus
- Roodkopgier, Cathartes aura
- Kleine geelkopgier, Cathartes burrovianus
- Grote geelkopgier, Cathartes melambrotus

## Visarenden
Orde: Accipitriformes   Familie: Pandionidae
- Visarend, Pandion haliaetus

## Roofvogels

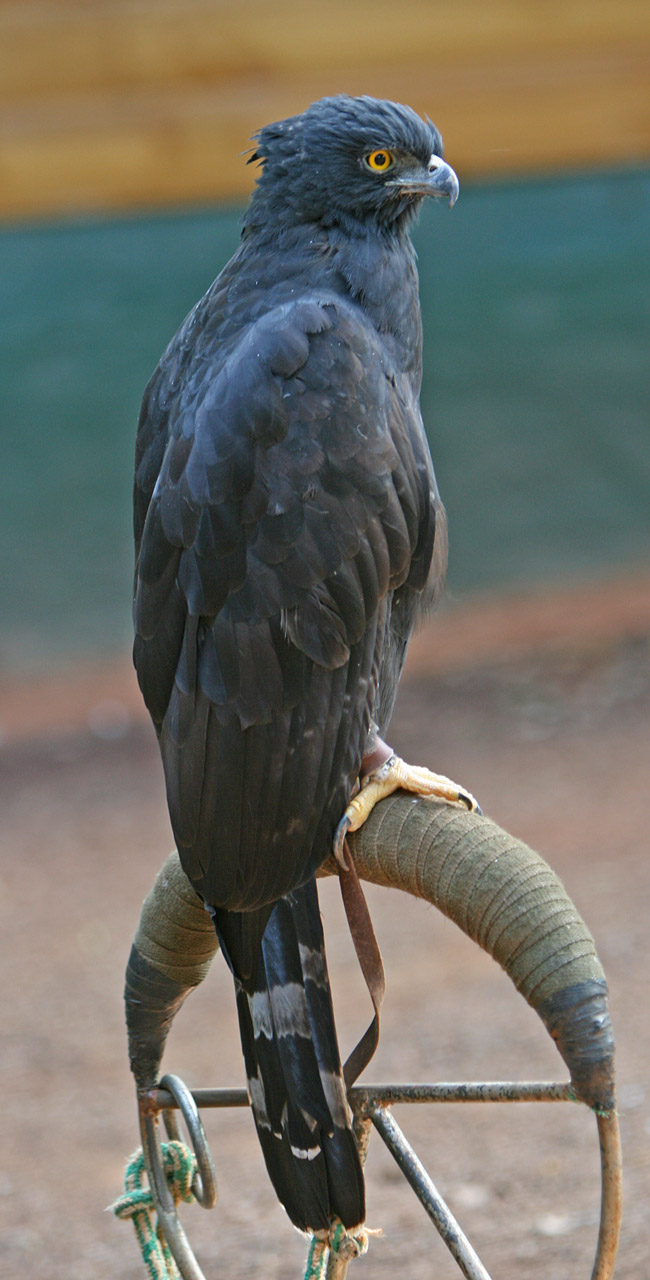
Zwarte kuifarend

Orde: Accipitriformes   Familie: Accipitridae
- Amerikaanse grijze wouw, Elanus leucurus
- Parelwouw, Gampsonyx swainsonii
- Langsnavelwouw, Chondrohierax uncinatus
- Grijskopwouw, Leptodon cayanensis
- Zwaluwstaartwouw, Elanoides forficatus
- Wurgarend, Morphnus guianensis
- Harpij, Harpia harpyja
- Zwarte kuifarend, Spizaetus tyrannus
- Zwart-witte kuifarend, Spizaetus melanoleucus
- Bonte kuifarend, Spizaetus ornatus
- Moerasbuizerd, Busarellus nigricollis
- Slakkenwouw, Rostrhamus sociabilis
- Slanksnavelwouw, Helicolestis hamatus
- Tandwouw, Harpagus bidentatus
- Roodbroekwouw, Harpagus diodon
- Donkergrijze wouw, Ictinia plumbea
- Buffons kiekendief, Circus buffoni
- Zuid-Amerikaanse havik, Accipiter poliogaster
- Amerikaanse dwergsperwer, Accipiter superciliosus
- Roodbroeksperwer, Accipiter bicolor
- Langpootkiekendief, Geranospiza caerulescens
- Zwarte buizerd, Buteogallus anthracinus (onbevestigd)
- Krabbenbuizerd, Buteogallus aequinoctialis
- Savannebuizerd, Buteogallus meridionalis
- Zwarte arendbuizerd, Buteogallus urubitinga
- Wegbuizerd, Rupornis magnirostris
- Witstaartbuizerd, Geranoaetus albicaudatus
- Grote bonte buizerd, Pseudastur albicollis
- Zwartmaskerbuizerd, Leucopternis melanops
- Grijsgestreepte buizerd, Buteo nitidus
- Breedvleugelbuizerd, Buteo platypterus (onbevestigd)
- Kortstaartbuizerd, Buteo brachyurus
- Bandstaartbuizerd, Buteo albonotatus

## Kerkuilen

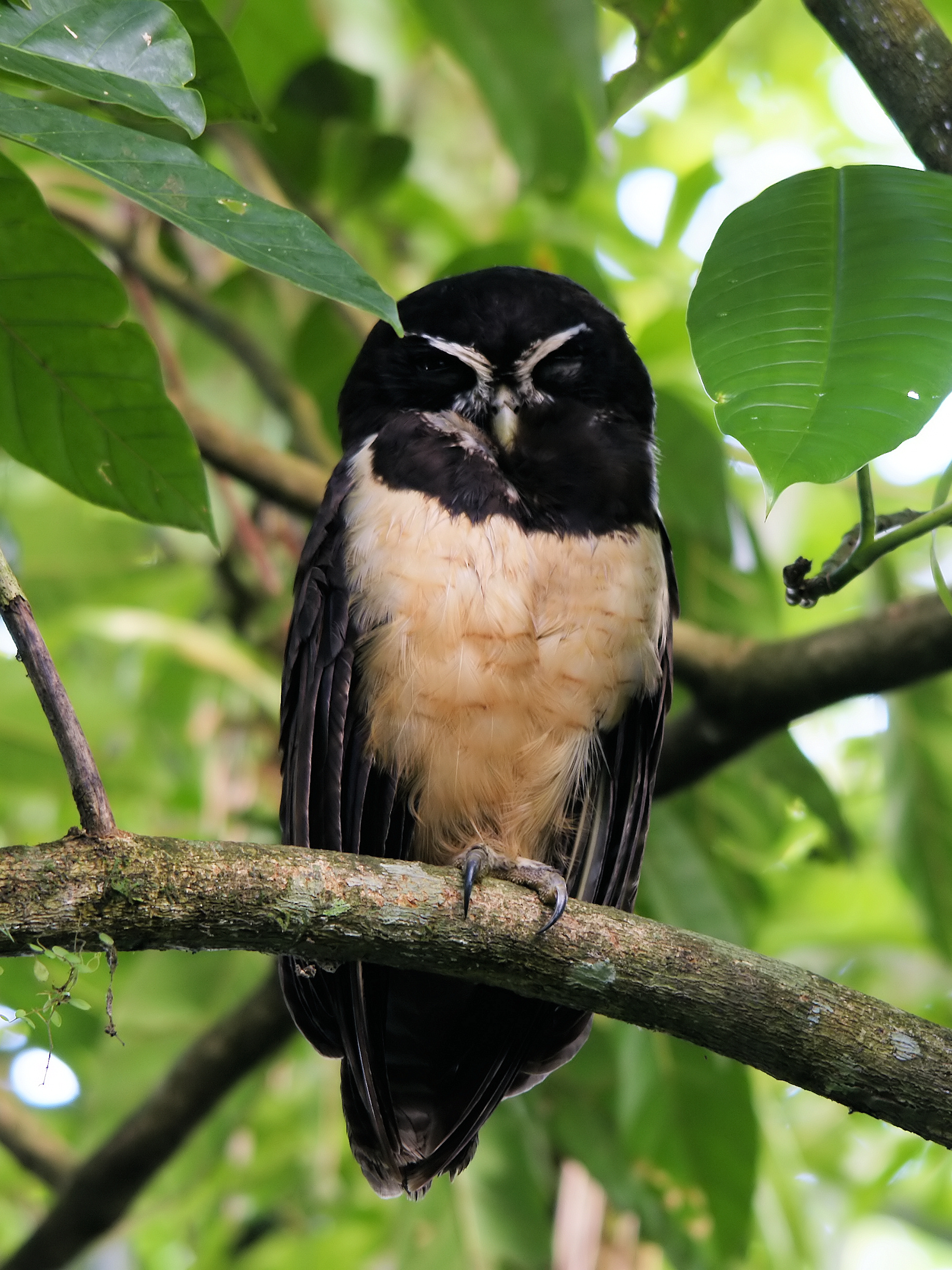
Briluil

Orde: Strigiformes   Familie: Tytonidae
- Kerkuil, Tyto alba

## Uilen
Orde: Strigiformes   Familie: Strigidae
- Cholibaschreeuwuil, Megascops choliba
- Heuvelschreeuwuil, Megascops roraimae
- Donkerbruine schreeuwuil, Megascops watsonii
- Kuifuil, Lophostrix cristata
- Briluil, Pulsatrix perspicillata
- Amerikaanse oehoe, Bubo virginianus
- Bonte bosuil, Ciccaba virgata
- Zwartgestreepte bosuil, Ciccaba huhula
- Hardy's dwerguil, Glaucidium hardyi
- Braziliaanse dwerguil, Glaucidium brasilianum
- Holenuil, Athene cunicularia
- Gestreepte ransuil, Pseudscops clamator
- Grote ransuil, Asio stygius
- Velduil, Asio flammeus (onbevestigd)

## Trogons
Orde: Trogoniformes   Familie: Trogonidae

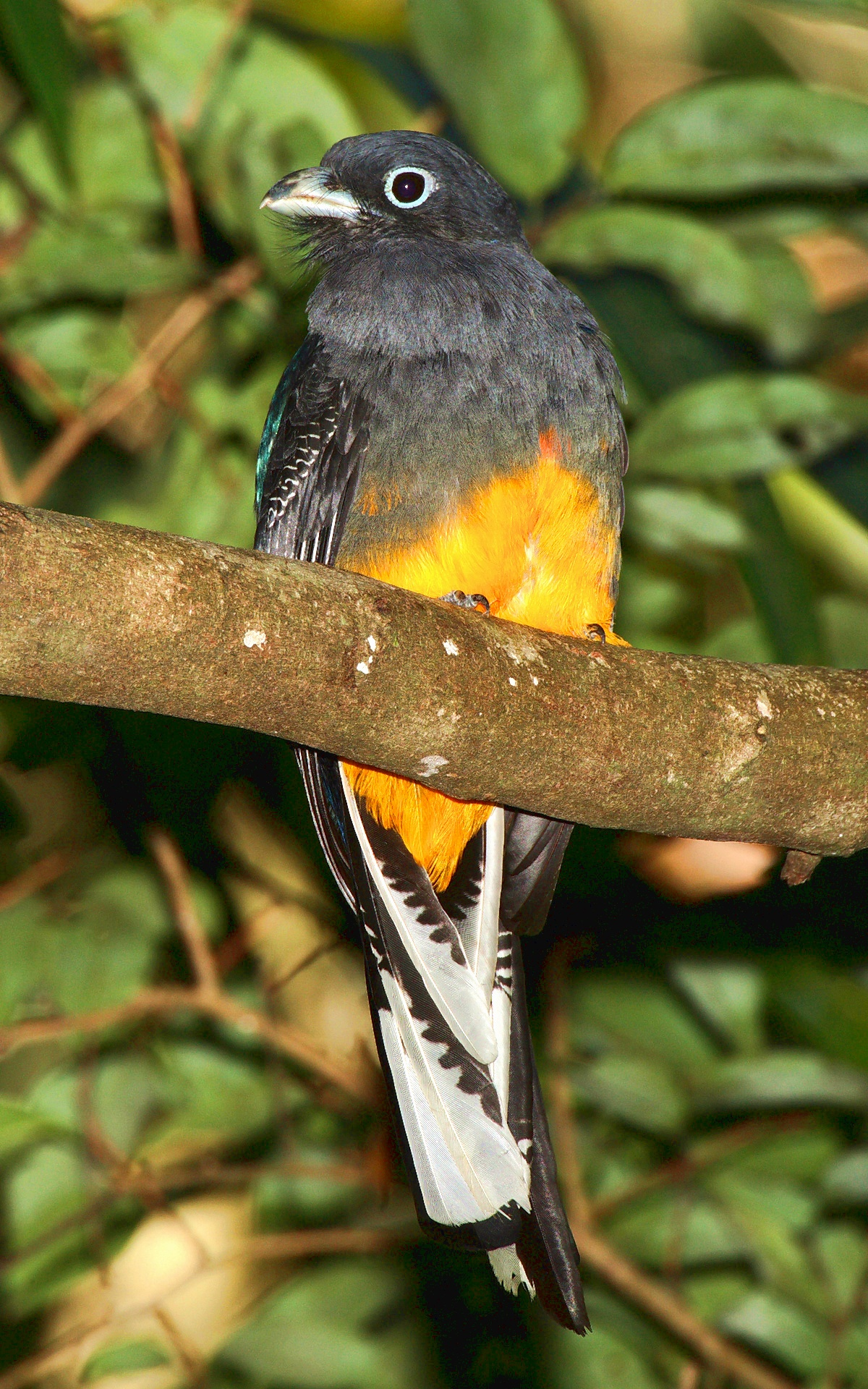
Groenrugtrogon

- Zwartstaarttrogon, Trogon melanurus
- Groenrugtrogon, Trogon viridis
- Guyanatrogon, Trogon violaceus
- Zwartkeeltrogon, Trogon rufus
- Gekraagde trogon, Trogon collaris

## Motmots
Orde: Coraciiformes   Familie: Momotidae
- Blauwkapmotmot, Momotus momota

## IJsvogels
Orde: Coraciiformes   Familie: Alcedinidae
- Amerikaanse reuzenijsvogel, Megaceryle torquata
- Bandijsvogel, Megaceryle alcyon (dwaalgast)
- Amazoneijsvogel, Chloroceryle amazona
- Groene dwergijsvogel, Chloroceryle aenea
- Groene ijsvogel, Chloroceryle americana
- Groen-bruine ijsvogel, Chloroceryle inda

## Glansvogels
Orde: Piciformes   Familie: Galbulidae

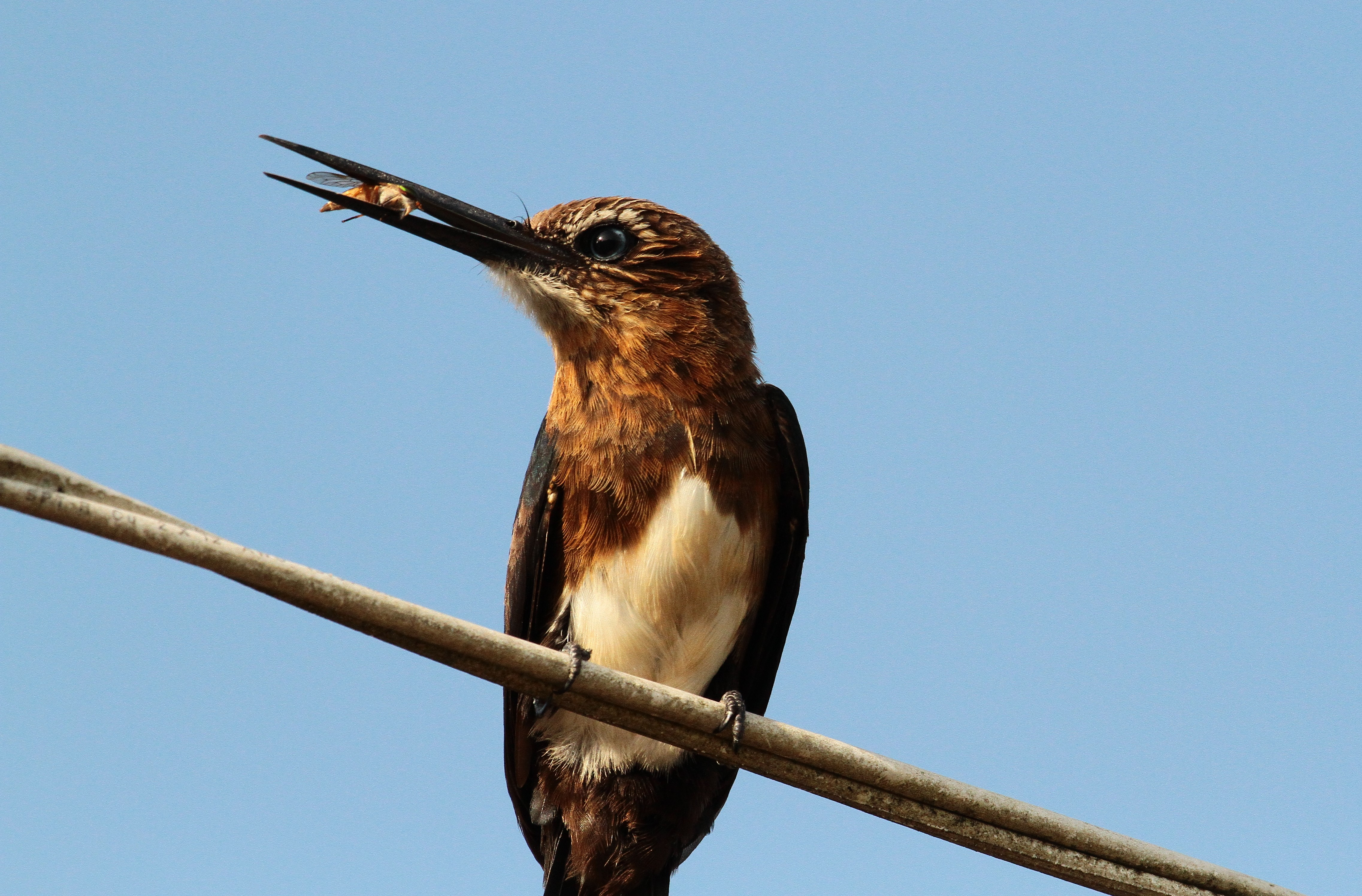
Bruinkeelglansvogel

- Bruinkeelglansvogel, Brachygalba lugubris
- Geelsnavelglansvogel, Galbula albirostris
- Groenstaartglansvogel, Galbula galbula
- Bronsglansvogel, Galbula leucogastra
- Paradijsglansvogel, Galbula dea
- Grote glansvogel, Jacamerops aureus

## Baardkoekoeken
Orde: Galbuliformes   Familie: Bucconidae

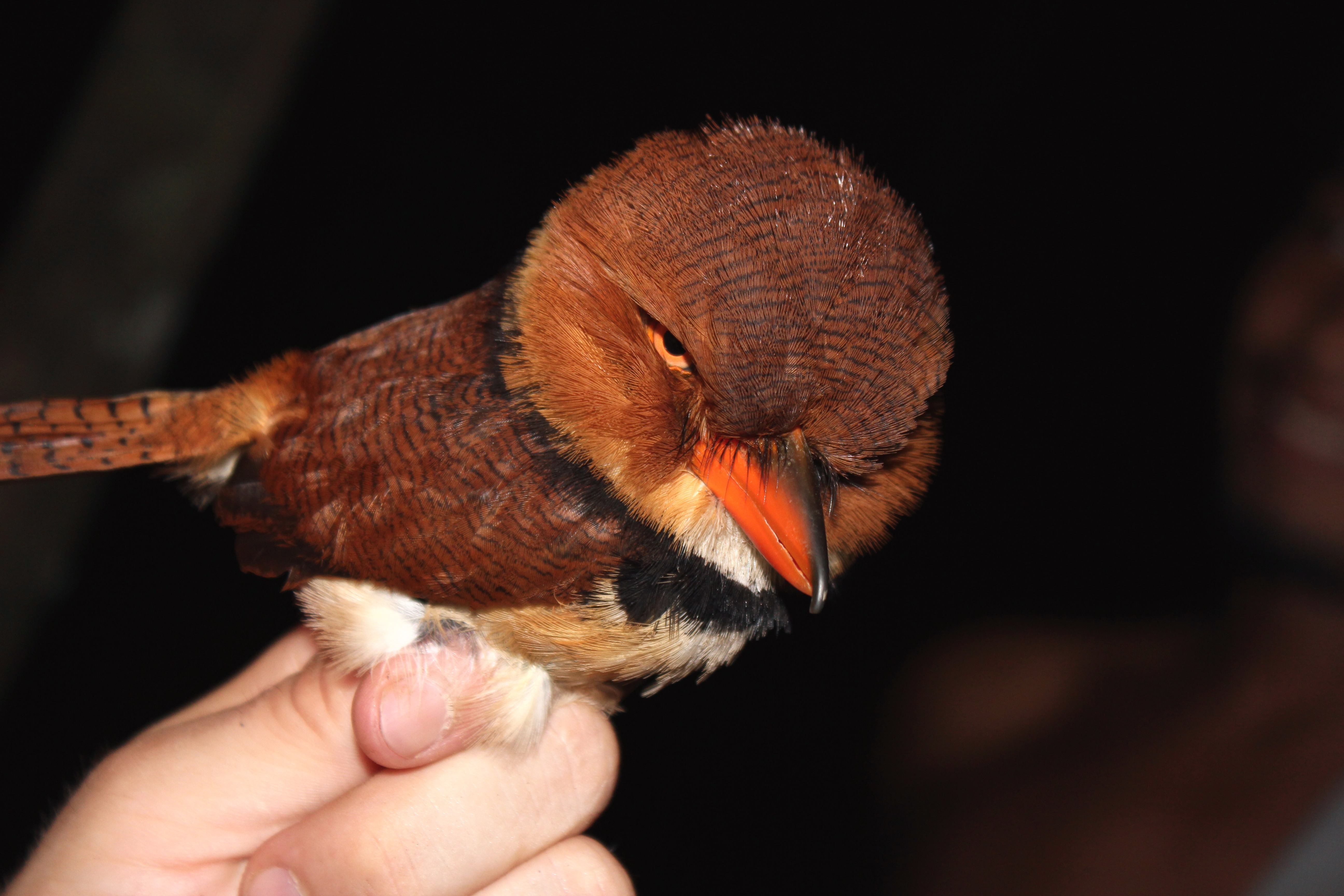
Gekraagde baardkoekoek

- Guyanabaardkoekoek, Notharchus macrorhynchos
- Bonte baardkoekoek, Notharchus tectus
- Gevlekte baardkoekoek, Bucco tamatia
- Gekraagde baardkoekoek, Bucco capensis
- Witborstbaardkoekoek, Malacoptila fusca
- Roodborsttrappist, Nonnula rubecula
- Zwarte trappist, Monasa atra
- Zwaluwbaardkoekoek, Chelidoptera tenebrosa

## Amerikaanse baardvogels
Orde: Piciformes   Familie: Capitonidae
- Zwarte baardvogel, Capito niger

## Toekans

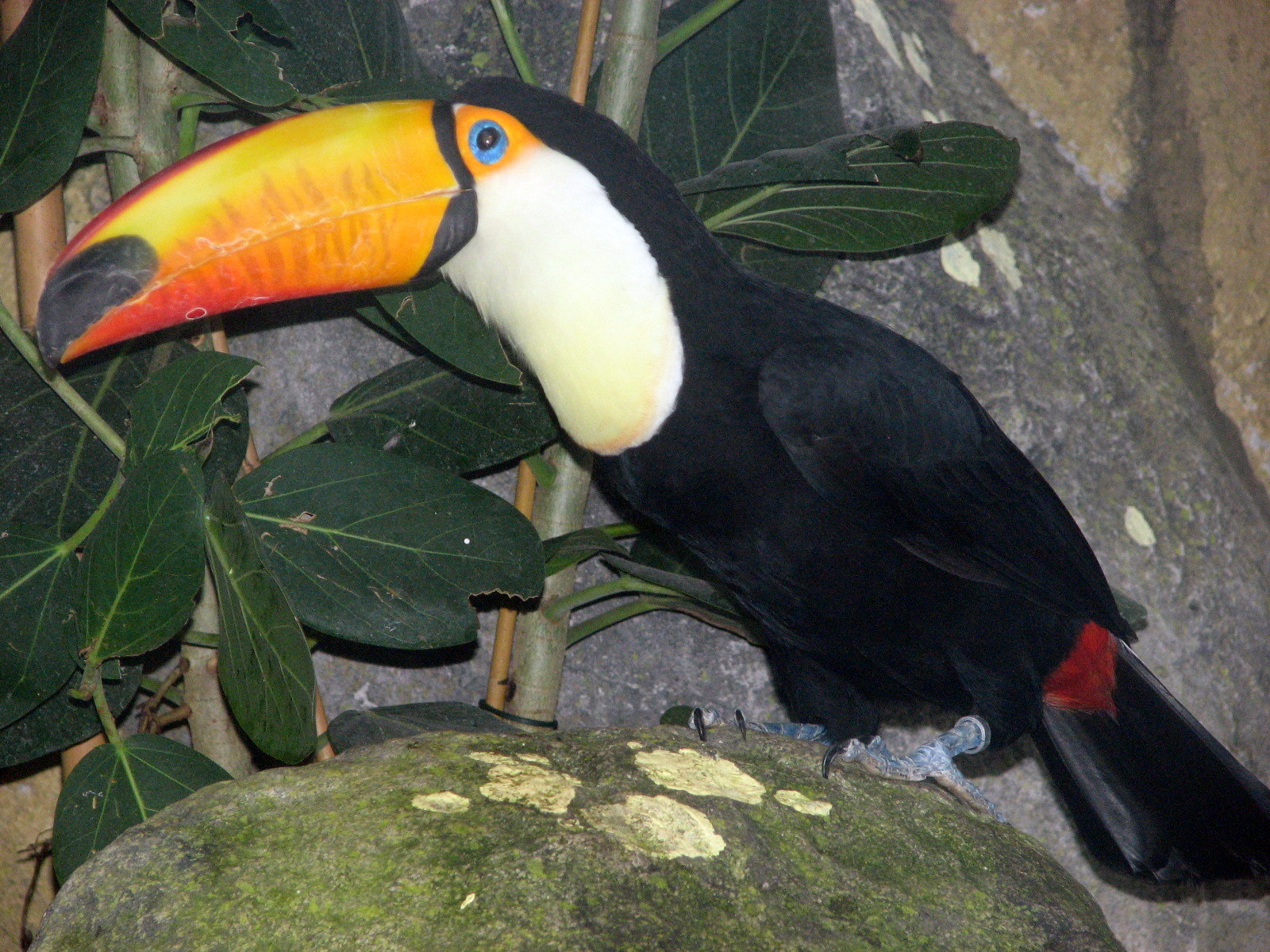
Reuzentoekan

Orde: Piciformes   Familie: Ramphastidae
- Reuzentoekan, Ramphastos toco
- Roodsnaveltoekan, Ramphastos tucanus
- Groefsnaveltoekan, Ramphastos vitellinus
- Whitely's arassari, Aulacorhynchus whitelianus
- Guyanapepervreter, Selenidera piperivora
- Groene arassari, Pteroglossus viridis
- Zwartnekarassari, Pteroglossus aracari

## Spechten
Orde: Piciformes   Familie: Picidae

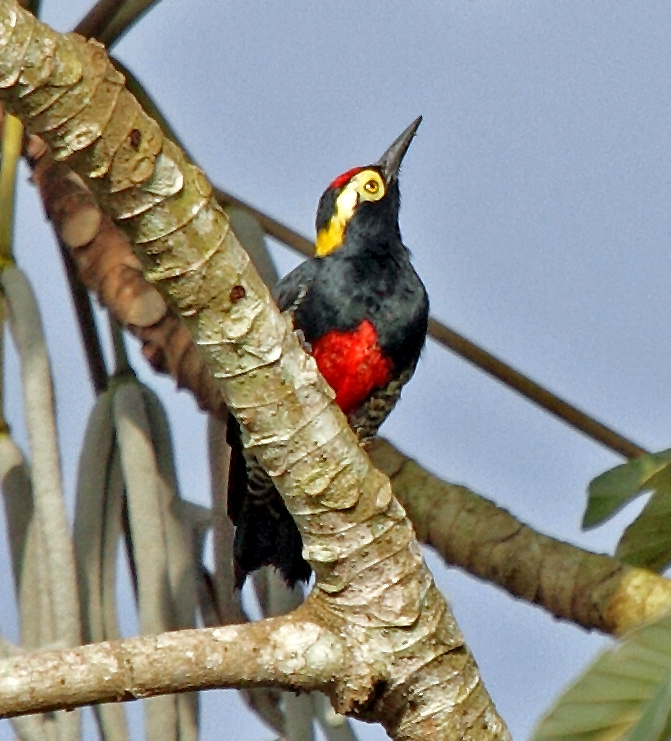
Geelbrauwspecht

- Kleine dwergspecht, Picumnus exilis
- Guyanadwergspecht, Picumnus minutissimus (gevoelig)
- Zebradwergspecht, Picumnus cirratus[3]
- Witte specht, Melanerpes candidus
- Geelbrauwspecht, Melanerpes cruentatus
- Roodkruinspecht, Melanerpes rubricapillus
- Goudkraagspecht, Dryobates cassini
- Bloedrugspecht, Dryobates sanguineus
- Roodnekspecht, Campephilus rubricollis
- Zwartkeelspecht, Campephilus melanoleucos
- Gestreepte helmspecht, Dryocopus lineatus
- Zwartborstspecht, Celeus torquatus
- Geschubde specht, Celeus undatus
- Strogele specht, Celeus flavus
- Vaalkuifspecht, Celeus elegans
- Geelkeelspecht, Piculus flavigula
- Bronsspecht, Piculus chrysochloros
- Olijfrugspecht, Colaptes rubiginosus
- Vlekborstgrondspecht, Colaptes punctigula
- Camposgrondspecht, Colaptes campestris

## Valkachtigen
Orde: Falconiformes   Familie: Falconidae
- Lachvalk, Herpetotheres cachinnans

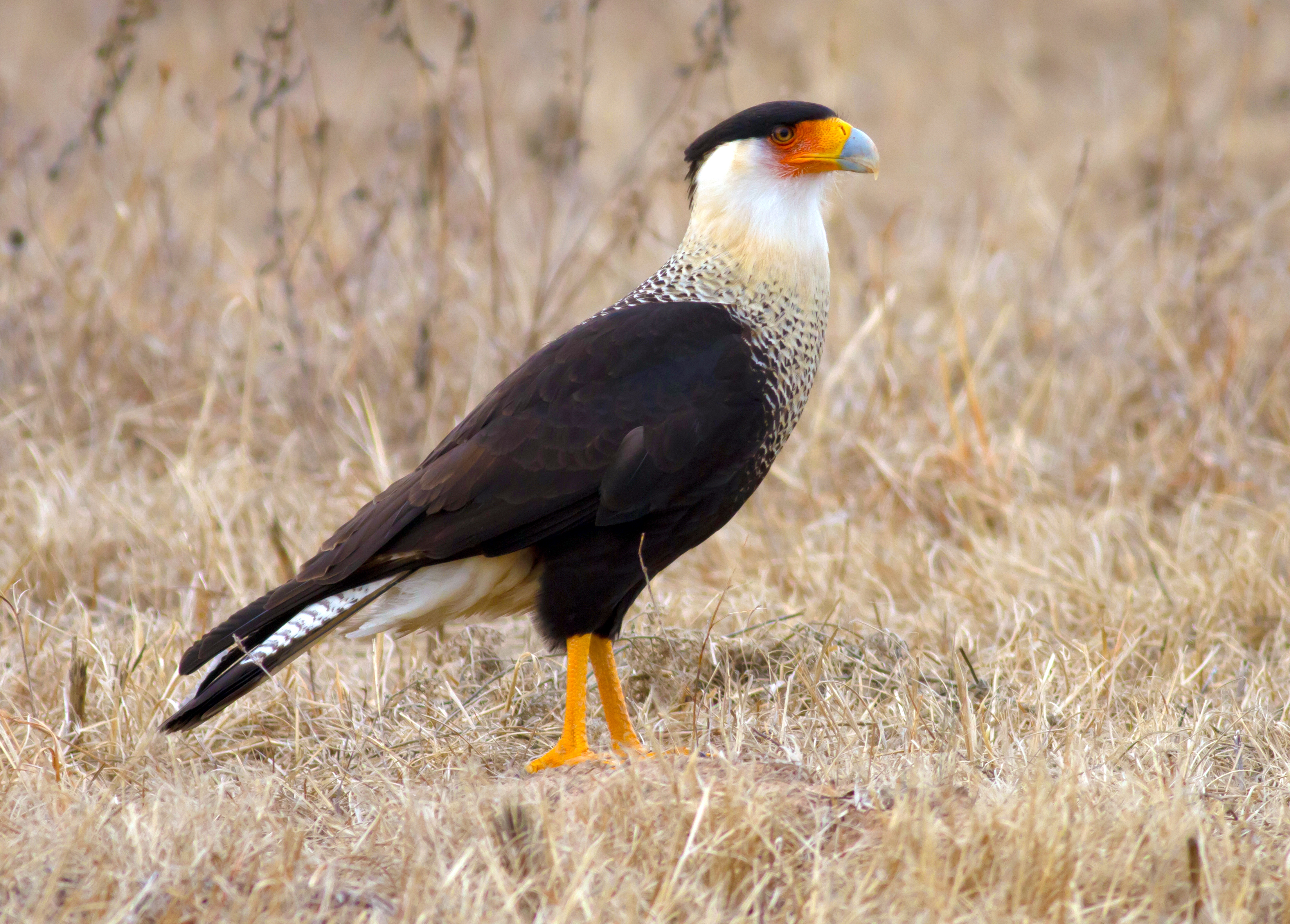
Noordelijke kuifcaracara

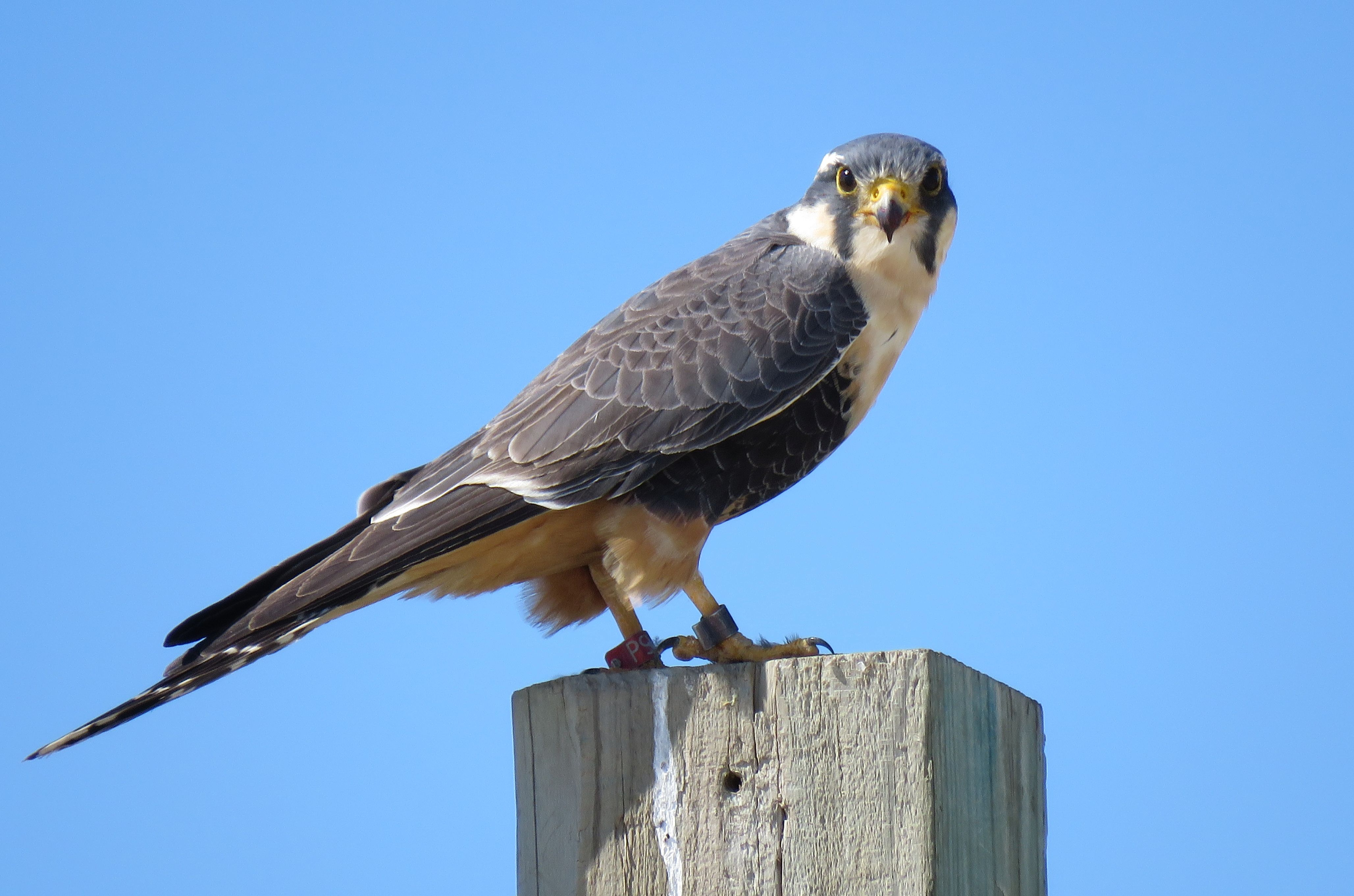
Aplomadovalk

- Gestreepte bosvalk, Micrastur ruficollis
- Gebandeerde bosvalk, Micrastur gilvicollis
- Mirandolles bosvalk, Micrastur mirandollei
- Grote bosvalk, Micrastur semitorquatus
- Noordelijke kuifcaracara, Caracara cheriway
- Roodkeelcaracara, Ibycter americanus
- Zwarte caracara, Daptrius ater
- Geelkopcaracara, Milvago chimachima
- Amerikaanse torenvalk, Falco sparverius
- Smelleken, Falco columbarius (dwaalgast)
- Vleermuisvalk, Falco rufigularis
- Bonte slechtvalk, Falco deiroleucus
- Aplomadovalk, Falco femoralis
- Slechtvalk, Falco peregrinus

## Papegaaien van Afrika en de Nieuwe Wereld

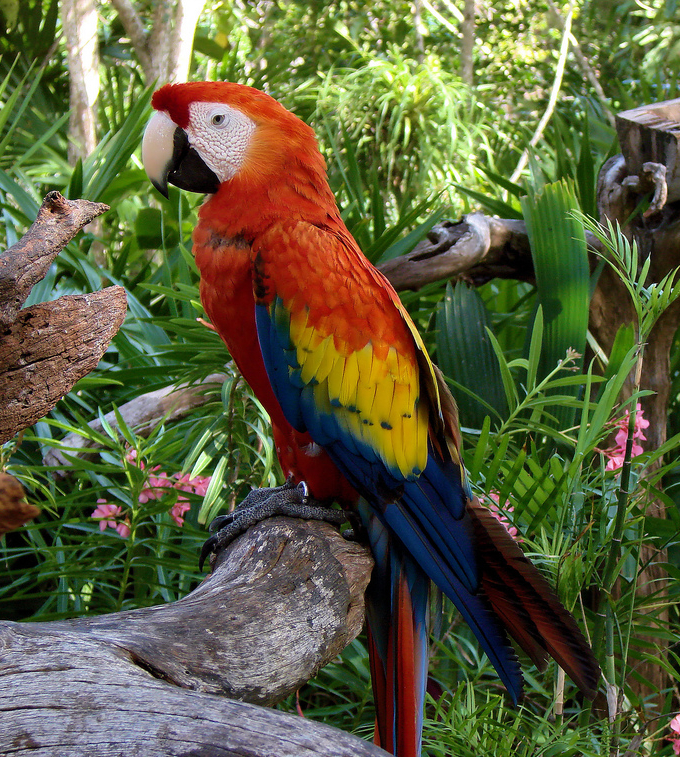
Bokraaf

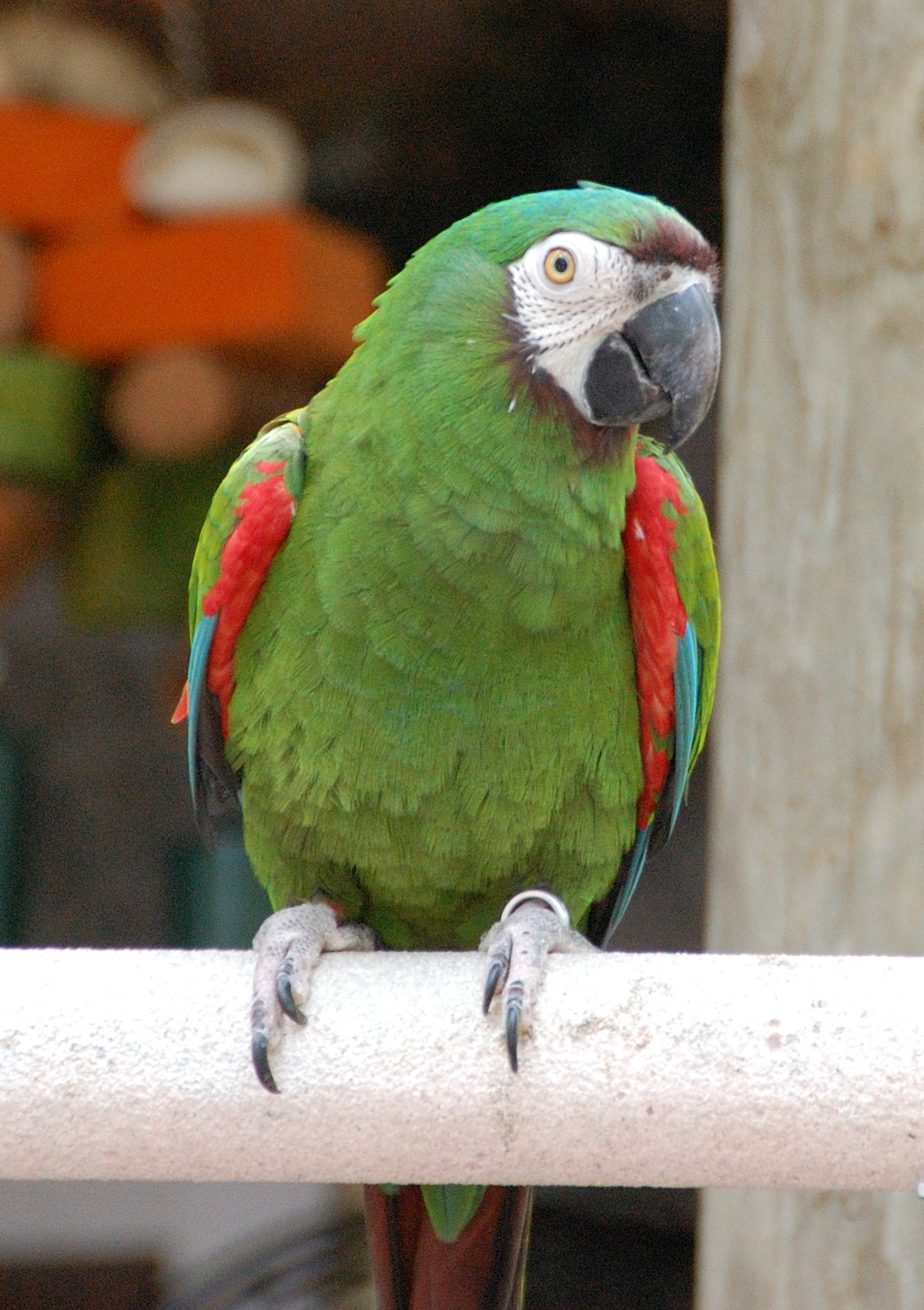
Dwergara

Orde: Psittaciformes   Familie: Psittacidae
- Zevenkleurenpapegaai, Touit batavicus
- Roodschouderpapegaai, Touit huetii (onbevestigd)
- Paarsstaartpapegaai, Touit purpuratus
- Tepuiparkiet, Nannopsittaca panychlora
- Oranjevleugelparkiet, Brotogeris chrysoptera
- Caicapapegaai, Pyrilia caica
- Bruin margrietje, Pionus fuscus
- Zwartoormargrietje, Pionus menstruus
- Blauwwangamazone, Amazona dufresniana
- Geelvoorhoofdamazone, Amazona ochrocephala
- Grote amazone, Amazona farinosa
- Oranjevleugelamazone, Amazona amazonica
- Sclaters muspapegaai, Forpus modestus
- Groene muspapegaai, Forpus passerinus
- Zwartkopcaique, Pionites melanocephalus
- Kraagpapegaai, Deroptyus accipitrinus
- Bonte parkiet, Pyrrhura picta
- Goudvoorhoofdparkiet, Eupsittula aurea
- Maïsparkiet, Eupsittula pertinax
- Zwavelborstparkiet, Aratinga maculata
- Roodbuikara, Orthopsittaca manilatus
- Blauwgele ara, Ara ararauna
- Bokraaf, Ara macao
- Groenvleugelara, Ara chloropterus
- Dwergara, Ara severus
- Roodschouderara, Diopsittaca nobilis
- Witoogaratinga, Psittacara leucophthalmus

## Mierklauwieren

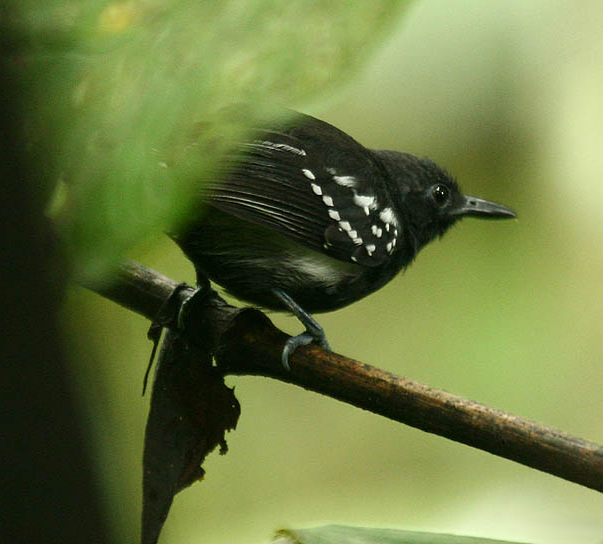
Witflankmiersluiper

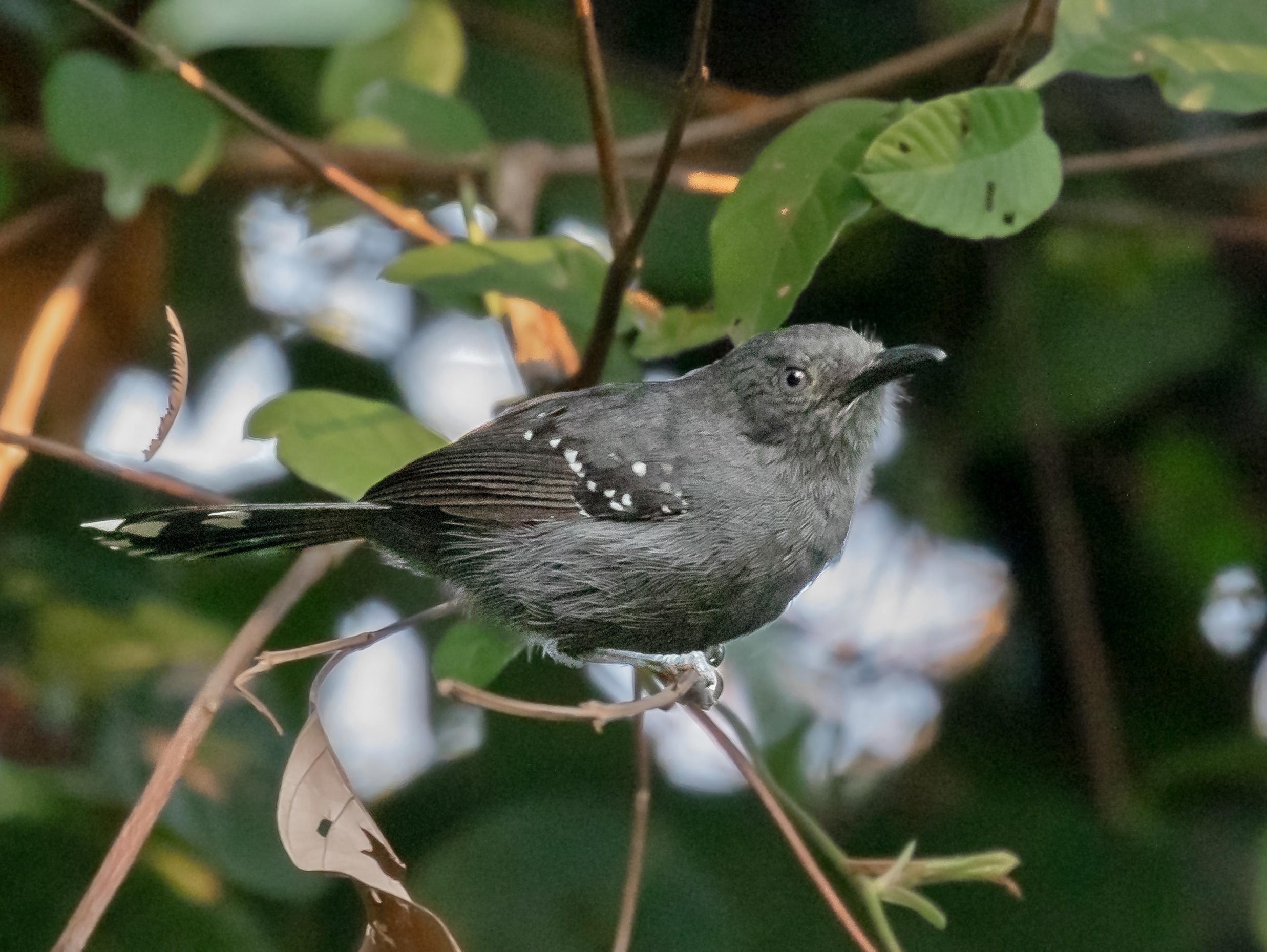
Grijze miervogel

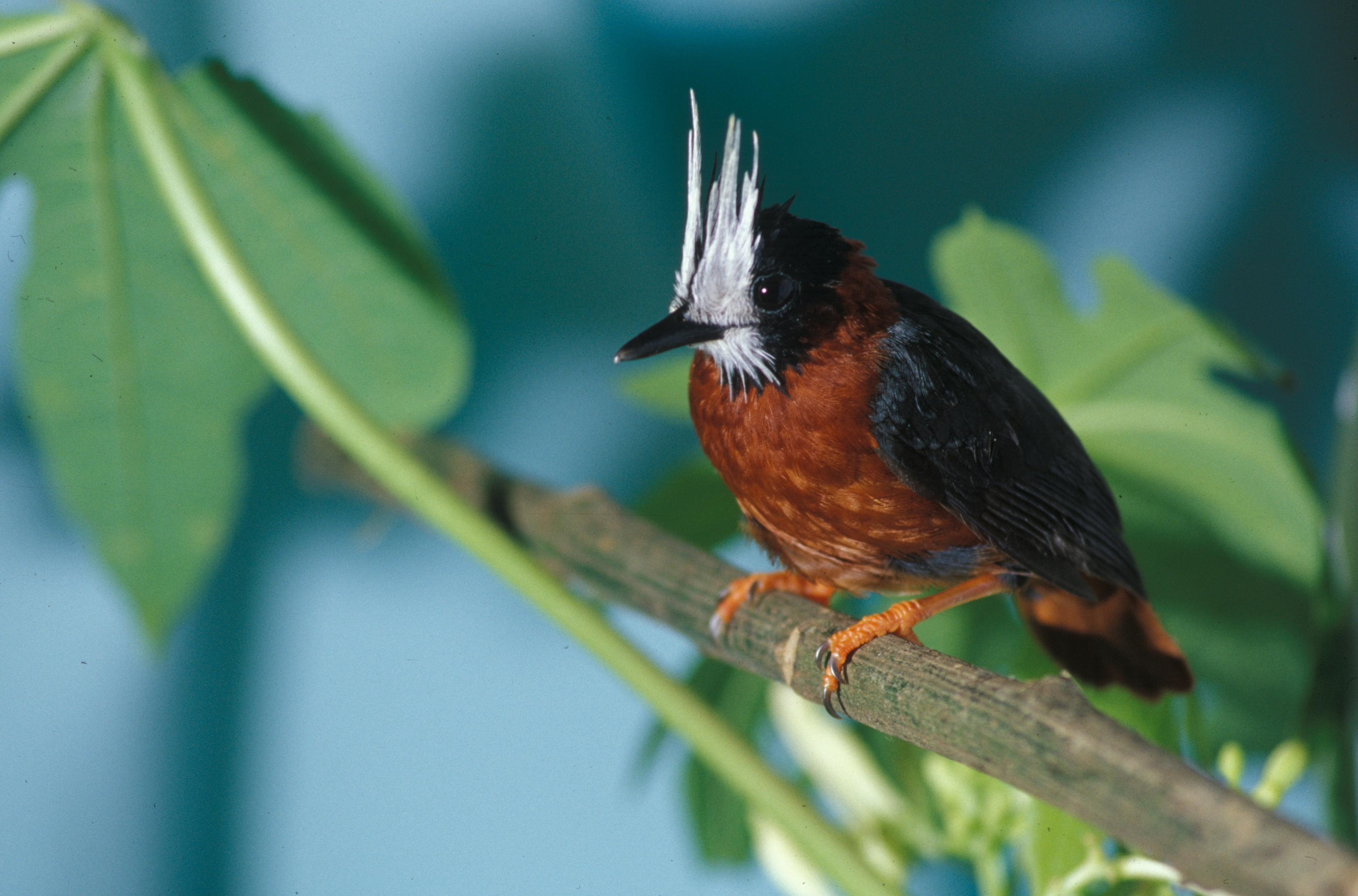
Witpluimmiervogel

Orde: Passeriformes   Familie: Thamnophilidae
- Grijswangmiersluiper, Euchrepomis callinota
- Grijsvleugelmiersluiper, Euchrepomis spodioptila
- Zebramierklauwier, Cymbilaimus lineatus
- Zwartkeelmierklauwier, Frederickena viridis
- Grote mierklauwier, Taraba major
- Zwartkuifmierklauwier, Sakesphorus canadensis
- Gebandeerde mierklauwier, Thamnophilus doliatus
- Grijze mierklauwier, Thamnophilus murinus
- Noordelijke gevlekte mierklauwier, Thamnophilus punctatus
- Bandstaartmierklauwier, Thamnophilus melanothorax
- Amazonemierklauwier, Thamnophilus amazonicus
- Witstreepmiervireo, Dysithamnus leucostictus
- Grijskeelmierklauwier, Thamnomanes ardesiacus
- Temmincks mierklauwier, Thamnomanes caesius
- Roodbuikmiersluiper, Isleria guttata
- Vlekvleugelmierklauwier, Pygiptila stellaris
- Bruinbuikmiersluiper, Epinecrophylla gutturalis
- Dwergmiersluiper, Myrmotherula brachyura
- Guyanamiersluiper, Myrmotherula surinamensis
- Witflankmiersluiper, Myrmotherula axillaris
- Langvleugelmiersluiper, Myrmotherula longipennis
- Behns miersluiper, Myrmotherula behni (onbevestigd)
- Bonte miersluiper, Myrmotherula menetriesii
- Vlekstaartmiersluiper, Herpsilochmus sticturus
- Todds miersluiper, Herpsilochmus stictocephalus
- Roodvleugelmiersluiper, Herpsilochmus rufimarginatus
- Spikkelvleugelmiersluiper, Microrhopias quixensis
- Zuidelijke witbandmiersluiper, Formicivora grisea
- Roestrugmiersluiper, Formicivora rufa
- Guyanaorpheusmierkruiper, Hypocnemis cantator
- Tiranmiervogel, Cercomacroides tyrannina
- Moerasmiervogel, Cercomacroides nigrescens
- Grijze miervogel, Cercomacra cinerascens
- Witbrauwmierkruiper, Myrmoborus leucophrys
- Zwartkinmierkruiper, Hypocnemoides melanopogon
- Mangrovemiervogel, Sclateria naevia
- Roetkopmiervogel, Percnostola rufifrons
- Vlekvleugelmiervogel, Myrmelastes leucostigma
- Witbuikmiervogel, Myrmeciza longipes
- Roodrugmiervogel, Myrmoderus ferrugineus
- Zwartkeelmiervogel, Myrmophylax atrothorax
- Bonte mierlijster, Myrmornis torquata
- Witpluimmiervogel, Pithys albifrons
- Roodkeelmiervogel, Gymnopithys rufigula
- Bruinvlekmiervogel, Hylophylax naevius
- Schubrugmiervogel, Willisornis poecilinotus

## Muggeneters
Orde: Passeriformes   Familie: Conopophagidae
- Cayennemuggeneter, Conopophaga aurita

## Mierpitta's

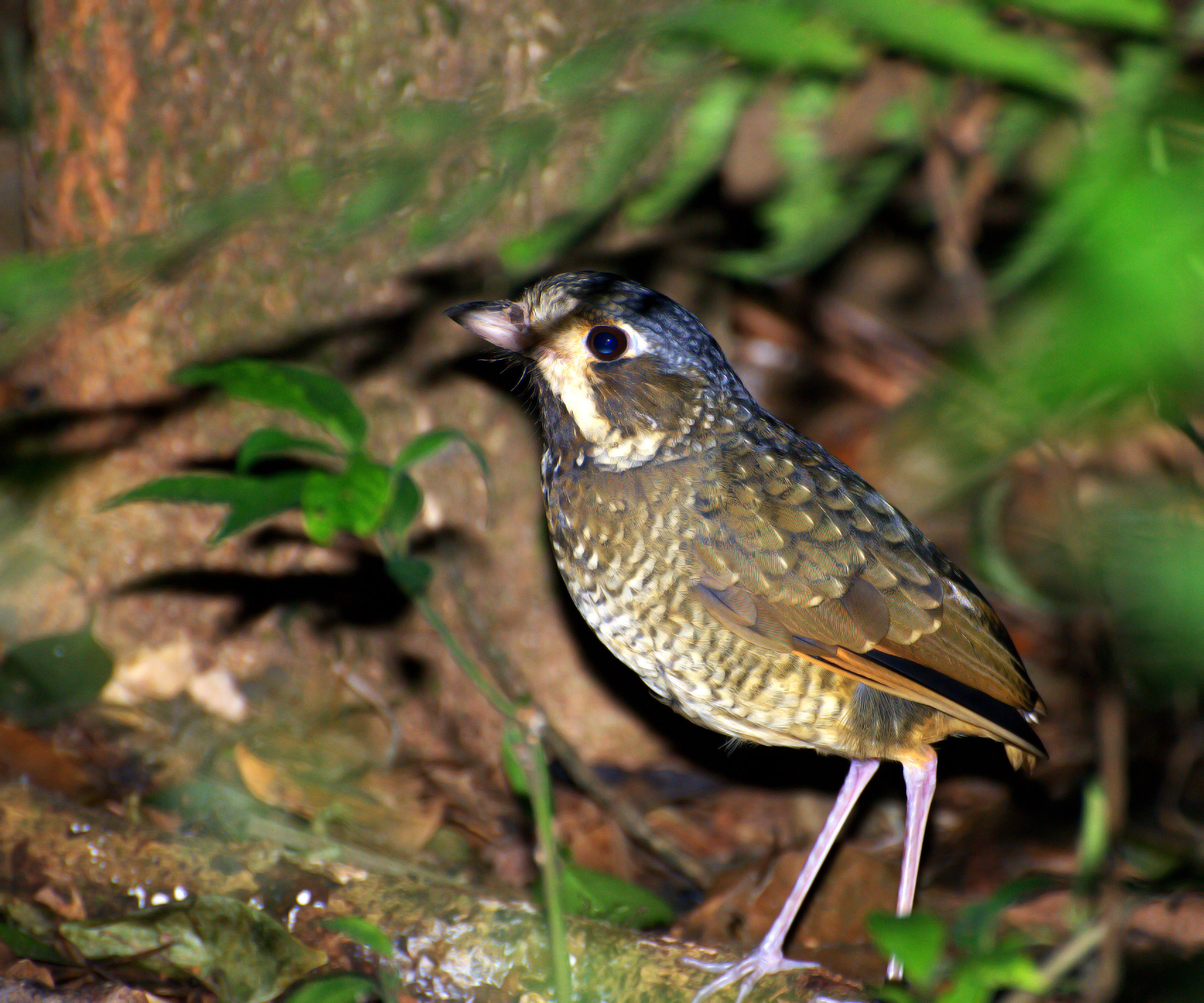
Bonte koningsmierpitta

Orde: Passeriformes   Familie: Grallariidae
- Bonte koningsmierpitta, Grallaria varia
- Roodflankmierpitta, Hylopezus macularius
- Lijstermierpitta, Myrmothera campanisona

## Mierlijsters
Orde: Passeriformes   Familie: Formicariidae
- Roodkapmierlijster, Formicarius colma
- Zwartkeelmierlijster, Formicarius analis
- Kortstaartmierlijster, Chamaeza campanisona

## Ovenvogels

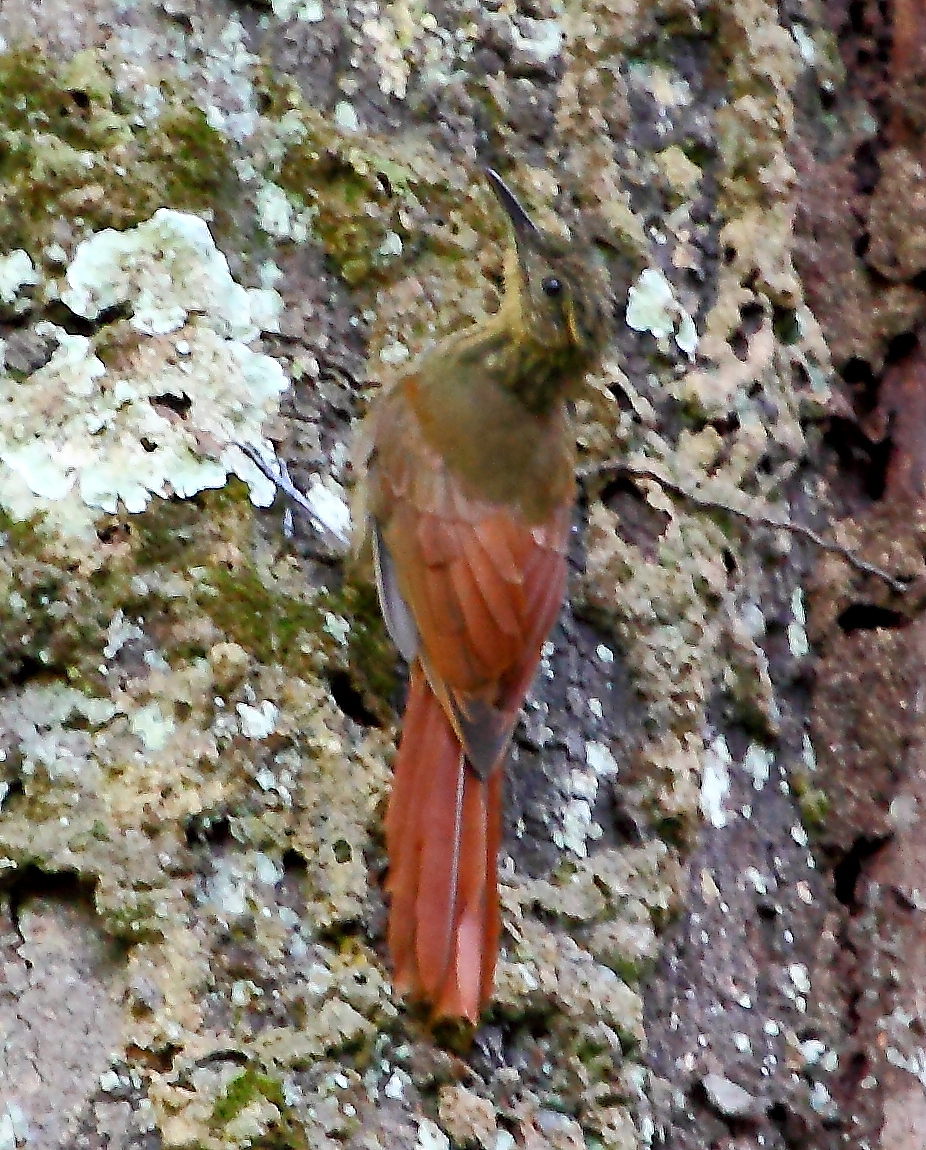
Langstaartmuisspecht

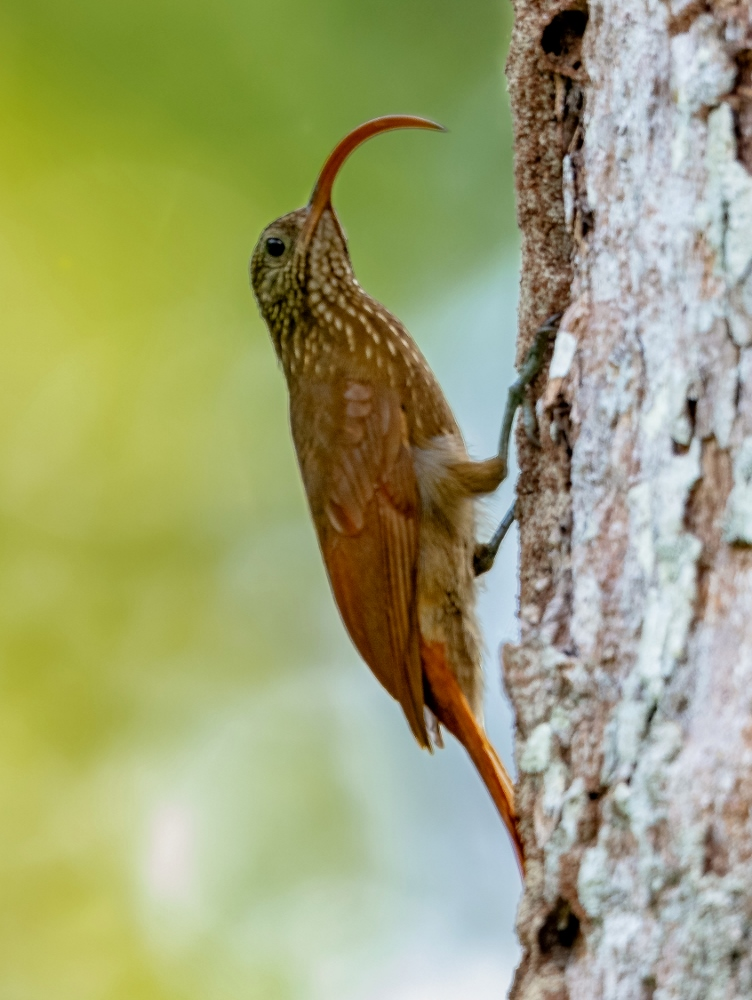
Kromsnavelmuisspecht

Orde: Passeriformes   Familie: Furnariidae
- Bruinkeelbladkrabber, Sclerurus mexicanus
- Kortsnavelbladkrabber, Sclerurus rufigularis
- Kortsnavelbladkrabber, Sclerurus caudacutus
- Vlekkeelmuisspecht, Certhiasomus stictolaemus (onbevestigd)
- Langstaartmuisspecht, Deconychura longicauda
- Witkinmuisspecht, Dendrocincla merula
- Grijswangmuisspecht, Dendrocincla fuliginosa
- Wigsnavelmuisspecht, Glyphorynchus spirurus
- Bruinkeelmuisspecht, Dendrexetastes rufigula
- Gebandeerde muisspecht, Dendrocolaptes certhia
- Blauwsnavelmuisspecht, Dendrocolaptes picumnus
- Roodsnavelmuisspecht, Hylexetastes perrotii
- Roodsnavelmuisspecht, Xiphocolaptes promeropirhynchus
- Gestreepte muisspecht, Xiphorhynchus obsoletus
- Roodkeelmuisspecht, Xiphorhynchus pardalotus
- Geelkeelmuisspecht, Xiphorhynchus guttatus
- Priemsnavelmuisspecht, Dendroplex picus
- Kromsnavelmuisspecht, Campylorhamphus procurvoides
- Wenkbrauwmuisspecht, Lepidocolaptes angustirostris
- Witstreepmuisspecht, Lepidocolaptes albolineatus
- Streepstaartxenops, Xenops tenuirostris
- Sparmanns xenops, Xenops minutus
- Palmkruiper, Berlepschia rikeri
- Roodstaartxenops, Microxenops milleri
- Roodstuitbladspeurder, Philydor erythrocercum
- Kaneelstuitbladspeurder, Philydor pyrrhodes
- Roodstaartbladspeurder, Anabacerthia ruficaudata
- Rosse bladspeurder, Clibanornis rubiginosus
- Roodkruinbladspeurder, Automolus rufipileatus
- Roodkruinbladspeurder, Automolus ochrolaemus
- Olijfrugbladspeurder, Automolus infuscatus
- Gespikkelde stekelstaart, Cranioleuca gutturata
- Geelkeelstekelstaart, Certhiaxis cinnamomeus
- Cayennestekelstaart, Synallaxis gujanensis
- McConnells stekelstaart, Synallaxis macconnelli
- Temmincks stekelstaart, Synallaxis albescens
- Rode stekelstaart, Synallaxis rutilans

## Manakins
Orde: Passeriformes   Familie: Pipridae

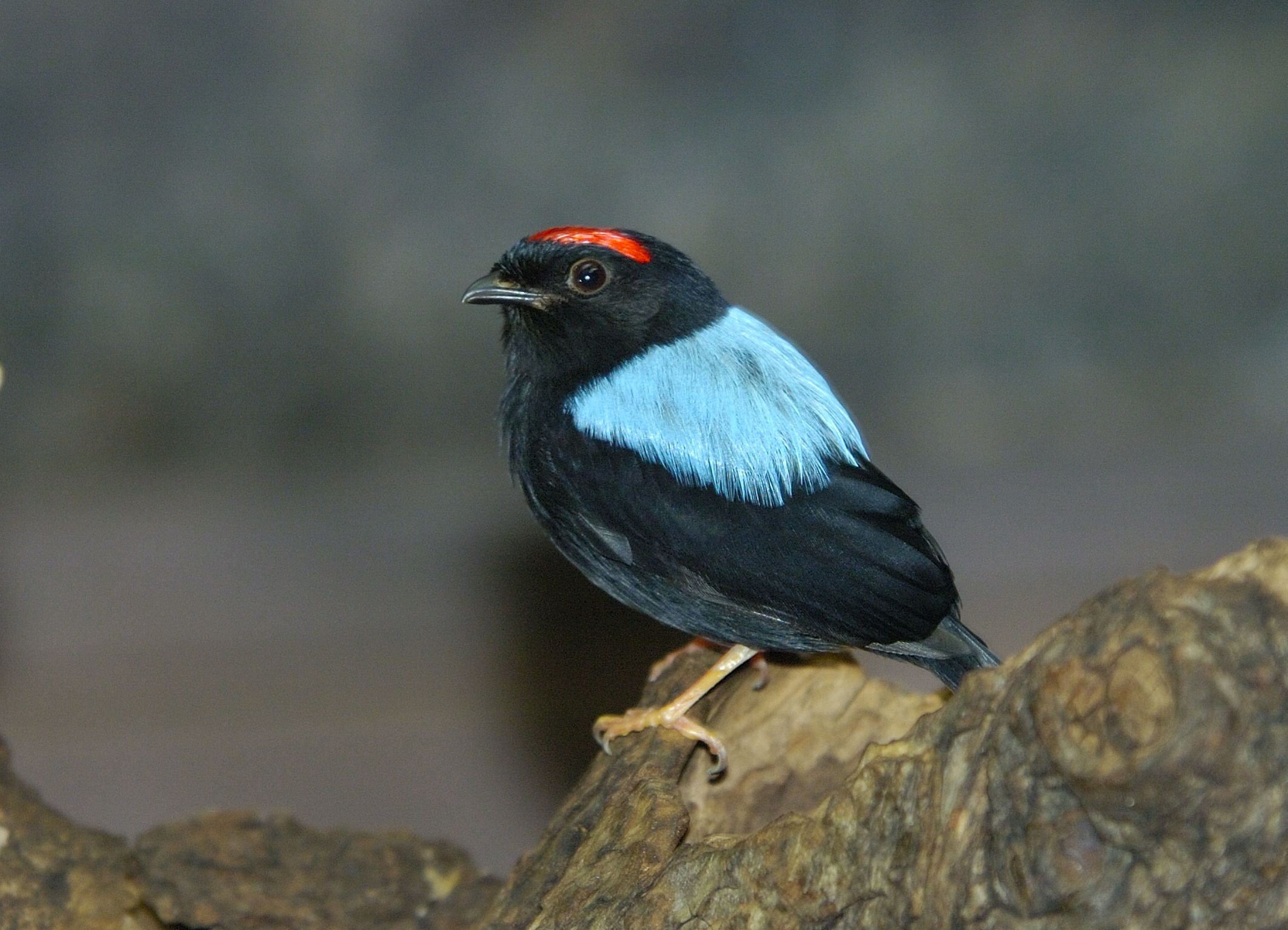
Prachtmanakin

- Kleine tiranmanakin, Tyranneutes virescens
- Witbuiktiranmanakin, Neopelma pallescens
- Geelkuiftiranmanakin, Neopelma chrysocephalum
- Prachtmanakin, Chiroxiphia pareola
- Witkeelmanakin, Corapipo gutturalis
- Zwarte manakin, Xenopipo atronitens
- Witvoorhoofdmanakin, Lepidothrix serena
- Bonte manakin, Manacus manacus
- Roodkruinmanakin, Pipra aureola
- Witkruinmanakin, Pseudopipra pipra
- Goudkopmanakin, Ceratopipra erythrocephala

## Cotinga's
Orde: Passeriformes   Familie: Cotingidae

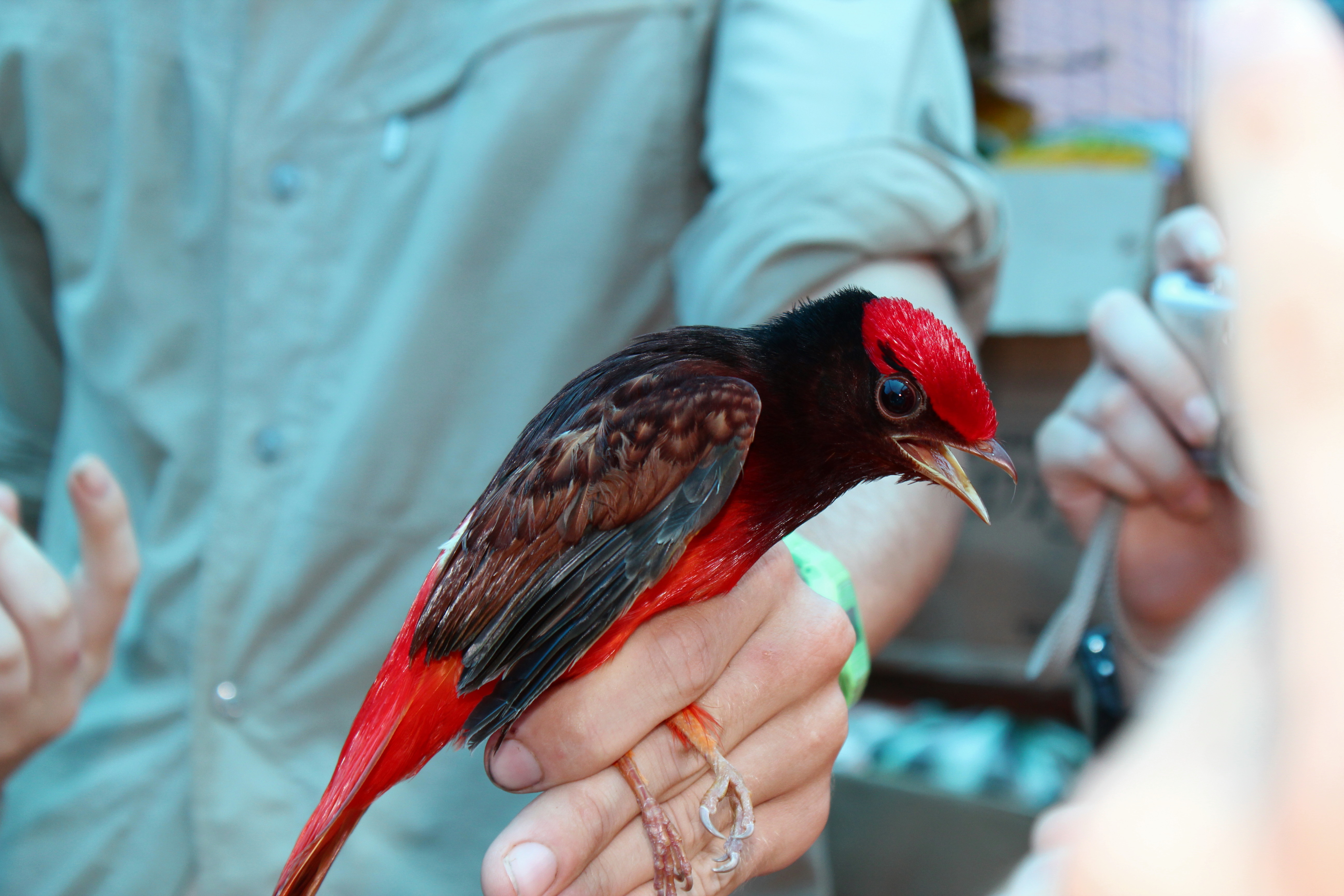
Rode cotinga

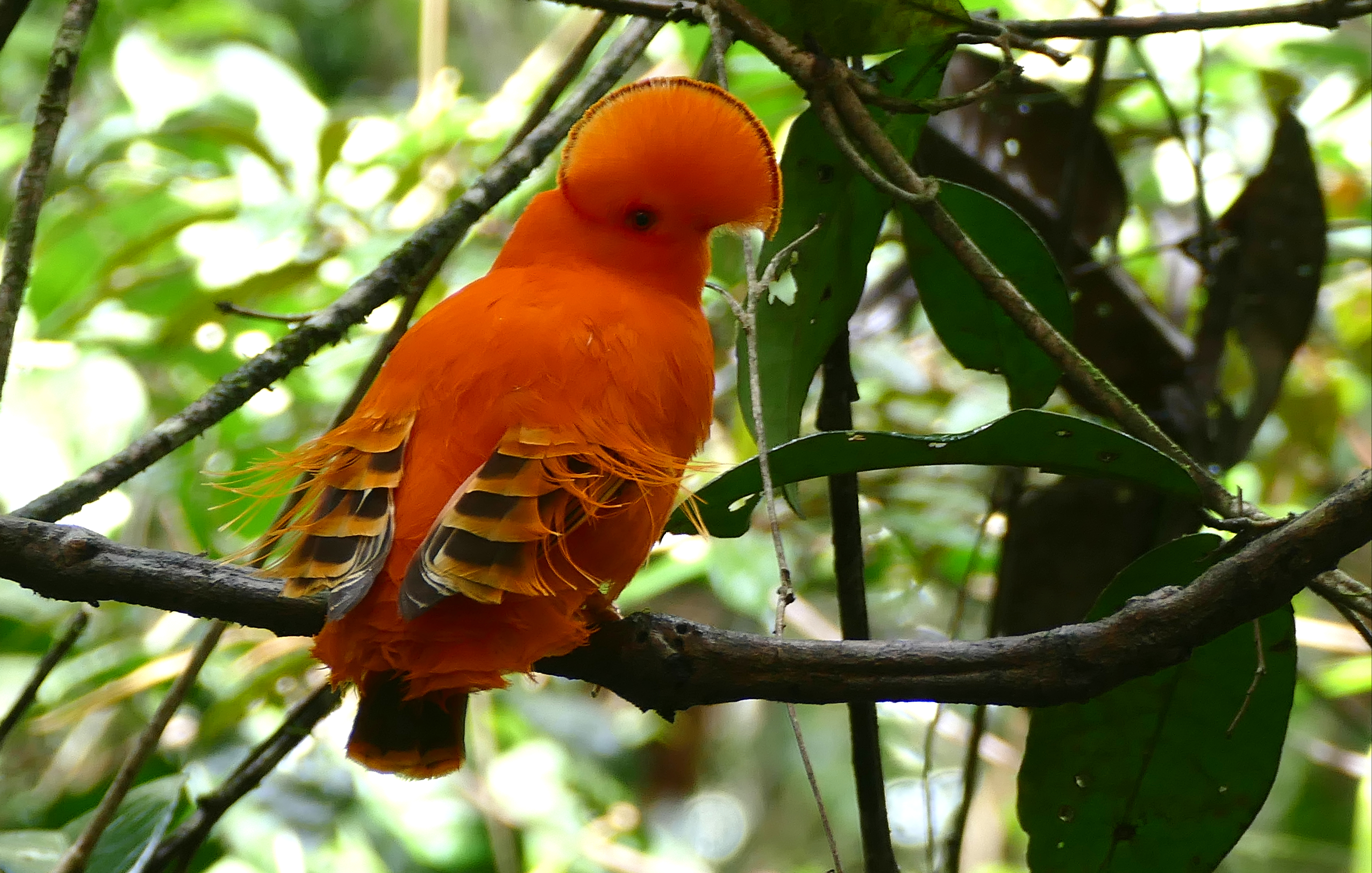
Oranje rotshaan

- Rode cotinga, Phoenicircus carnifex
- Oranje rotshaan, Rupicola rupicola
- Karmozijnvruchtenkraai, Haematoderus militaris
- Purperkeelvruchtenkraai, Querula purpurata
- Capuchonvogel, Perissocephalus tricolor
- Purperborstcotinga, Cotinga cotinga
- Halsbandcotinga, Cotinga cayana
- Schreeuwpiha, Lipaugus vociferans
- Witte klokvogel, Procnias albus
- Pompadourcotinga, Xipholena punicea
- Kaalnekvruchtenkraai, Gymnoderus foetidus

## Tityra's en verwanten
Orde: Passeriformes   Familie: Tityridae

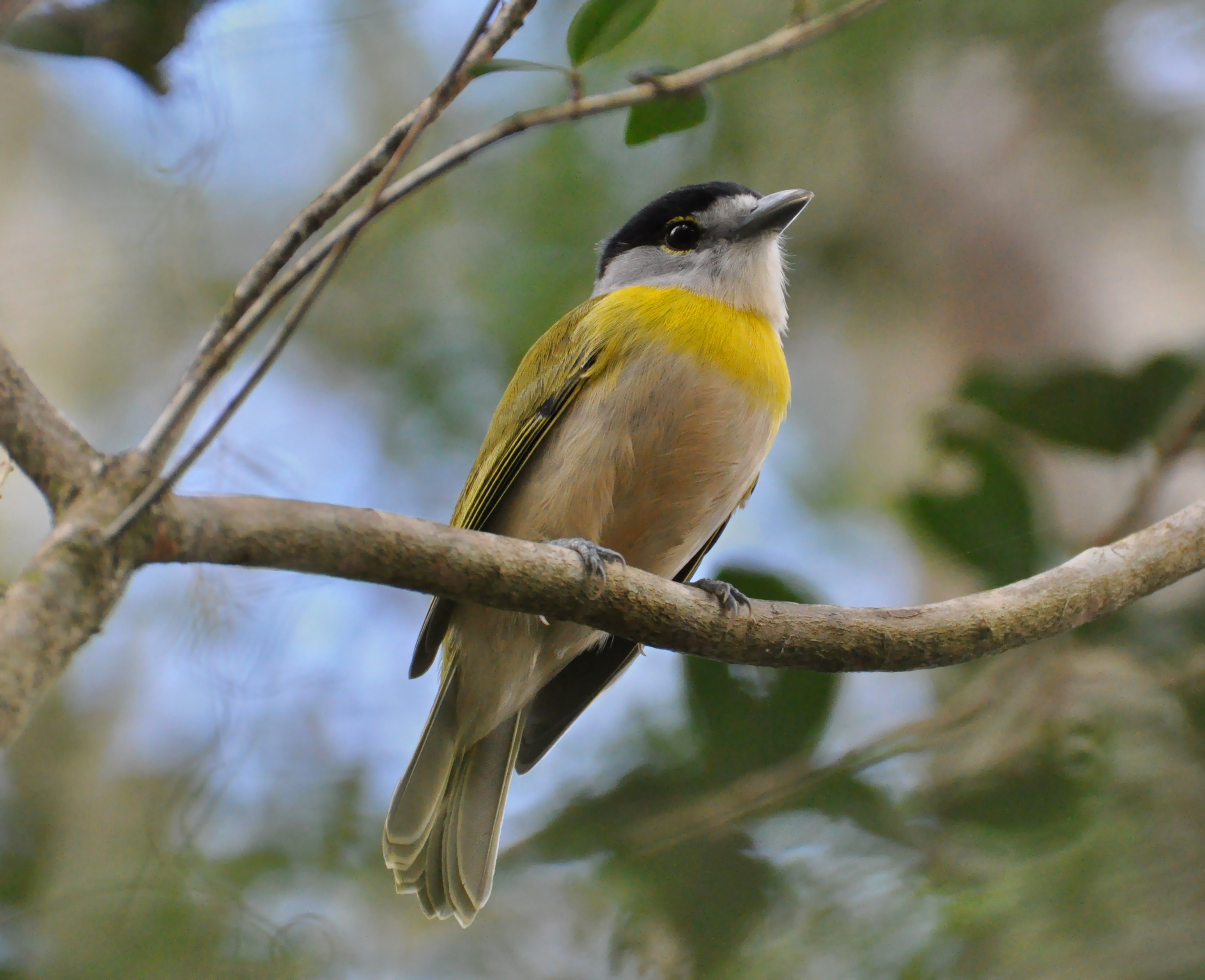
Groenrugbekarde

- Zwartkruintityra, Tityra inquisitor
- Zwartstaarttityra, Tityra cayana
- Guyanaschiffornis, Schiffornis olivacea
- Grauwe treurtiran, Laniocera hypopyrra
- Zwartkapdwergcotinga, Iodopleura fusca
- Groenrugbekarde, Pachyramphus viridis
- Grijze bekarde, Pachyramphus rufus
- Witvleugelbekarde, Pachyramphus polychopterus
- Zwartkapbekarde, Pachyramphus marginatus
- Cayennebekarde, Pachyramphus surinamus
- Roodkeelbekarde, Pachyramphus minor

## Scherpsnavels

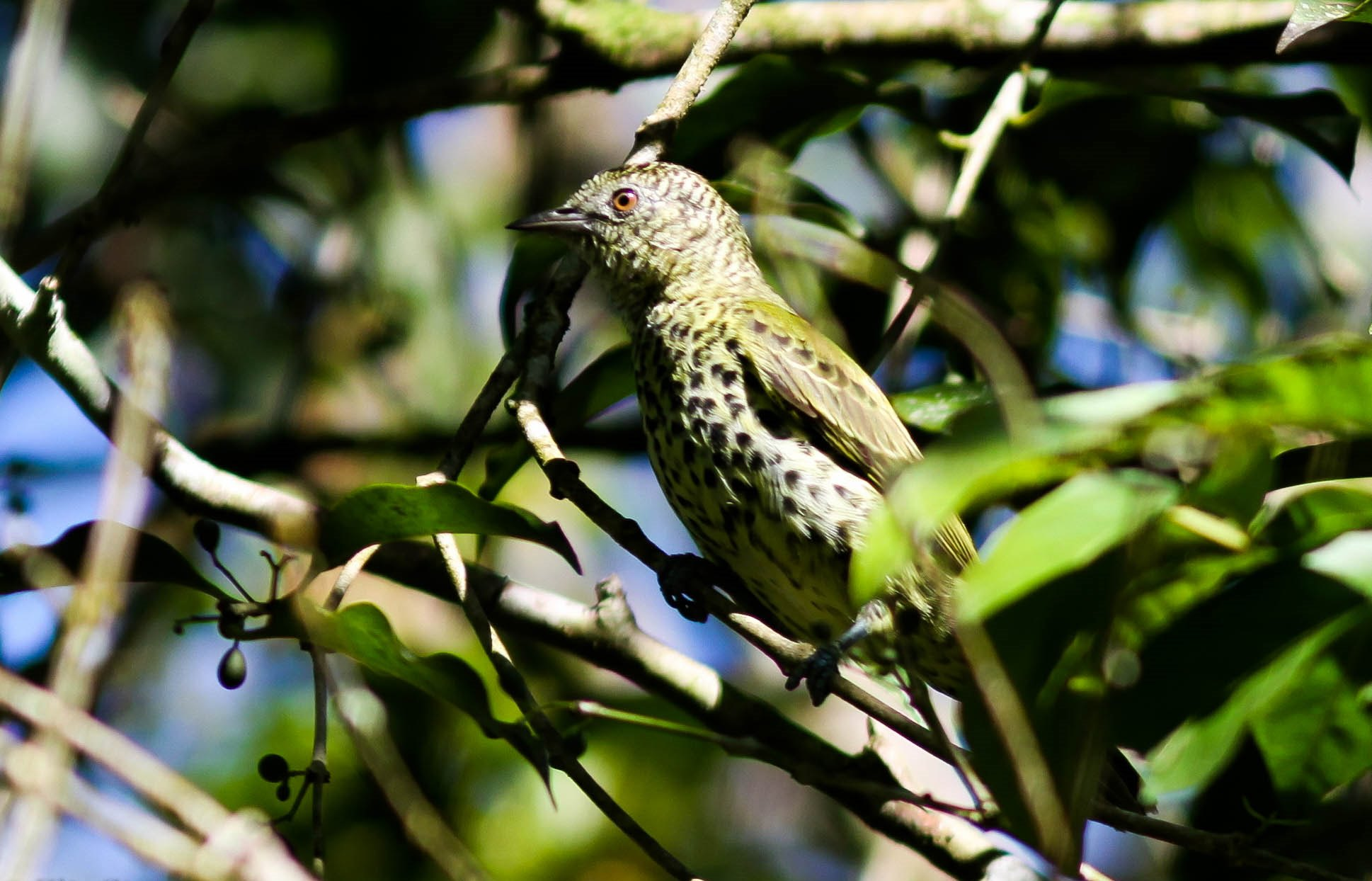
Scherpsnavel

Orde: Passeriformes   Familie: Oxyruncidae
- Scherpsnavel, Oxyruncus cristatus

## Kroontirannen
Orde: Passeriformes   Familie: Onychorhynchidae
Deze familie is in 2019 door de SACC afgesplitst van de Tyrannidae.
- Amazonekroontiran, Onychorhynchus coronatus
- Roodstaarttiran, Terenotriccus erythrurus
- Geelstuittiran, Myiobius barbatus

## Tirannen
Orde: Passeriformes   Familie: Tyrannidae

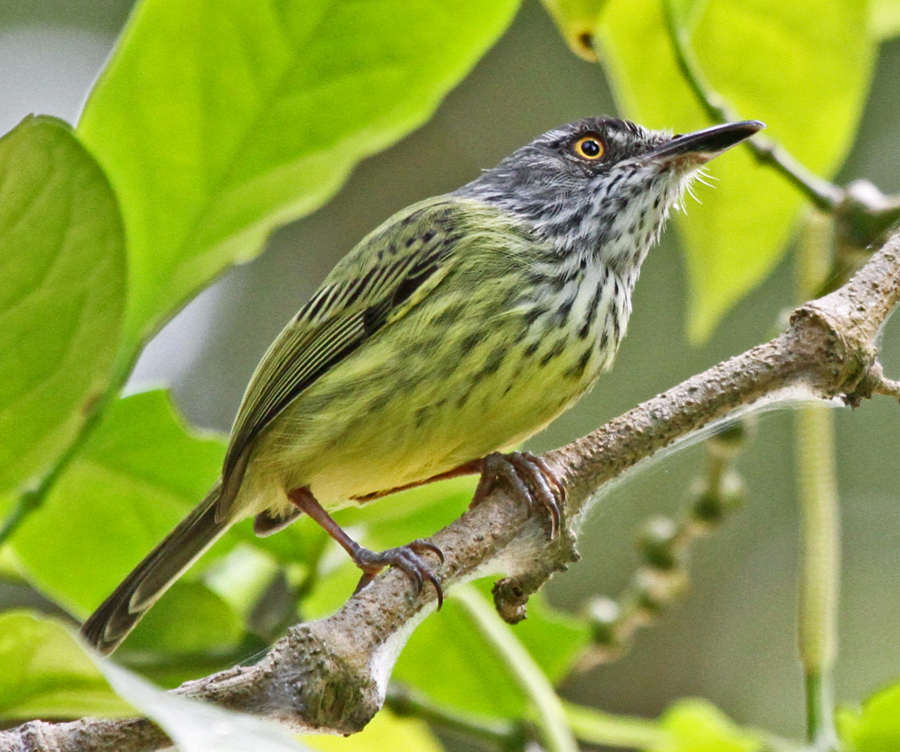
Gevlekte schoffelsnavel

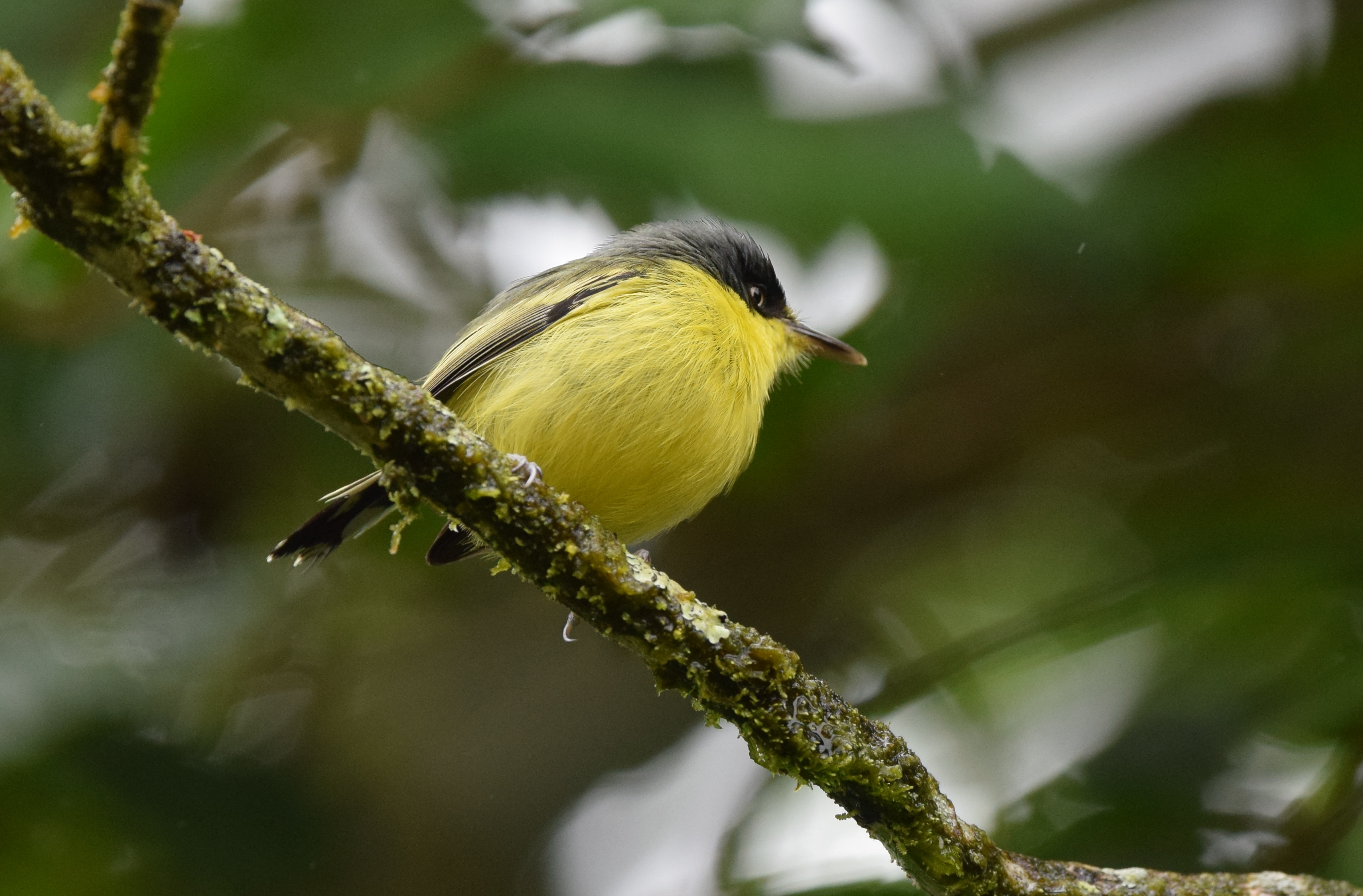
Geelbuikschoffelsnavel

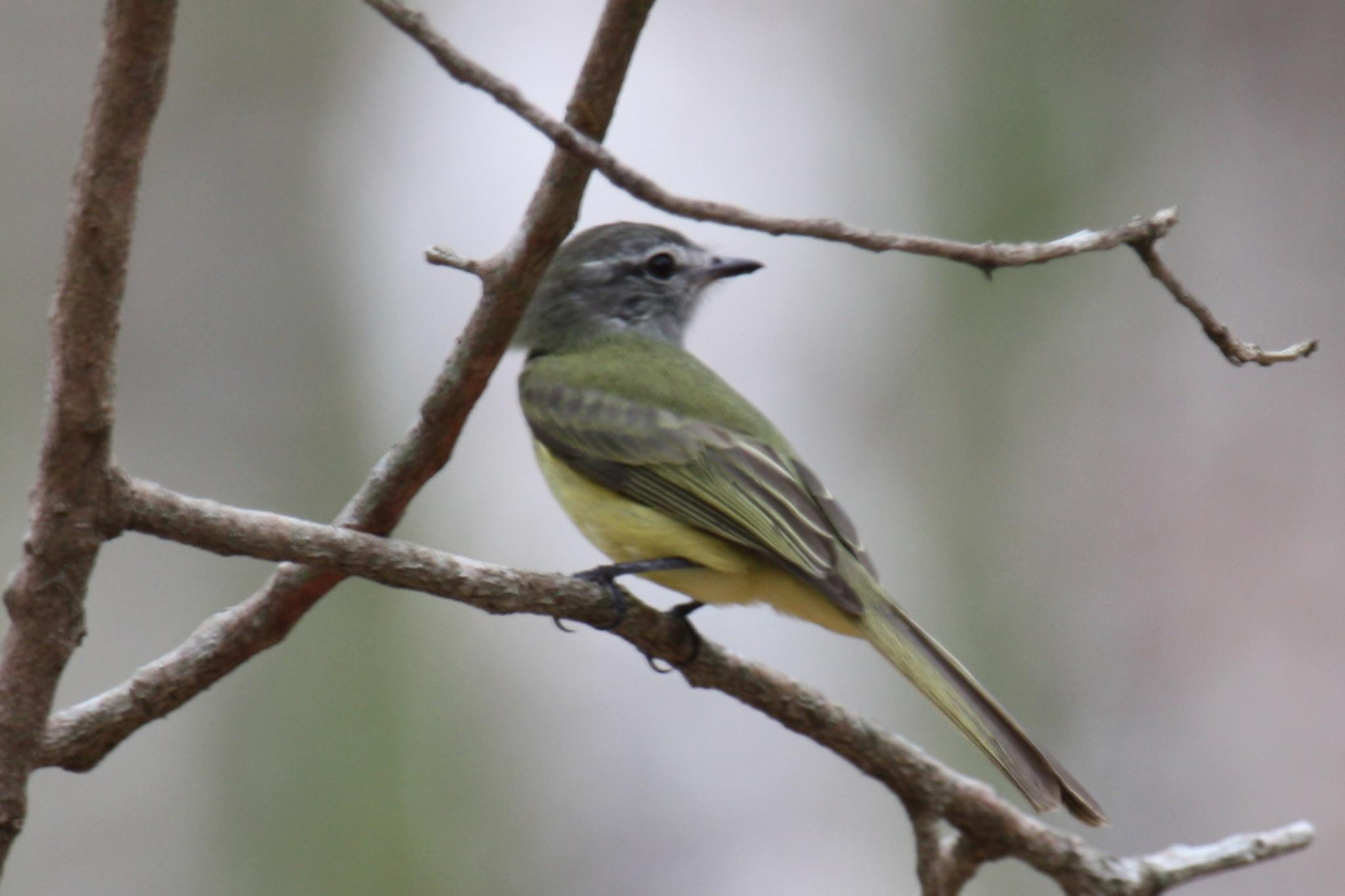
Groene elenia

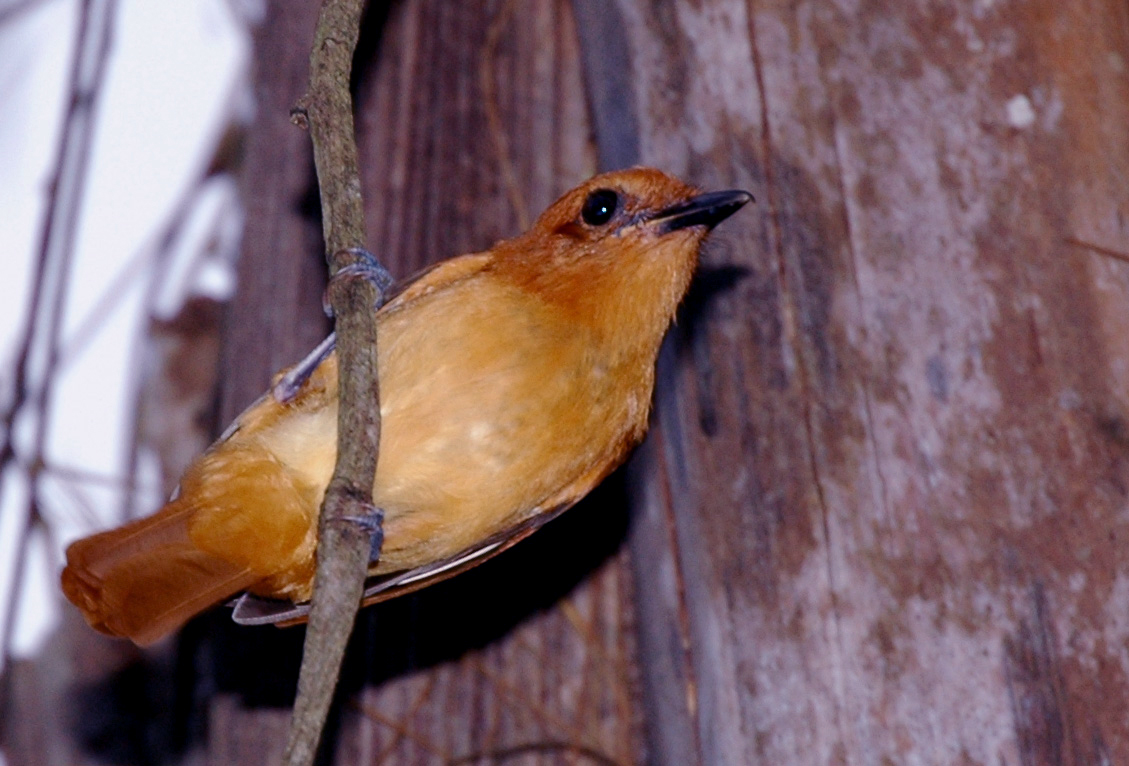
Kaneelattila

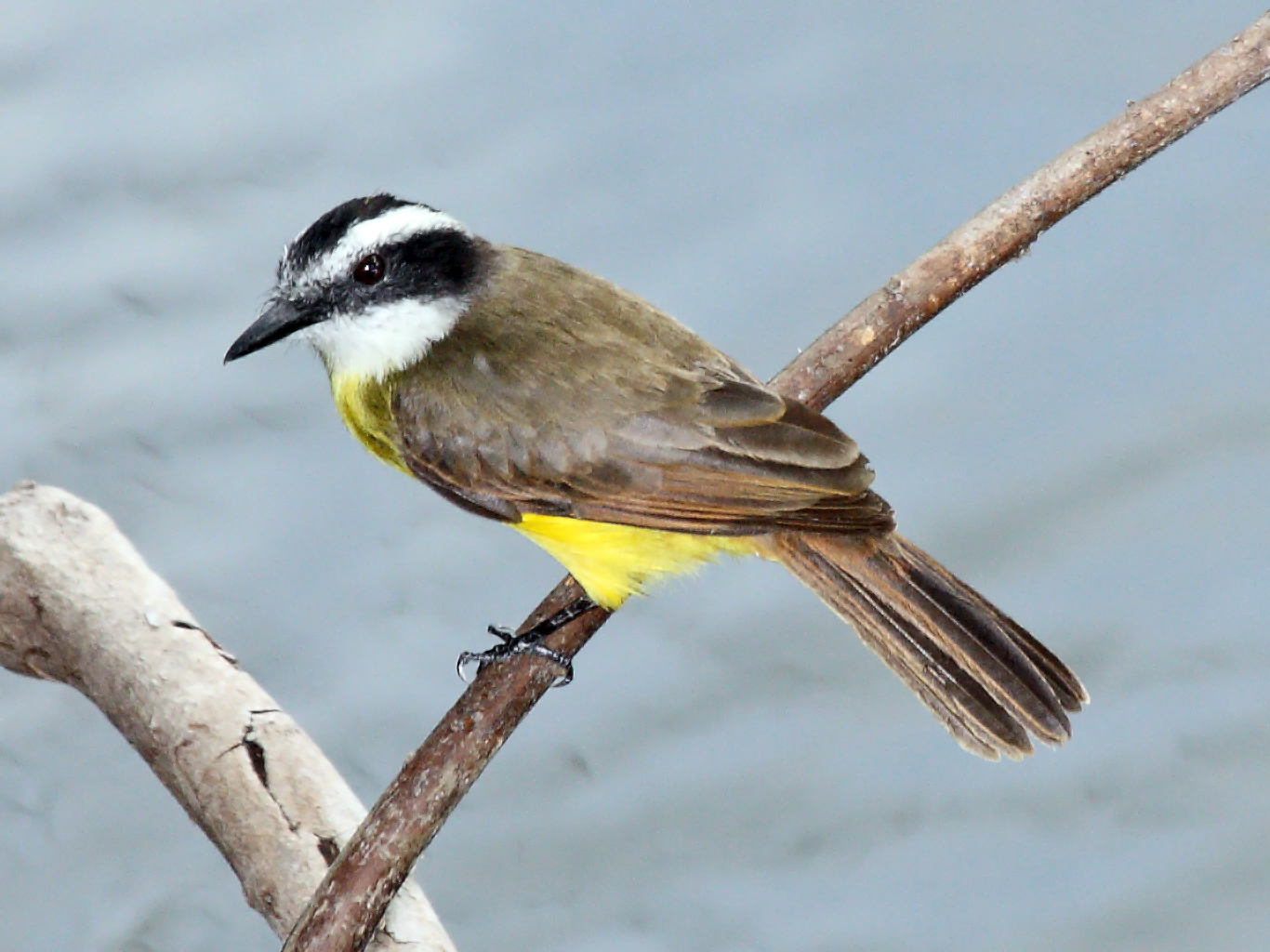
Kleine kiskadie

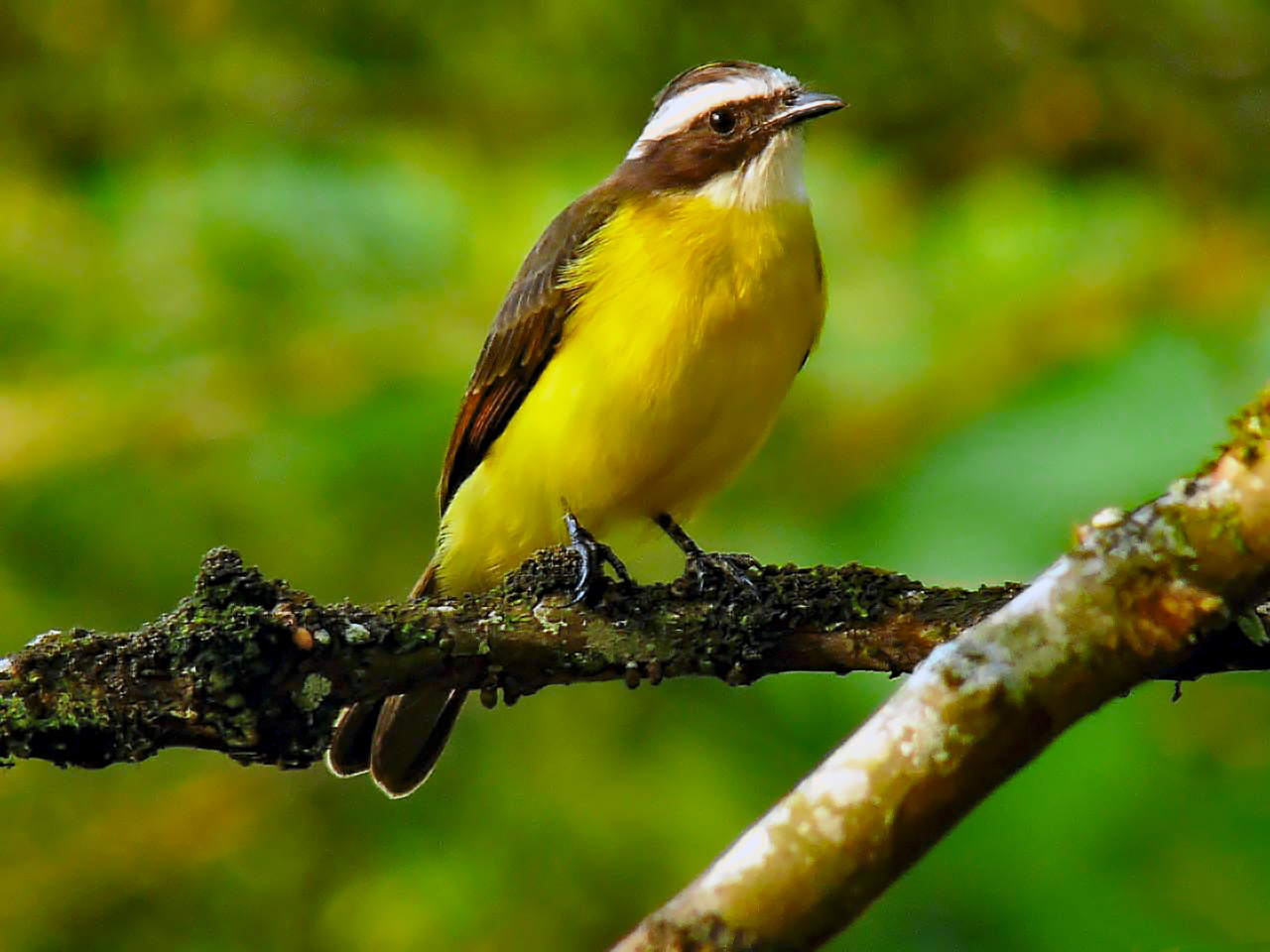
Roestvleugeltiran

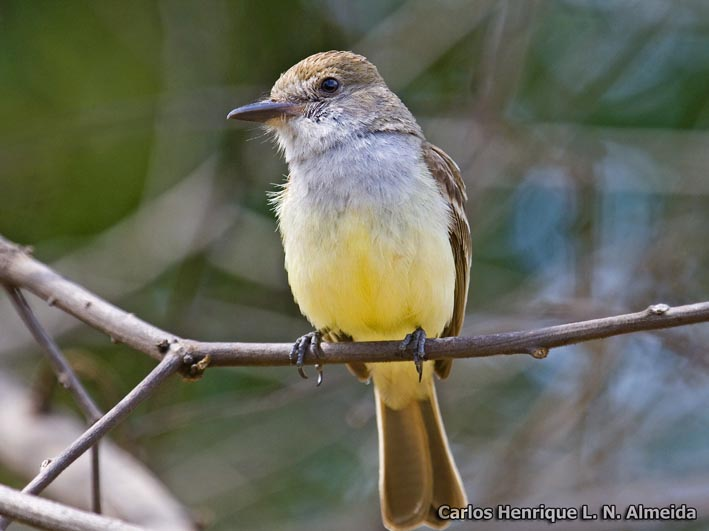
Swainsons tiran

- Streepvleugelmanakin, Piprites chloris
- Kaneelmanakin, Neopipo cinnamomea
- Bruinkopbreedbektiran, Platyrinchus saturatus
- Geelkapbreedbektiran, Platyrinchus coronatus
- Witkuifbreedbektiran, Platyrinchus platyrhynchos
- Geringde piepertiran, Corythopis torquatus
- Surinaamse looftiran, Phylloscartes virescens
- Okerbuikpipratiran, Mionectes oleagineus
- McConnells pipratiran, Mionectes macconnelli
- Bruinkapleptopogon, Leptopogon amaurocephalus
- Zwartkuiftodietiran, Taeniotriccus andrei
- Groene breedbektiran, Rhynchocyclus olivaceus
- Groenkapbreedbektiran, Tolmomyias sulphurescens
- Spiegelbreedbektiran, Tolmomyias assimilis
- Grijskruinbreedbektiran, Tolmomyias poliocephalus
- Geelbuikbreedbektiran, Tolmomyias flaviventris
- Kortstaartdwergtiran, Myiornis ecaudatus
- Dubbelbanddwergtiran, Lophotriccus vitiosus
- Helmdwergtiran, Lophotriccus galeatus
- Bruinborsttodietiran, Hemitriccus obsoletus
- Bootsnaveltodietiran, Hemitriccus josephinae
- Witoogtodietiran, Hemitriccus zosterops
- Pelzelns todietiran, Hemitriccus inornatus
- Grijskapschoffelsnavel, Poecilotriccus fumifrons
- Gevlekte schoffelsnavel, Todirostrum maculatum
- Geelbuikschoffelsnavel, Todirostrum cinereum
- Witkeelschoffelsnavel, Todirostrum pictum
- Zwaluwtiran, Hirundinea ferruginea
- Guyanavliegenpikker, Zimmerius acer
- Salvins inezia, Inezia caudata
- Geelbuikdwergtiran, Euscarthmus rufomarginatus
- Witteugelvliegenpikker, Ornithion inerme
- Geelkeelvliegenpikker, Camptostoma obsoletum
- Geelbuikelenia, Elaenia flavogaster
- Kortsnavelelenia, Elaenia parvirostris
- Kapelenia, Elaenia cristata
- Kleine elenia, Elaenia chiriquensis
- Roodkruinelenia, Elaenia ruficeps
- Geelkruinvliegenpikker, Tyrannulus elatus
- Boselenia, Myiopagis gaimardii
- Grijze elenia, Myiopagis caniceps (onbevestigd)
- Geelkruinelenia, Myiopagis flavivertex
- Groene elenia, Myiopagis viridicata
- Suiriritiran, Suiriri suiriri
- Gele looftiran, Capsiempis flaveola
- Dwergvliegenpikker, Phyllomyias griseiceps
- Wenkbrauwvliegenpikker, Phaeomyias murina
- Baardtiran, Polystictus pectoralis
- Kaneelattila, Attila cinnamomeus
- Goudstuitattila, Attila spadiceus
- Piraattiran, Legatus leucophaius
- Wenkbrauwbreedbektiran, Ramphotrigon megacephalum
- Roodstaartbreedbektiran, Ramphotrigon ruficauda
- Grietjebie, Pitangus sulphuratus
- Kleine kiskadie, Pitangus lictor
- Zwaveltiran, Tyrannopsis sulphurea
- Bootsnaveltiran, Megarynchus pitangua
- Gestreepte tiran, Myiodynastes maculatus
- Roestvleugeltiran, Myiozetetes cayanensis
- Kortsnaveltiran, Myiozetetes luteiventris
- Geelkeeltiran, Conopias parvus
- Bonte tiran, Empidonomus varius
- Witkeelkoningstiran, Tyrannus albogularis
- Tropische koningstiran, Tyrannus melancholicus
- Vorkstaartkoningstiran, Tyrannus savana
- Koningstiran, Tyrannus tyrannus (onbevestigd)
- Grijze koningstiran, Tyrannus dominicensis
- Grijze treurtiran, Rhytipterna simplex
- Vaalbuiktreurtiran, Rhytipterna immunda
- Todds sirystestiran, Sirystes subcanescens
- Monnikskaptiran, Myiarchus tuberculifer
- Swainsons tiran, Myiarchus swainsoni
- Kortkuiftiran, Myiarchus ferox
- Cayennetiran, Myiarchus tyrannulus
- Langstaarttiran, Colonia colonus
- Roesttiran, Myiophobus fasciatus
- Salvins vliegenpikker, Sublegatus arenarum
- Donkere vliegenpikker, Sublegatus obscurior
- Struikvliegenpikker, Sublegatus modestus
- Bonte watertiran, Fluvicola pica
- Witkopwatertiran, Arundinicola leucocephala
- Roodstaartmoortiran, Knipolegus poecilurus
- Amazonemoortiran, Knipolegus poecilocercus (onbevestigd)
- Grijze monjita, Xolmis cinereus
- Vale tapuittiran, Ochthornis littoralis
- Vinktiran, Cnemotriccus fuscatus
- Eulers tiran, Lathrotriccus euleri
- Sparrenpiewie, Contopus cooperi
- Spix' piewie, Contopus cinereus
- Witkeelpiewie, Contopus albogularis

## Vireo's
Orde: Passeriformes   Familie: Vireonidae

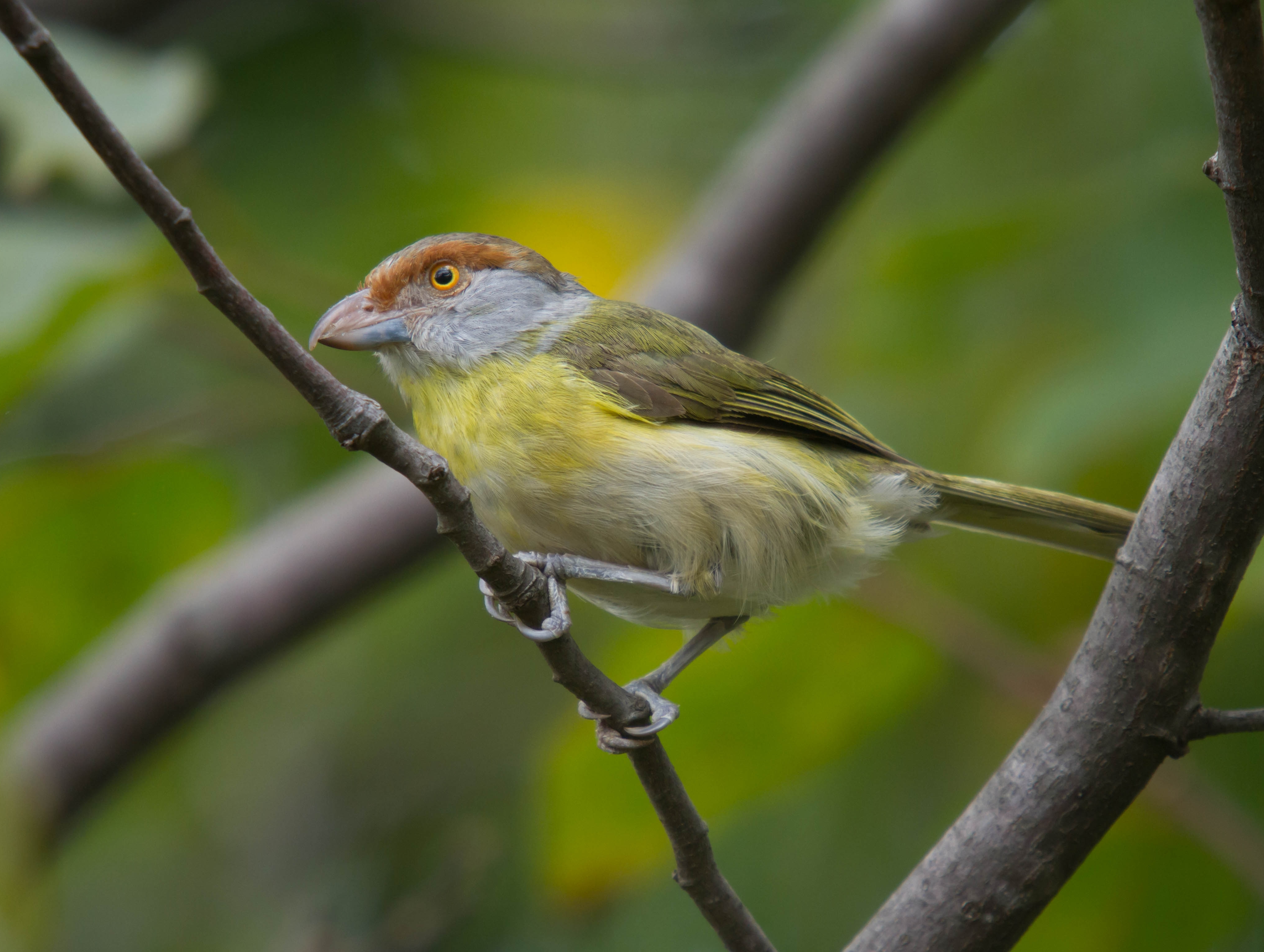
Roodbrauwpeperklauwier

- Roodbrauwpeperklauwier, Cyclarhis gujanensis
- Grijskopvireo, Hylophilus pectoralis
- Geelborstvireo, Hylophilus thoracicus
- Grijskapklauwiervireo, Vireolanius leucotis
- Okerkapvireo, Tunchiornis ochraceiceps
- Bruinwangvireo, Pachysylvia muscicapina
- Tepuivireo, Vireo sclateri
- Roodoogvireo, Vireo olivaceus
- Baardvireo, Vireo altiloquus

## Kraaien
Orde: Passeriformes   Familie: Corvidae
- Cayennegaai, Cyanocorax cayanus

## Zwaluwen

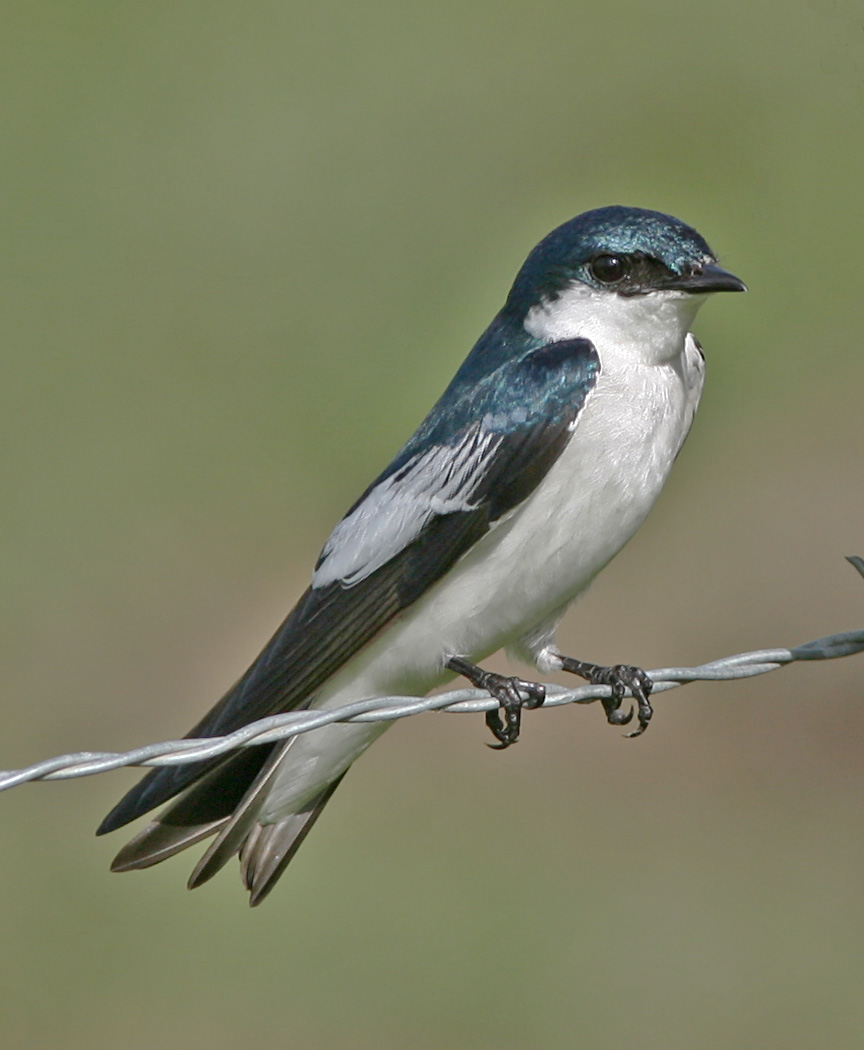
Witbuikzwaluw

Orde: Passeriformes   Familie: Hirundinidae
- Blauw-witte zwaluw, Pygochelidon cyanoleuca
- Zwartkraagzwaluw, Atticora melanoleuca
- Witbandzwaluw, Atticora fasciata
- Witflankzwaluw, Atticora tibialis
- Zuid-Amerikaanse ruwvleugelzwaluw, Stelgidopteryx ruficollis
- Bruinborstpurperzwaluw, Progne tapera
- Purperzwaluw, Progne subis
- Caribische purperzwaluw, Progne dominicensis
- Grijsborstpurperzwaluw, Progne chalybea
- Patagonische purperzwaluw, Progne elegans
- Witbuikzwaluw, Tachycineta albiventer
- Oeverzwaluw, Riparia riparia
- Boerenzwaluw, Hirundo rustica
- Amerikaanse klifzwaluw, Petrochelidon pyrrhonota (onbevestigd)

## Winterkoninkjes

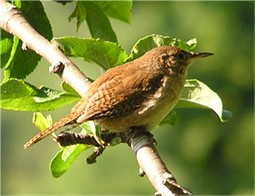
Noordelijke huiswinterkoning

Orde: Passeriformes   Familie: Troglodytidae
- Witbandwinterkoning, Microcerculus bambla
- Noordelijke huiswinterkoning, Troglodytes aedon
- Corayawinterkoning, Pheugopedius coraya
- Witoorwinterkoning, Cantorchilus leucotis
- Boswinterkoning, Henicorhina leucosticta
- Orpheuswinterkoning, Cyphorhinus aradus

## Muggenvangers

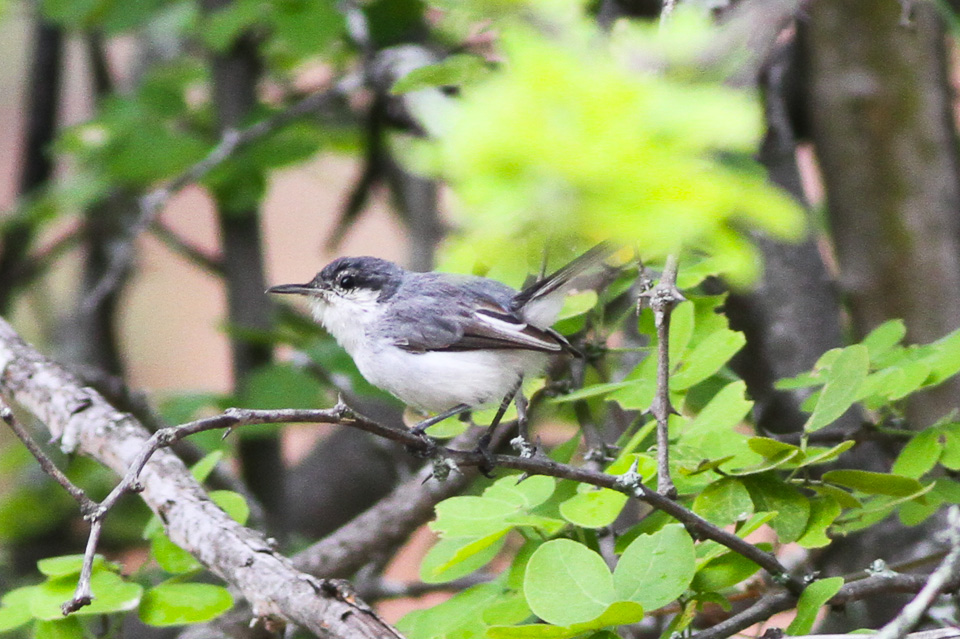
Amazonemuggenvanger

Orde: Passeriformes   Familie: Polioptilidae
- Zwartborstmuggensluiper, Microbates collaris
- Vieillots muggensluiper, Ramphocaenus melanurus
- Amazonemuggenvanger, Polioptila plumbea
- Guyanamuggenvanger, Polioptila guianensis

## Donacobius
Orde: Passeriformes   Familie: Donacobiidae
- Zwartkapdonacobius, Donacobius atricapilla

## Lijsters
Orde: Passeriformes   Familie: Turdidae

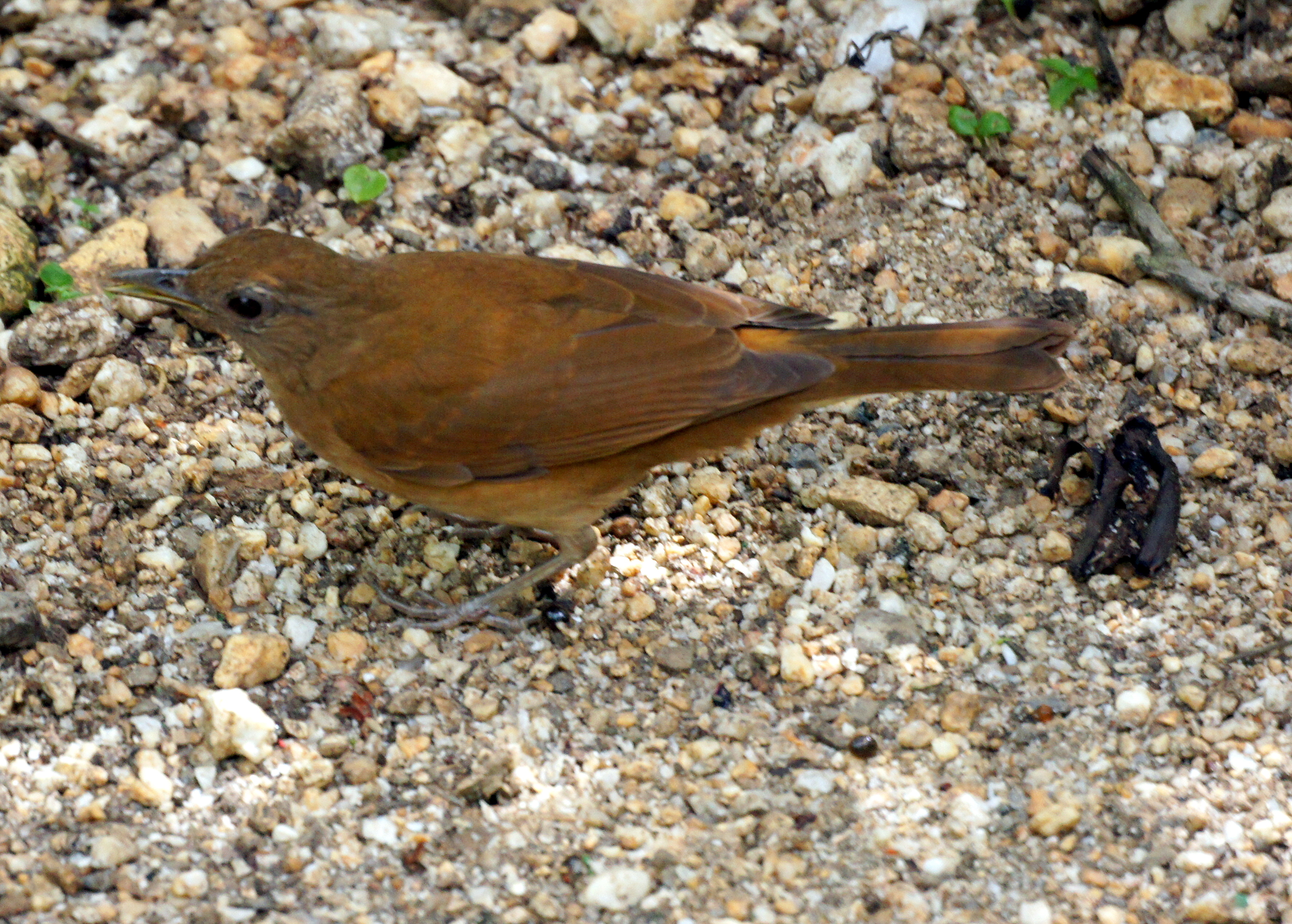
Cacaolijster

- Grijswangdwerglijster, Catharus minimus
- Roodbruine solitaire, Cichlopsis leucogenys
- Taczanowski's lijster, Turdus leucops
- Vaalborstlijster, Turdus leucomelas
- Cacaolijster, Turdus fumigatus
- Naaktooglijster, Turdus nudigenis
- Campinalijster, Turdus arthuri
- Kapucijnerlijster, Turdus olivater
- Witneklijster, Turdus albicollis

## Spotlijsters
Orde: Passeriformes   Familie: Mimidae

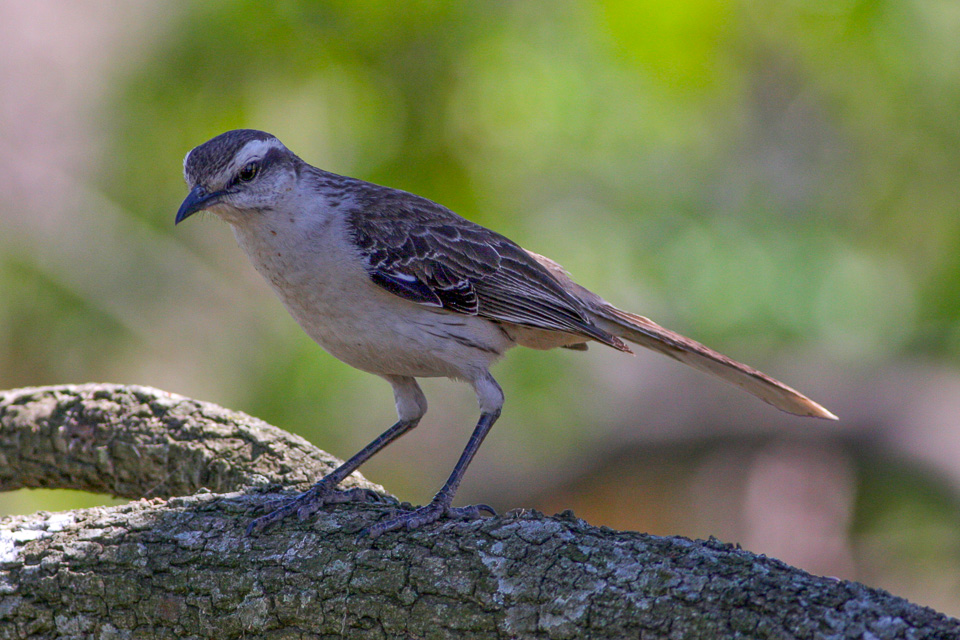
Camposspotlijster

- Tropische spotlijster, Mimus gilvus
- Camposspotlijster, Mimus saturninus

## Mussen
Orde: Passeriformes   Familie: Passeridae
- Huismus, Passer domesticus (uitheems)

## Kwikstaarten en piepers

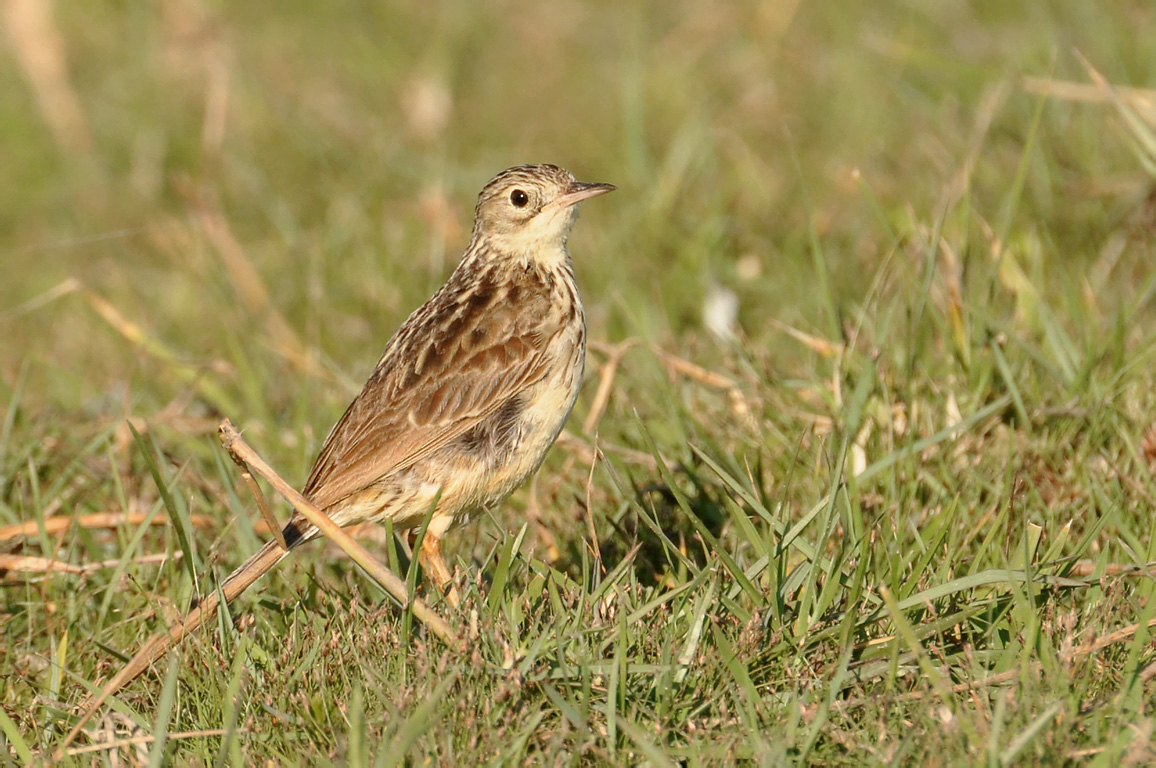
Gele pieper

Orde: Passeriformes   Familie: Motacillidae
- Gele pieper, Anthus lutescens

## Vinken

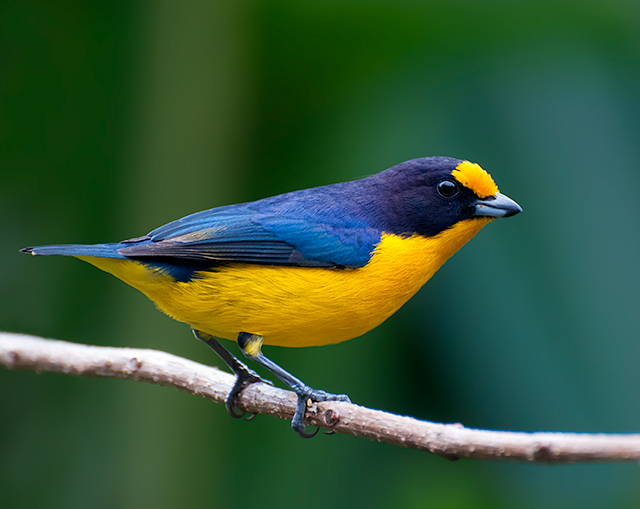
Violette organist

Orde: Passeriformes   Familie: Fringillidae
- Grijze organist, Euphonia plumbea
- Purperkeelorganist, Euphonia chlorotica
- Finsch' organist, Euphonia finschi
- Violette organist, Euphonia violacea
- Goudstuitorganist, Euphonia cyanocephala
- Goudbuikorganist, Euphonia chrysopasta
- Witbuikorganist, Euphonia minuta
- Cayenneorganist, Euphonia cayennensis

## Amerikaanse gorzen
Orde: Passeriformes   Familie: Passerellidae
- Graslandgors, Ammodramus humeralis
- Olijfruggors, Arremon taciturnus
- Roodkraaggors, Zonotrichia capensis

## Troepialen
Orde: Passeriformes   Familie: Icteridae

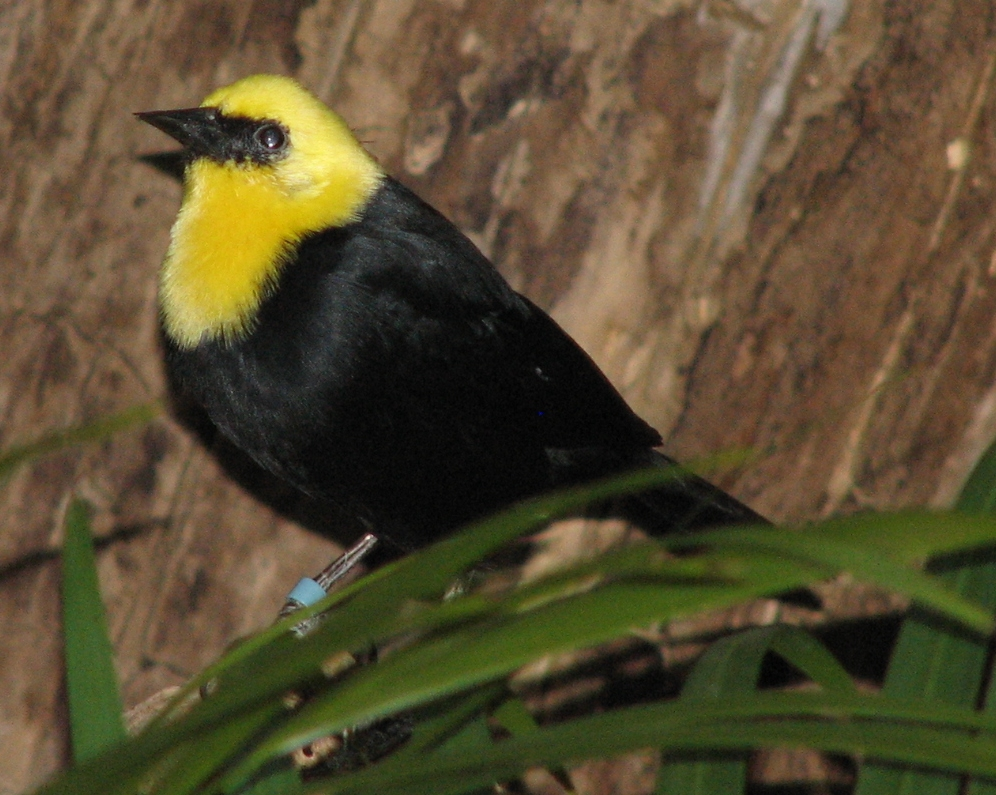
Geelkaptroepiaal

- Rijsttroepiaal, Dolichonyx oryzivorus
- Witkaakweidespreeuw, Sturnella magna
- Zwartkopsoldatenspreeuw, Leistes militaris
- Groene oropendola, Psarocolius viridis
- Kuiforopendola, Psarocolius decumanus
- Geelstuitbuidelspreeuw, Cacicus cela
- Roodstuitbuidelspreeuw, Cacicus haemorrhous
- Roodboegtroepiaal, Icterus cayanensis
- Gele troepiaal, Icterus nigrogularis
- Grote koevogel, Molothrus oryzivorus
- Glanskoevogel, Molothrus bonariensis
- Caribische troepiaal, Quiscalus lugubris
- Geelkaptroepiaal, Chrysomus icterocephalus

## Amerikaanse zangers
Orde: Passeriformes   Familie: Parulidae

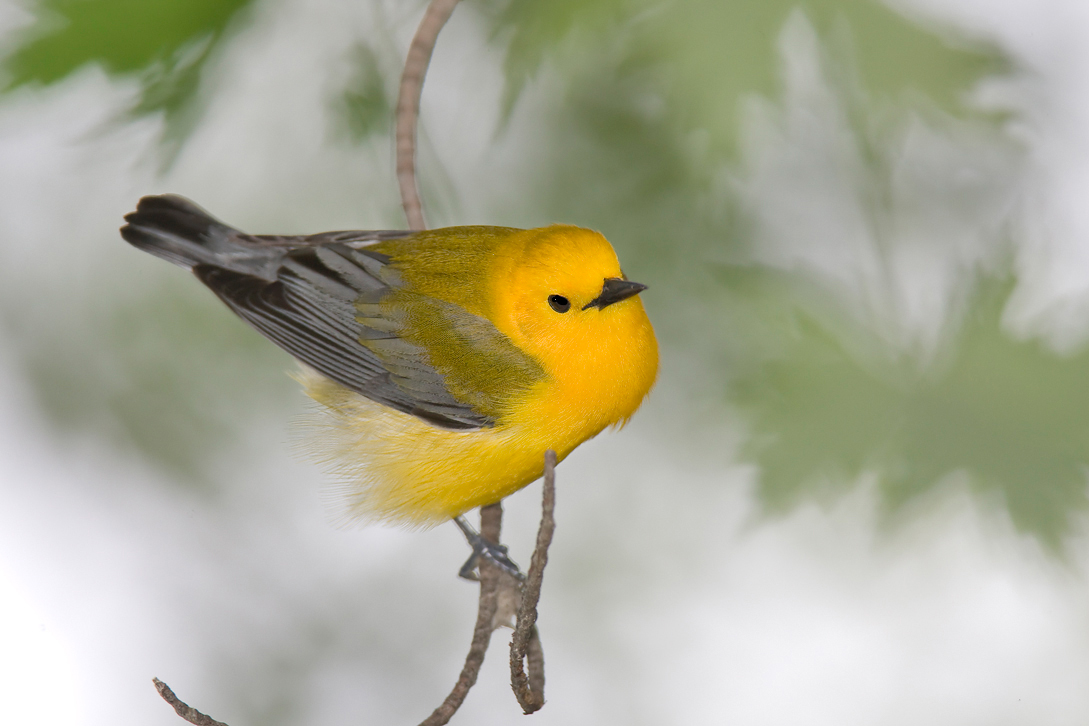
Citroenzanger

- Noordse waterlijster, Parkesia noveboracensis
- Bonte zanger, Mniotilta varia (dwaalgast)
- Citroenzanger, Protonotaria citrea
- Zuid-Amerikaanse maskerzanger, Geothlypis aequinoctialis
- Amerikaanse roodstaart, Setophaga ruticilla
- Maskerparulazanger, Setophaga pitiayumi
- Sparrenzanger, Setophaga fusca (onbevestigd)
- Mangrovezanger, Setophaga petechia
- Zwartkopzanger, Setophaga striata
- Vloedboszanger, Myiothlypis rivularis

## Mitrospingid-tangaren
Orde: Passeriformes   Familie: Mitrospingidae
Tot 2017 werd deze groep als onderdeel van de echte tangaren beschouwd
- Roodsnaveltangare, Lamprospiza melanoleuca

## Kardinalen

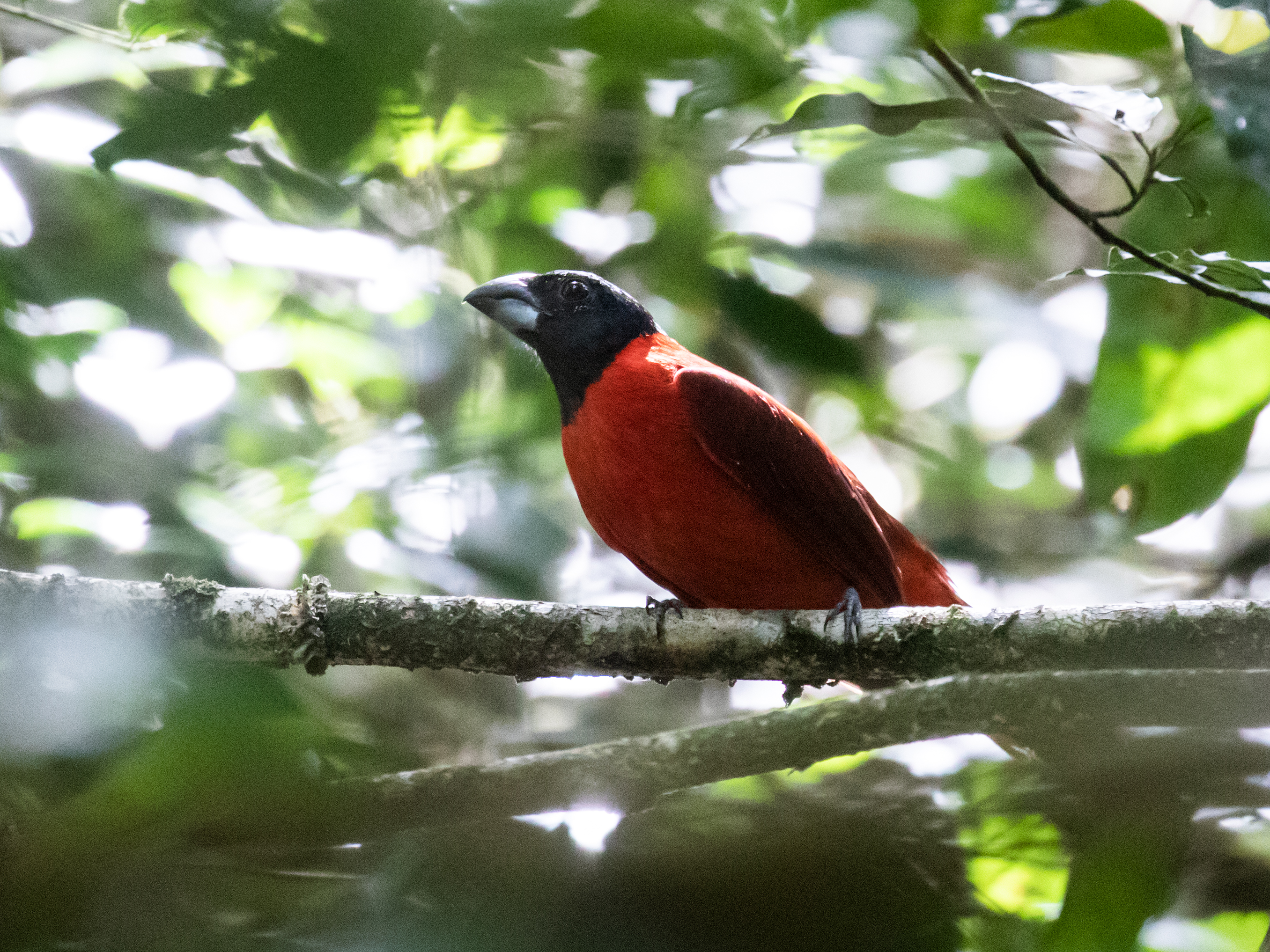
Rood-zwarte kardinaal

Orde: Passeriformes   Familie: Cardinalidae
- Laaglandlevertangare, Piranga flava
- Zomertangare, Piranga rubra
- Zwartvleugeltangare, Piranga olivacea (dwaalgast)
- Roze granaatzanger, Granatellus pelzelni
- Geelgroene kardinaal, Caryothraustes canadensis
- Rood-zwarte kardinaal, Periporphyrus erythromelas
- Amazonebisschop, Cyanoloxia rothschildii
- Dickcissel, Spiza americana (onbevestigd)

## Tangaren
Orde: Passeriformes   Familie: Thraupidae

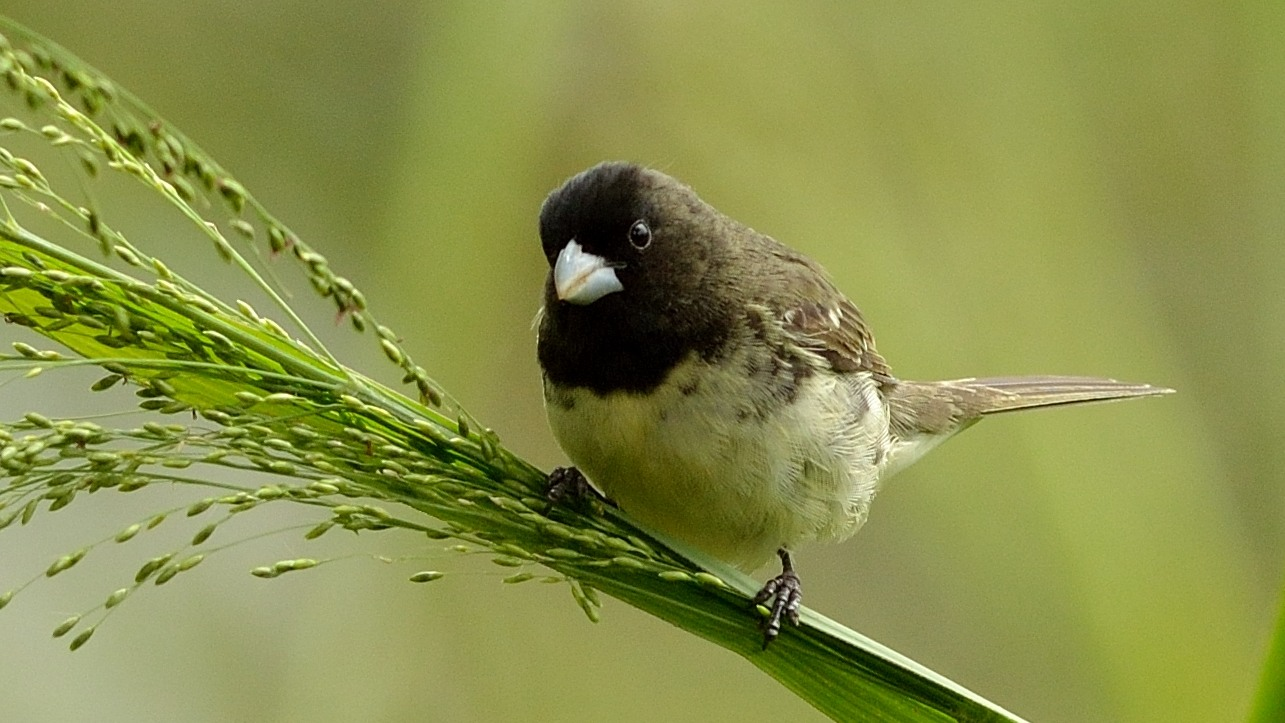
Geelbuikdikbekje

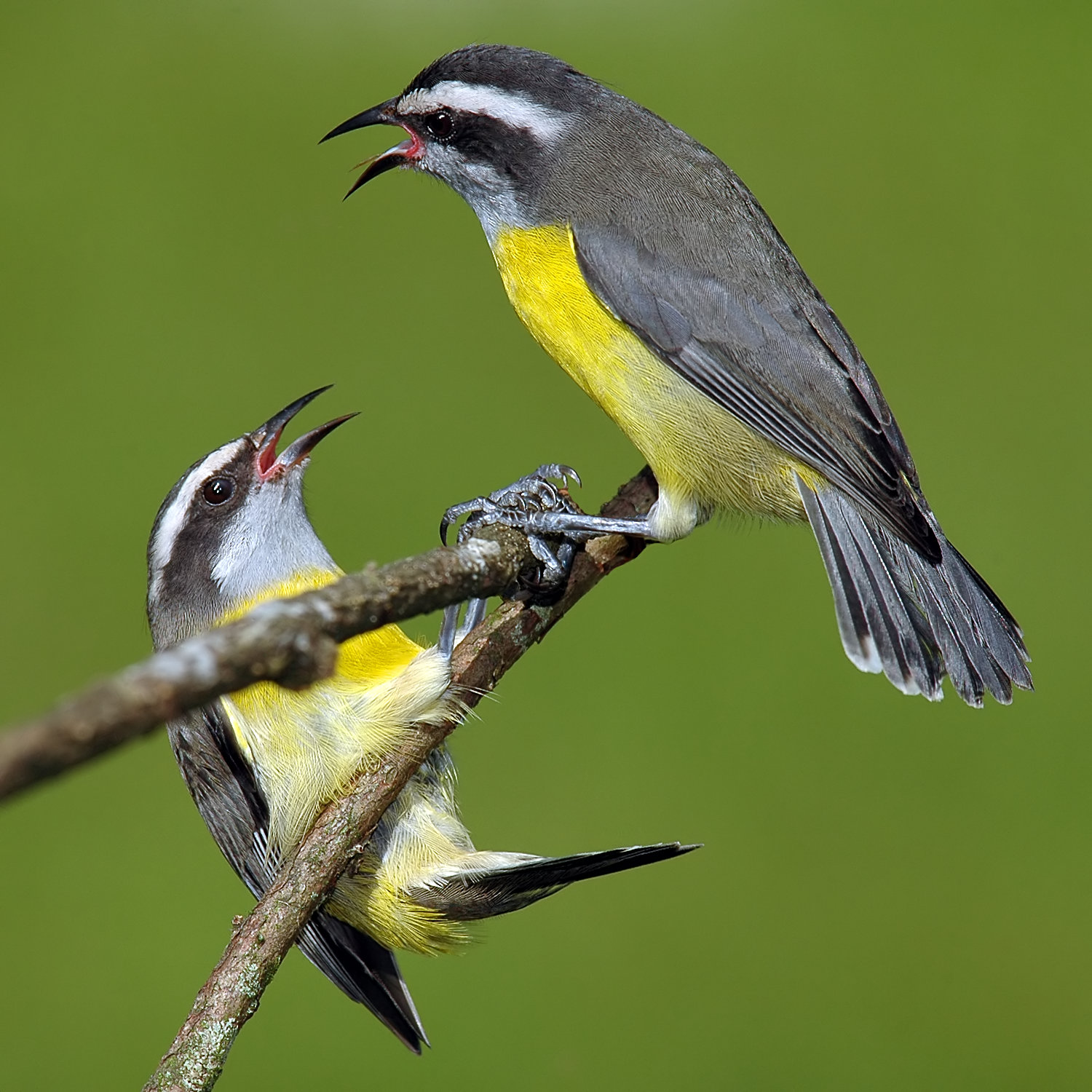
Suikerdiefje

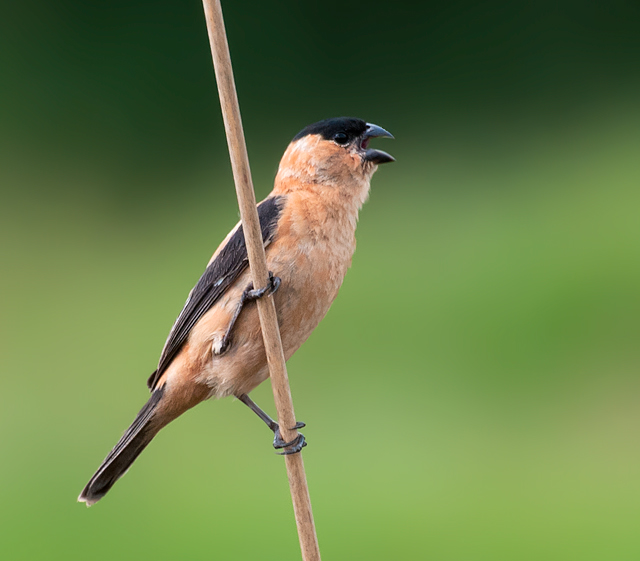
Oranje dikbekje

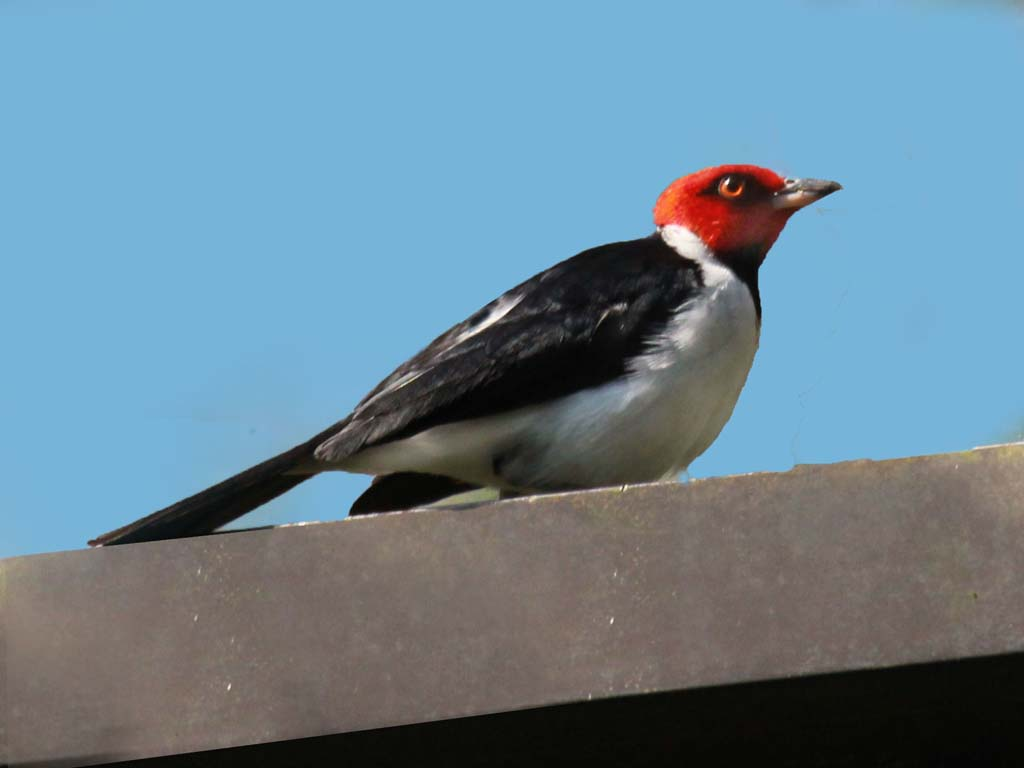
Zwartkeelkardinaal

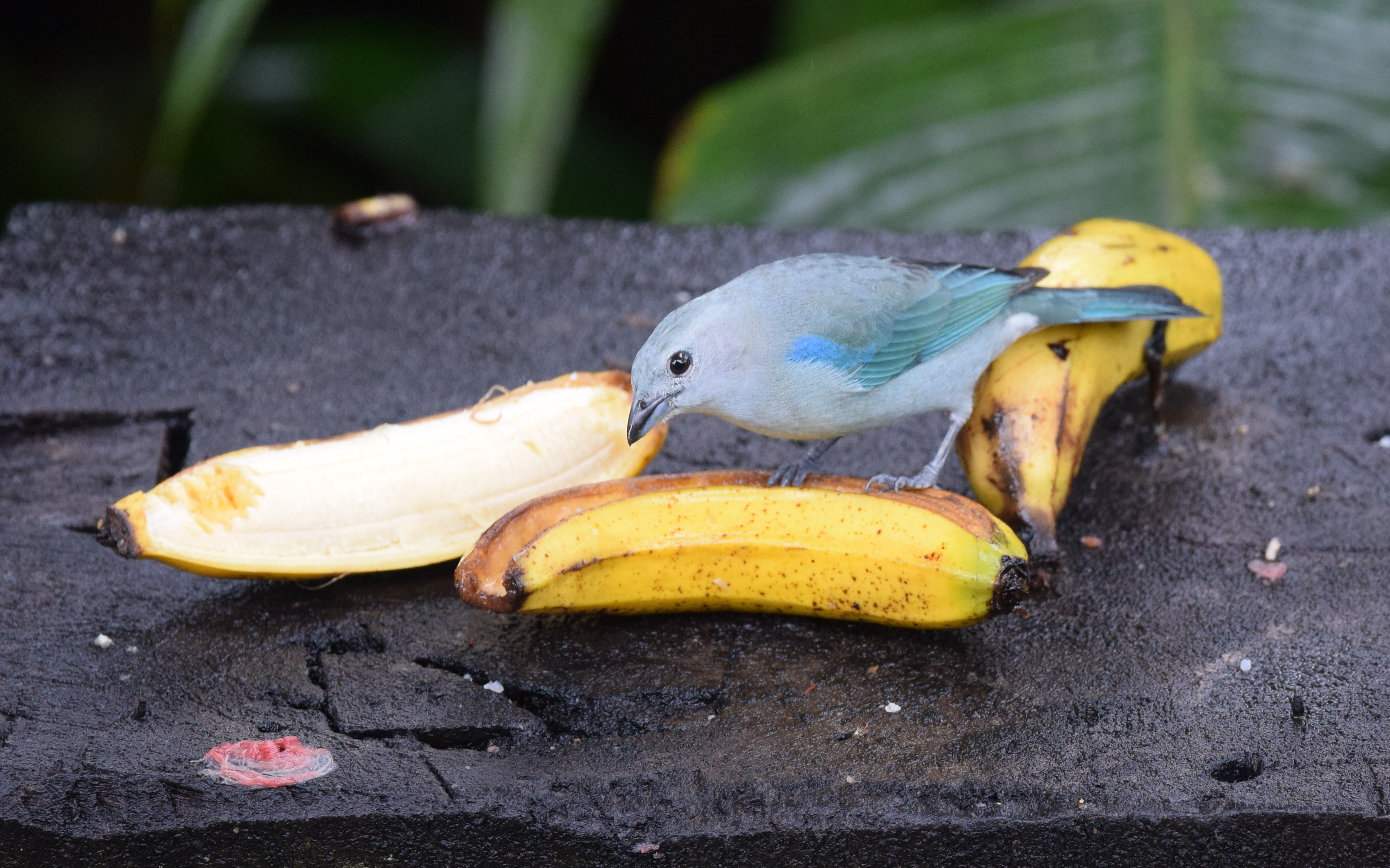
Bisschopstangare

- Siertangare, Cyanicterus cyanicterus
- Kaptangare, Nemosia pileata
- Groene suikervogel, Chlorophanes spiza
- Guiratangare, Hemithraupis guira
- Geelstuittangare, Hemithraupis flavicollis
- Tweekleurige spitssnavel, Conirostrum bicolor
- Roodbuikspitssnavel, Conirostrum speciosum
- Witstaartsaffraangors, Sicalis citrina
- Gewone saffraangors, Sicalis flaveola (onbevestigd)
- Graslandsaffraangors, Sicalis luteola
- Jacarinagors, Volatinia jacarina
- Vuurkuiftangare, Loriotus cristatus
- Witschoudertangare, Loriotus luctuosus
- Goudkuiftangare, Tachyphonus surinamus
- Zwarte tangare, Tachyphonus rufus
- Roodschoudertangare, Tachyphonus phoenicius
- Amazonetangare, Eucometis penicillata
- Rode kroongors, Coryphospingus cucullatus (onbevestigd)
- Fluweeltangare, Ramphocelus carbo
- Bruine klauwiertangare, Lanio fulvus
- Kortsnavelsuikervogel, Cyanerpes nitidus
- Purperen suikervogel, Cyanerpes caeruleus
- Blauwe suikervogel, Cyanerpes cyaneus
- Zwaluwtangare, Tersina viridis
- Zwartmaskerpitpit, Dacnis lineata
- Blauwe pitpit, Dacnis cayana
- Lessons dikbekje, Sporophila bouvronides
- Witsterdikbekje, Sporophila lineola
- Witbuikdikbekje, Sporophila leucoptera
- Roodbuikdikbekje, Sporophila castaneiventris
- Dwergdikbekje, Sporophila minuta
- Oranje dikbekje, Sporophila bouvreuil
- Zwartkopzaadkraker, Oryzoborus angolensis
- Twatwa, Oryzoborus crassirostris
- Bont dikbekje, Sporophila americana
- Geelbuikdikbekje, Sporophila nigricollis
- Leigrijs dikbekje, Sporophila schistacea
- Loodgrijs dikbekje, Sporophila plumbea
- Bontkeelsaltator, Saltator maximus
- Grijze saltator, Saltator coerulescens
- Witkeelsaltator, Saltator grossus
- Wigstaartgrasgors, Emberizoides herbicola
- Witstuittangare, Cypsnagra hirundinacea
- Suikerdiefje, Coereba flaveola
- Witbandtangare, Neothraupis fasciata
- Zwartkeelkardinaal, Paroaria gularis
- Sluiertangare, Schistochlamys melanopis
- Ekstertangare, Cissopis leverianus (onbevestigd)
- Sabeltangare, Tangara cayana
- Turkooistangare, Tangara mexicana
- Paradijstangare, Tangara chilensis
- Opaalstuittangare, Tangara velia
- Okerkaptangare, Tangara gyrola
- Bisschopstangare, Thraupis episcopus
- Palmtangare, Thraupis palmarum
- Stippentangare, Ixothraupis varia (onbevestigd)
- Spikkeltangare, Ixothraupis guttata
- Druppeltangare, Ixothraupis punctata